# 新宿站

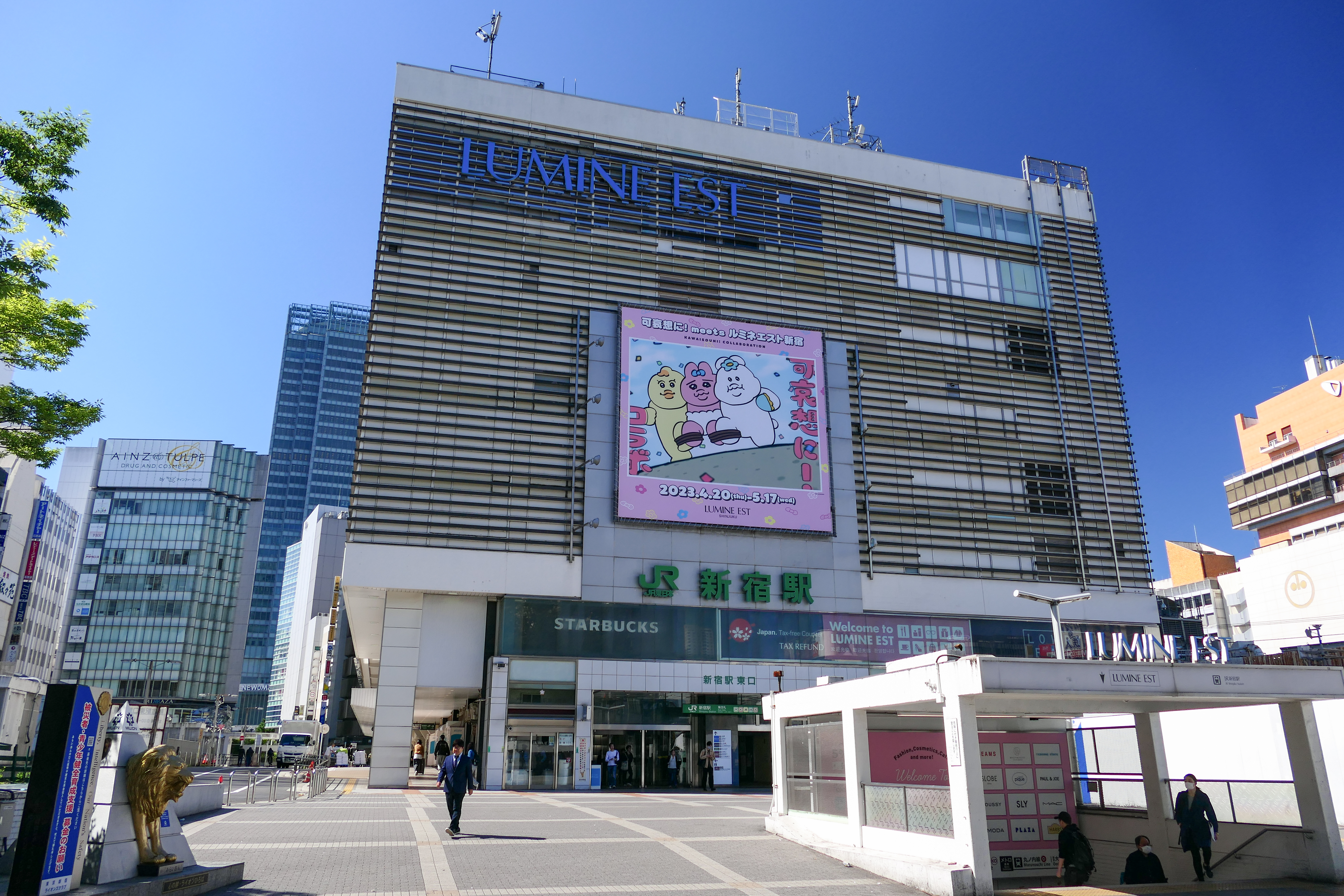
東口車站大樓「LUMINE EST新宿」

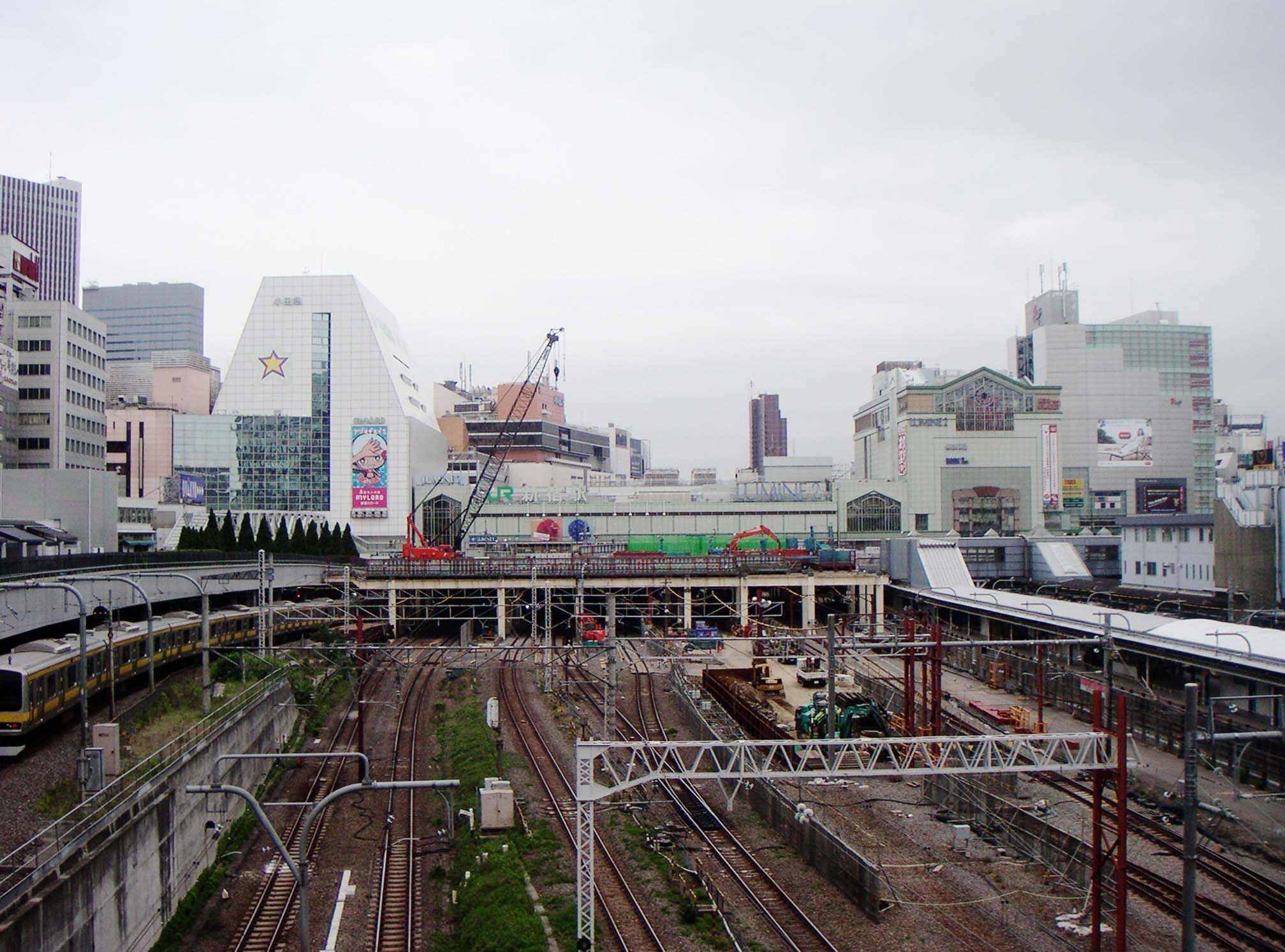
南口遠景（2005年5月）

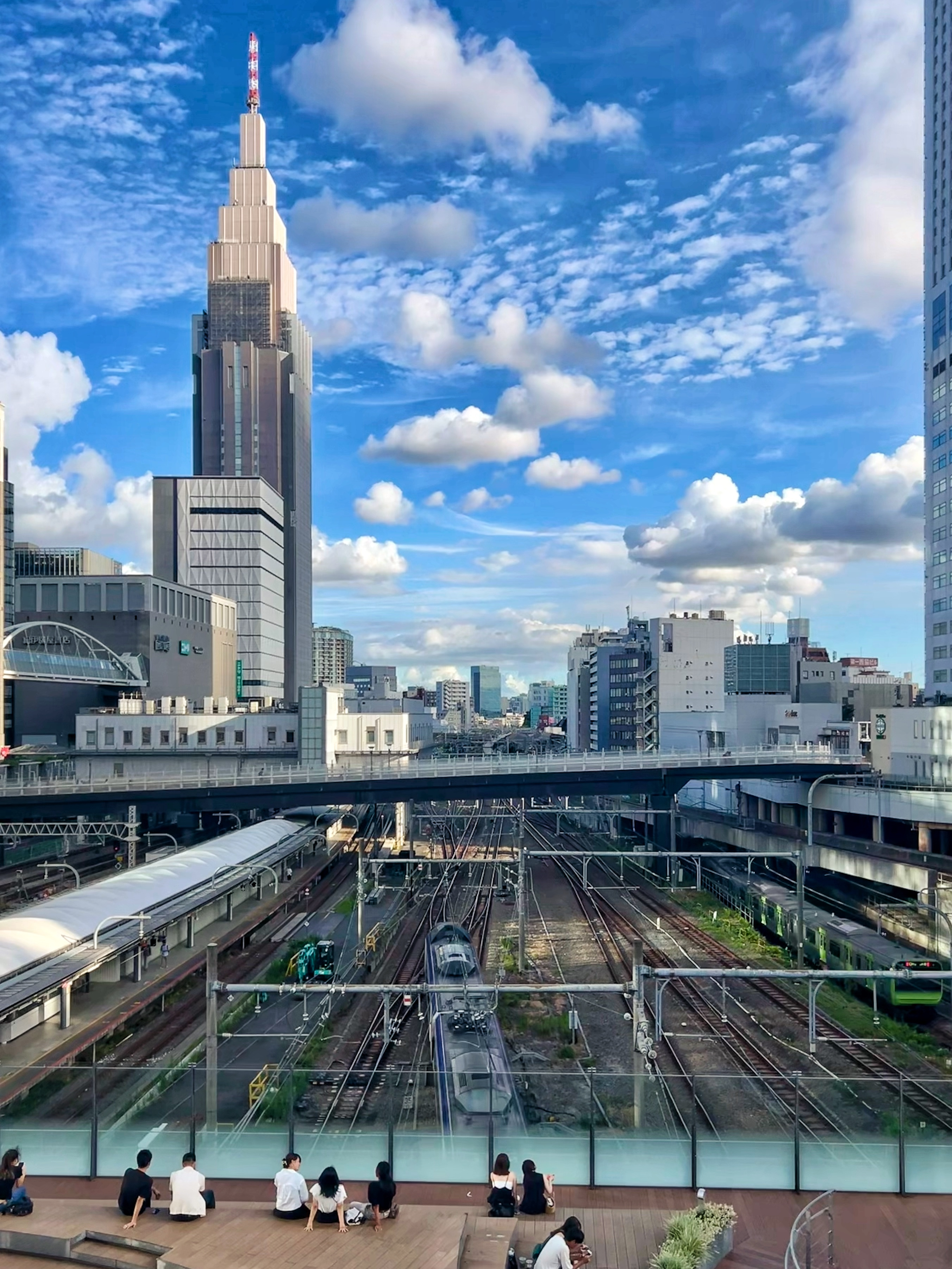
从新宿站南口南向景观，山手线和中央总武线等多条铁路在这里汇聚，山手外环正在离开车站，远端高楼为Docomo大厦

新宿站（日语：〔〕／ Shinjuku eki */?）位於日本東京都新宿區與澀谷區之間，為東日本旅客鐵道（JR東日本）、京王電鐵、小田急電鐵、東京地下鐵、東京都交通局（都營地下鐵）的鐵路車站，是東京主要交通樞紐之一。該站亦是全世界最繁忙的車站（獲健力士世界紀錄認可）。站內總共有36個月台，超過200個出入口。若把與該站直接連結的5個車站計算在內，月台總數則為51個。

## 概要
新宿站是東京副都心新宿的鐵路總站。1885年3月1日啟用時，為日本鐵道赤羽至品川路線（山手線前身）的一站。1889年4月11日，甲武鐵道（中央本線前身）新宿至立川通車，同年8月服務延長至八王子。大正時期，隨著市區擴大，眾多私鐵連結至此。1915年5月1日，京王電氣軌道（今京王電鐵）新宿站啟用，1927年4月1日，小田原急行鐵道（今小田急電鐵）新宿站啟用，成為鐵路總站的新宿站周邊開始發展，使用者逐漸上升，也使新宿逐漸發展成為繁榮的街區。1931年，新宿站成為日本使用人次最高的車站。1959年，地下鐵新宿站開始提供服務。1966年（昭和41年），使用人次達41萬人次的國鐵新宿站以兩人之差超越國鐵池袋站。1960年代起，新宿站西側一帶開始進行新宿副都心計畫。70年代起摩天大樓陸續完工，持續帶動使用人次成長。
2000年（平成12年），入選關東車站百選（第四回）。2011年一日平均上下車人次約326萬人，並獲得金氏世界紀錄認證為世界上使用人次最多的車站。
現在的新宿站透過JR、私鐵、地下鐵等眾多路線連結周邊地區的臥城，加上周邊是日本最大的繁華街、歡樂街，無論日夜人潮絡繹不絕。以JR車站為中心，東、西、南口可透過通道或地下街連通周邊各地下鐵車站或商業設施。
現在1日平均上下車人次約353萬人（2017年），並獲得金氏世界紀錄認證為世界上使用人次最多的車站，加上以地下道等連通的西武新宿站、新宿西口站的使用人次則達到約377萬人（2017年），該數字可與橫濱市與靜岡縣人口匹敵。

### 停靠路線
新宿站是JR東日本、京王電鐵、小田急電鐵、東京地下鐵、東京都交通局等5家鐵路業者停靠的轉乘站。其中京王線與小田急小田原線以此站為起點。
JR東日本
JR東日本路線的軌道名稱為山手線與中央本線，山手線是本站的所屬線。本站的運行系統可見下方。依據特定都區市內制度，本站屬於「東京都區內」與東京山手線內。設有3字母簡寫「 SJK 」。
本站山手線除了停靠行駛於電車線的環狀線山手線電車外，也停靠行駛於山手貨物線的埼京線與湘南新宿線列車。以上路線在旅客資訊上視為不同路線。機場聯絡特急「成田特快」與東武日光線直通特急等也經由山手貨物線駛進本站。
中央本線分為行駛於急行線的中央線快速電車與行駛於緩行線的中央·總武線各站停車2系統。另外還有往甲府站、松本站方向的特急列車（在複複線區間行超長急行線）。
-  山手線：行駛電車線的環狀線。往澀谷站、品川站方向為內環，往池袋站、上野站方向為外環 - 車站編號「JY 17」
-  埼京線：行駛山手貨物線。往大宮站方向（北行）與川越線互相直通運行、大崎站方向（南行）與臨海線互相直通運行 - 車站編號「JA 11」
-  湘南新宿線：行駛山手貨物線的中距離電車。往大宮站方向（北行）與宇都宮線、高崎線互相直通運行，往橫濱站方向（南行）與東海道線、橫須賀線互相直通運行 - 車站編號「JS 20」
-  中央線（快速）：行駛中央本線急行線的中距離電車。包含往八王子站、高尾站方向的列車與立川站起直通青梅線的列車 - 車站編號「JC 05」
-  中央·總武線（各站停車）：行駛中央本線緩行線的近距離電車 - 車站編號「JB 10」

京王電鐵
京王電鐵的路線在軌道名稱上為京王線，運行系統則分為本站起點的「京王線」以及與都營地下鐵新宿線直通運行的「京王新線」，後者停靠的車站稱為「新線新宿站」。新宿站與新線新宿站共同使用「KO01」的車站編號。
小田急電鐵
小田急以此站為起點的各站停車班次屬於小田原線，但有經相模大野站直通江之島線、經新百合丘站直通多摩線的快速急行、急行線列車。車站編號為「OH 01」。
東京地下鐵、東京都交通局（都營地下鐵）
地下鐵有以下2間公司3條路線停靠，各路線都設有車站編號。
-  東京地下鐵丸之內線。車站編號「M 08」
-  都營地下鐵新宿線。車站編號「S 01」
-  都營地下鐵大江戶線。車站編號「E 27」

### 其他鐵道路線
以下各站透過地下通道連結，也有鐵路公司將其定為轉乘站。
- 西武新宿站（西武鐵道新宿線） - 透過新宿SUBNADE連結。
- 新宿西口站（都營地下鐵大江戶線）
- 新宿三丁目站（東京地下鐵丸之內線、副都心線、都營地下鐵新宿線） - 都道430號下方地下通道連結

### 與地下鐵各線的聯繫
本站的京王、小田急、東京地下鐵、都營地下鐵之間並非全部皆有轉乘優惠。例如東京地下鐵丸之內線與都營地下鐵新宿線、大江戶線兩站間距離較遠，不適用轉乘優惠。丸之內線與新宿線在新宿三丁目站轉乘、丸之內線與大江戶線在東京地下鐵新宿站與都營地下鐵新宿西口站間轉乘的話則適用70圓優惠。
是否適用轉乘優惠（○：適用、×：不適用）
| ○ | 小田急 |            |            |                |
| ○ | ○      | 東京地下鐵 |            |                |
| ○ | ○      | ×          | 都營新宿站 |                |
| × | ×      | ○          | ×          | 都營新宿西口站 |

## 歷史
新宿站站名來自於江戶時代甲州道中（甲州街道）日本橋與高井戶之間新設的宿驛「內藤新宿」。
1885年（明治18年），日本鐵道開通赤羽 - 品川間路線（現在的山手線）並設新宿站。但是當時的新宿僅是市外小站，1日使用人數僅50人左右，雨天時乘客更為稀少。
1889年（明治22年），甲武鐵道開通至立川的路線（現中央本線），同年8月延伸至八王子。當時電車線用的月台除了原來新宿站月台，在站內大久保方向的青梅街道附近亦有月台。
之後私鐵陸續在此設站。1915年（大正4年）京王電氣軌道（現京王電鐵）於南口甲州街道上、1923年（大正12年）帝國電燈西武軌道線（之後的都電杉並線）於東口、1927年（昭和2年）小田原急行鐵道（現小田急電鐵）於西口分別設站。
京王線在新宿的端點原非今日的新宿站，而是在新宿追分交差點，也就是現在的新宿三丁目站位置一帶（伊勢丹交差點南側路上）。之後移往本站站旁並定名為京王新宿站，1945年（昭和20年）因空襲造成初台變電所毀損，京王線電壓下降無法行駛南口跨線橋的急彎，同年7月再遷至東橫線新宿站預定地，也就是現在的西口。1952年（昭和27年），西武鐵道的新宿線延伸至現今之西武新宿站（歌舞伎町附近）。
京王與小田急的月台過去都在地面，月台編號以國鐵（現JR）→小田急→京王的順序編製。當時各公司之間設有連絡天橋供乘客轉乘。另外，軌距相同的國鐵與小田急之間也設有連絡線。
隨著戰後復甦與經濟成長，出新宿站後立刻行駛於甲州街道上的京王線改為地下化，小田急小田原線也受限於空間限制，為了確保月台數量而改建為兩層，之後地下鐵各線通車、總站大樓建設等帶動下逐漸形成現在的樣貌。

### 年表
- 1885年（明治18年）3月1日：日本鐵道在東京府南豐島郡角筈村（日语：角筈）設站。同時開始貨運業務[9]。
- 1889年（明治22年）4月11日：甲武鐵道車站開業[10]。
- 1906年（明治39年）
  - 10月1日：甲武鐵道依鐵道國有法（日语：鉄道国有法）國有化[11]。
  - 11月1日：日本鐵道依鐵道國有法國有化[11]。
- 1909年（明治42年）10月12日：制定線路名稱，本站屬山手線。
- 1915年（大正4年）5月1日：京王電氣軌道（京王電鐵前身）車站於甲州街道上開業。
- 1923年（大正12年）12月1日：帝國電燈西武軌道線（之後的都電杉並線（日语：都電杉並線））車站於東口開業。
- 1927年（昭和2年）4月1日：小田原急行鐵道（小田急電鐵前身）車站開業[12]。
- 1942年（昭和17年）5月1日：戰時合併，小田急電鐵車站成為東京急行電鐵小田原線的車站。
- 1944年（昭和19年）5月31日：戰時合併，京王電氣軌道車站成為東京急行電鐵車站。
- 1945年（昭和20年）
  - 5月25日：空襲[13]。
  - 7月24日：現在的京王電鐵車站移至西口[13]。
- 1948年（昭和23年）6月1日：東京急行電鐵分割，該公司的新宿車站分為京王帝都電鐵（現：京王電鐵）與小田急電鐵車站。
- 1952年（昭和27年）3月25日：西武新宿站開業[14]。
- 1959年（昭和34年）3月15日：營團地下鐵丸之內線車站開業[15]。
- 1961年（昭和36年）
  - 2月8日：營團地下鐵荻窪線（現在的丸之內線新宿至荻窪路段）通車。
  - 12月7日：國鐵甲州口（之後的南口）站房因火災全毀[16]。
- 1963年（昭和38年）
  - 4月1日：京王帝都電鐵新宿站成為地下車站[17]。
  - 12月1日：廢除都電杉並線[17]。
  - 12月20日：國鐵甲州口（南口）站房重建[18]。
- 1964年（昭和39年）
  - 2月17日：小田急電鐵新宿站第1次大改善工程完工。立體式總站地下月台啟用[19][20]。
  - 5月18日：地上8層、地下3層的國鐵東口站房完工[20]。
- 1966年（昭和41年）11月30日：西口站前廣場完工[21]。
- 1967年（昭和42年）
  - 8月8日：美軍燃料輸送列車事故（日语：米軍燃料輸送列車事故），國電（日语：国電）1,100班次取消[22]。
  - 11月21日：地上14層、地下3層的小田急新宿站大樓完工[22]。
- 1968年（昭和43年）10月21日：爆發新宿騷亂事件[23]。全學連學生運動變得活躍。
- 1969年（昭和44年）
  - 6月28日：新宿西口反戰民謠游擊戰事件。民謠歌手們以反戰歌曲等表達反對越戰的需求，最高聚集4萬人參與。
  - 10月21日：激進派闖入新宿站線路內，爆發10.21國際反戰日鬥爭 (1969年)（日语：10.21国際反戦デー闘争 (1969年)）[24]。
- 1970年（昭和45年）3月26日：東京都電廢除，新宿的路面電車從此消失[24]。
- 1973年（昭和48年）4月24日：首都圈國電暴動。新宿站內也遭到破壞[25]。
- 1976年（昭和51年）3月10日：國鐵南口站房改建。新宿LUMINE開幕[26]。
- 1978年（昭和53年）
  - 10月31日：京王帝都電鐵新線新宿站開業。
  - 11月17日：國鐵東口站房改建。車站大樓改稱新宿MY CITY（新宿マイシティ，之後LUMINE EAST 新宿（日语：ルミネエスト新宿））[27]。
- 1980年（昭和55年）
  - 3月16日：都營地下鐵新宿線車站開業，與京王帝都電鐵直通[28]。
  - 8月19日：新宿西口巴士縱火事件（日语：新宿西口バス放火事件）[28]。
- 1982年（昭和57年）
  - 4月1日：小田急電鐵新宿站第2次大改善工程完工。地上站、地下站皆可停靠10輛編組列車[29]）。
  - 9月1日：國鐵南口大廳拓寬[30]。
- 1984年（昭和59年）2月1日：國鐵車站貨物業務廢除[31]。
- 1986年（昭和61年）3月3日：國鐵埼京線運行區間延伸。使用第1月台（現1、2號線）。
- 1987年（昭和62年）4月1日：國鐵分割民營化，國鐵車站成為東日本旅客鐵道（JR東日本）車站（屬於山手線）。
- 1991年（平成3年）3月19日：「成田特快」開始運行，使用第2月台（現3、4號線）。新南口啟用。
- 1993年（平成5年）12月1日：時刻表改點，中央本線中距離列車取消停靠本站。
- 1995年（平成7年）5月5日：本站發生氰化氫氣事件（新宿站氰化氫氣事件（日语：新宿駅青酸ガス事件），奧姆真理教（→阿雷夫）信眾的犯行）。
- 1997年（平成9年）12月19日：都營地下鐵大江戶線車站開業[32]。
- 2000年（平成12年）：入選關東車站百選。
- 2001年（平成13年）
  - 3月27日：時刻表改點，新增準特急，為其起訖站。
  - 11月18日：IC卡Suica啟用。
  - 12月1日：湘南新宿線開始停靠本站。
- 2003年（平成15年）2月1日：因甲州街道跨線橋替換工程，中央線特急月台移至現在使用的臨時月台[33]。之前使用的第3月台動工。
- 2004年（平成16年）
  - 4月1日：營團地下鐵民營化，丸之內線車站成為東京地下鐵車站。
  - 9月25日：因甲州街道跨線橋替換工程，中央線快速上行月台移至第3月台。之前使用的第4月台動工。
- 2005年（平成17年）10月25日：京王電鐵商業設施「frente（日语：京王クラウン街）新宿」開業。
- 2006年（平成18年）
  - 3月18日：東武線直通特急「（SPACIA）日光、鬼怒川」開始運行。
  - 4月16日：因甲州街道跨線橋替換工程，Southern Terrace口啟用。中央線快速下行月台移至第4月台。之前使用的第5月台動工。
- 2007年（平成19年）
  - 3月18日：JR新宿站因中央線快速、特急月台拓寬，山手線、中央·總武線各站停車的路線編號加2（11 - 14號線→13 - 16號線）。
  - 4月15日：因甲州街道跨線橋替換工程，中央線快速下行月台移至第5月台（11、12號線）。之前使用的第4月台（9、10號線）動工。
  - 11月25日：因甲州街道跨線橋替換工程，中央線特急月台從臨時月台移至第4月台[34]。
- 2008年（平成20年）3月15日：時刻表改點，「成田特快」與東武線直通特急等停靠月台從第2月台移至臨時月台。
- 2010年（平成22年）11月28日：因甲州街道跨線橋替換工程，新南口搬遷。
- 2019年（令和元年）
  - 9月2日：相模鐵道車輛首次駛入本站（與JR實施相互直通運轉試營運）[35][36]。
  - 11月30日：與相鐵線開始直通運轉[37]。基本上列車從本站起訖，但部分電車直通往埼京線武藏浦和、大宮方向[37]。
- 2020年（令和2年）
  - 2月25日：新南口剪票口外的VIEW PLAZA結束營業。
  - 7月19日：東西自由通道開放通行[報道 1][新聞 1]。
- 2023年（令和5年）
  - 2月1日因山手線發生人身事故影響，部分列車延遲。

## 車站構造
新宿站位於東京都新宿區新宿三丁目至西新宿一丁目、及澀谷區代代木二丁目至千駄谷五丁目的範圍。
JR之車站出口分為西口、東口、南口等各方向。西口和東口都有幾個通路。亦有地下道連接广大范围。

### JR東日本

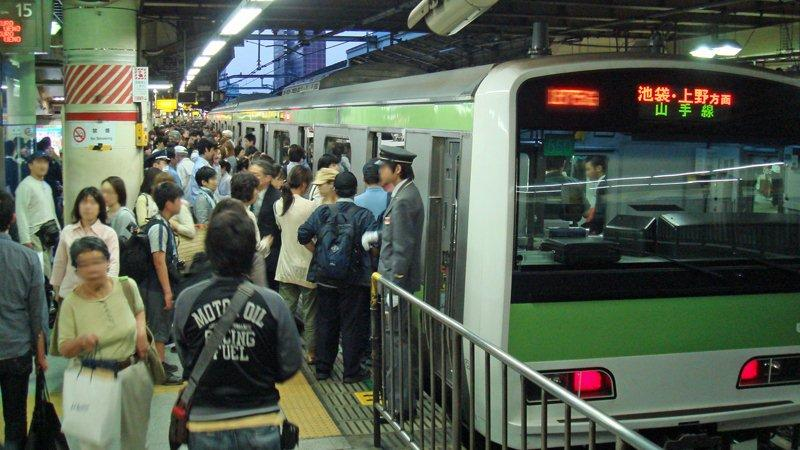
山手線月台的擁擠情況

JR東日本站區共有8座島式月台16線，均位於地面。月台沿南北兩方延伸，而編號則從東邊的埼京線、湘南新宿線開始往西依序排列。其中1至6號月台位於較南方的位置，特別是5、6號線月台的最北側與7、8號線最南側位置幾乎相同，月台幾乎全屬甲州街道（國道20號）南側的澀谷區。而5、6號月台更與南邊的代代木站相隔只有約200米，兩站的月台甚至能聽到對方的發車廣播。
站區內共有4條換乘通道，分別是稱作「北通道」、「中央通道」的地下道、南口天橋、與JR新宿MIRAINA TOWER、Busta新宿連結的天橋（舊新南口、舊Southern Terrace口）。
新南口開業初期時，換乘通道只連接1至6號月台。其後於2006年4月16日Southern Terrace口開設之後，該處新增一條換乘通道與新南口的通道連接，才可到達其他月台。后在新南剪票口、甲州街道剪票口與MIRAINA TOWER剪票口上建设計程車與高速巴士乘車處Busta新宿與上盖車站大樓JR新宿MIRAINA TOWER、人工綠地。南口一帶的工程已在2016年（平成28年）度完成。
本站由東京支社管轄，電報略號為『シク』。

#### 月台配置
| 月台   | 路線                    | 方向 | 目的地                                                        | 備註                                                      |
| ------ | ----------------------- | ---- | ------------------------------------------------------------- | --------------------------------------------------------- |
| 1、2   | 湘南新宿線              | 南行 | 橫濱、大船、小田原、逗子方向                                  |                                                           |
| 1、2   | 埼京線                  | 南行 | 澀谷、大崎、臨海線、相鐵線方向                                |                                                           |
| 1、2   | 埼京線                  | 北行 | 池袋、大宮、川越方向                                          | 只限此站始發                                              |
| 3      | 埼京線                  | 南行 | 澀谷、大崎、相鐵線方向                                        | 17時以後只限此站始發                                      |
| 3      | 埼京線                  | 北行 | 池袋、大宮、川越方向                                          | 此站始發的列車（有一部分大崎方向開抵的列車）              |
| 4      | 埼京線                  | 北行 | 池袋、大宮、川越方向                                          | 大崎方向開抵的列車（有一部分此站始發）                    |
| 4      | 湘南新宿線              | 北行 | 大宮、宇都宮、高崎方向                                        |                                                           |
| 5・6   | 成田特快                | -    | 成田機場方向                                                  | 其他「Swallow赤城」「Saphir踊子」「Home Liner小田原」到發 |
| 5・6   | SPACIA日光、鬼怒川      | -    | 東武日光、鬼怒川溫泉方向                                      | 其他「Swallow赤城」「Saphir踊子」「Home Liner小田原」到發 |
| 7、8   | 中央線（快速）          | 上行 | 御茶之水、東京方向 ■特急「梓」「甲斐路」「八王子」「青梅」    | 7號月台只限一部分列車                                     |
| 9、10  | ■ 中央本線（特急）      | 下行 | 甲府、松本方向 「梓」「甲斐路」「富士回遊」「八王子」「青梅」 |                                                           |
| 11、12 | 中央線（快速）          | 下行 | 中野、立川、高尾方向                                          | 11號月台只限一部分列車                                    |
| 13     | 中央·總武線（各站停車） | 東行 | 水道橋、秋葉原、千葉方向                                      |                                                           |
| 14     | 山手線                  | 內環 | 原宿、澀谷、品川方向                                          |                                                           |
| 15     | 山手線                  | 外環 | 池袋、田端、上野方向                                          |                                                           |
| 16     | 中央·總武線（各站停車） | 西行 | 東中野、中野、三鷹方向                                        |                                                           |

（來源：JR東日本:車站構內圖 （页面存档备份，存于））

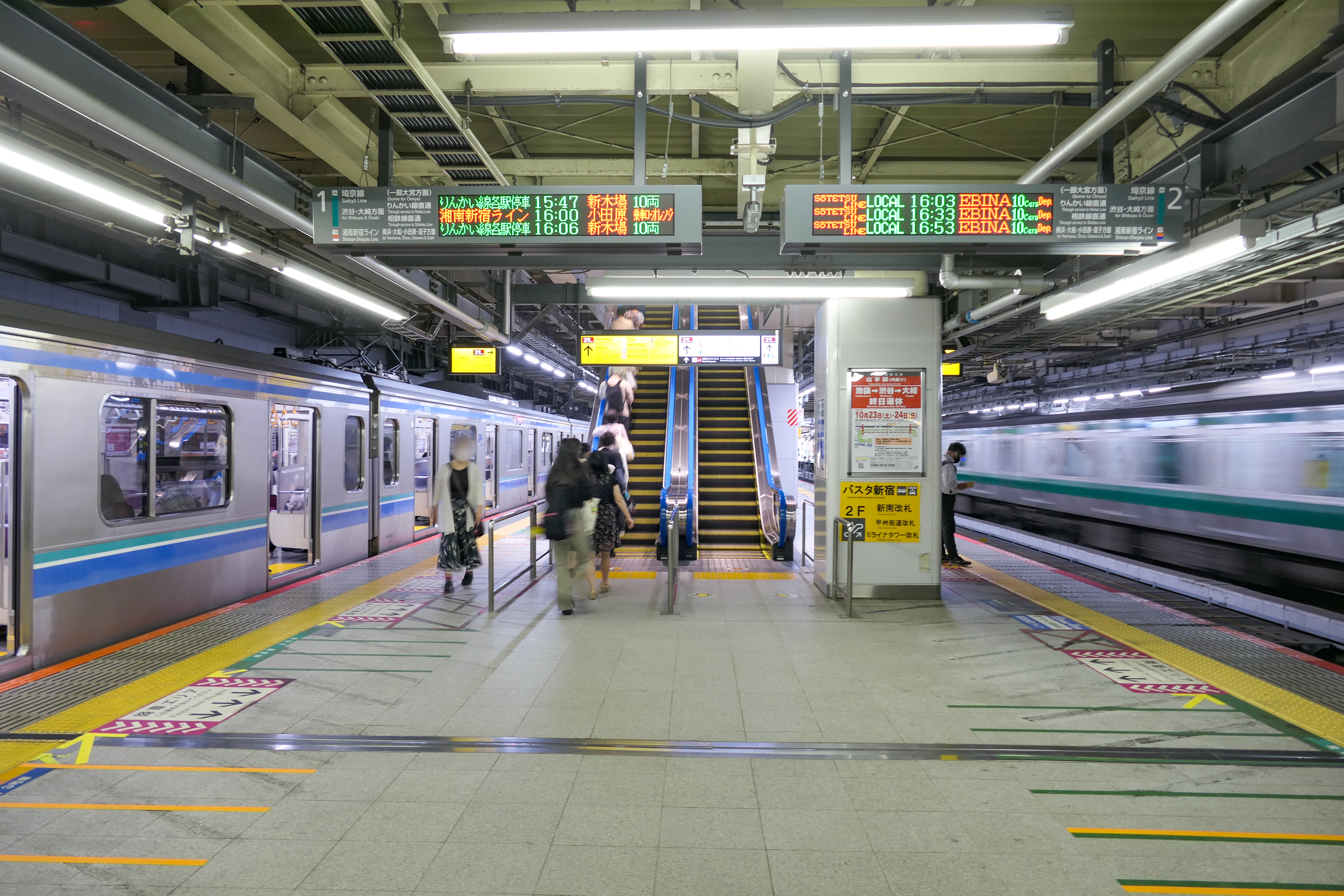
1・2號月台（埼京線・湘南新宿線）（2021年10月）
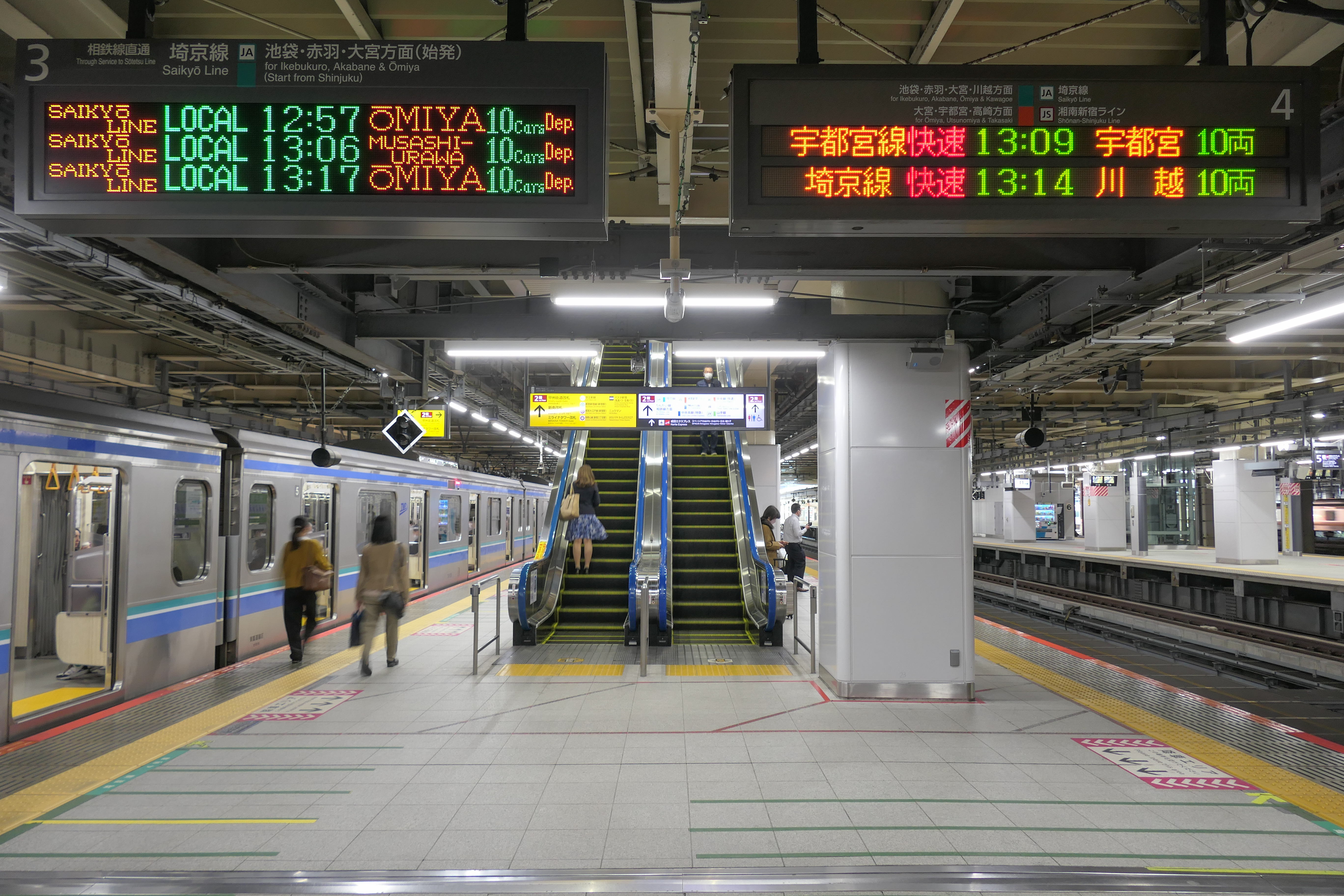
3・4號月台（埼京線・湘南新宿線）（2021年10月）
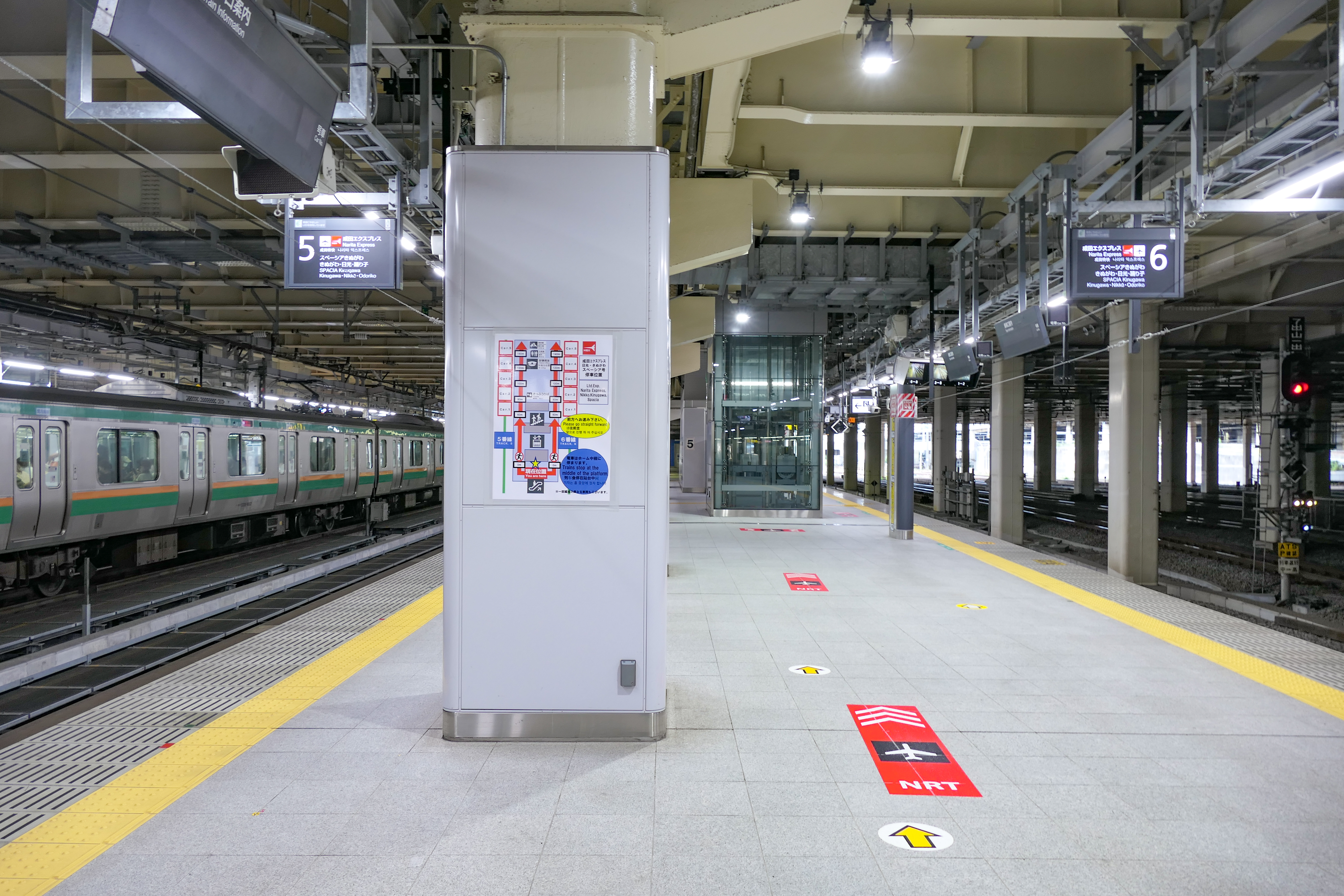
5・6號月台（成田特快・東武線）（2021年10月）
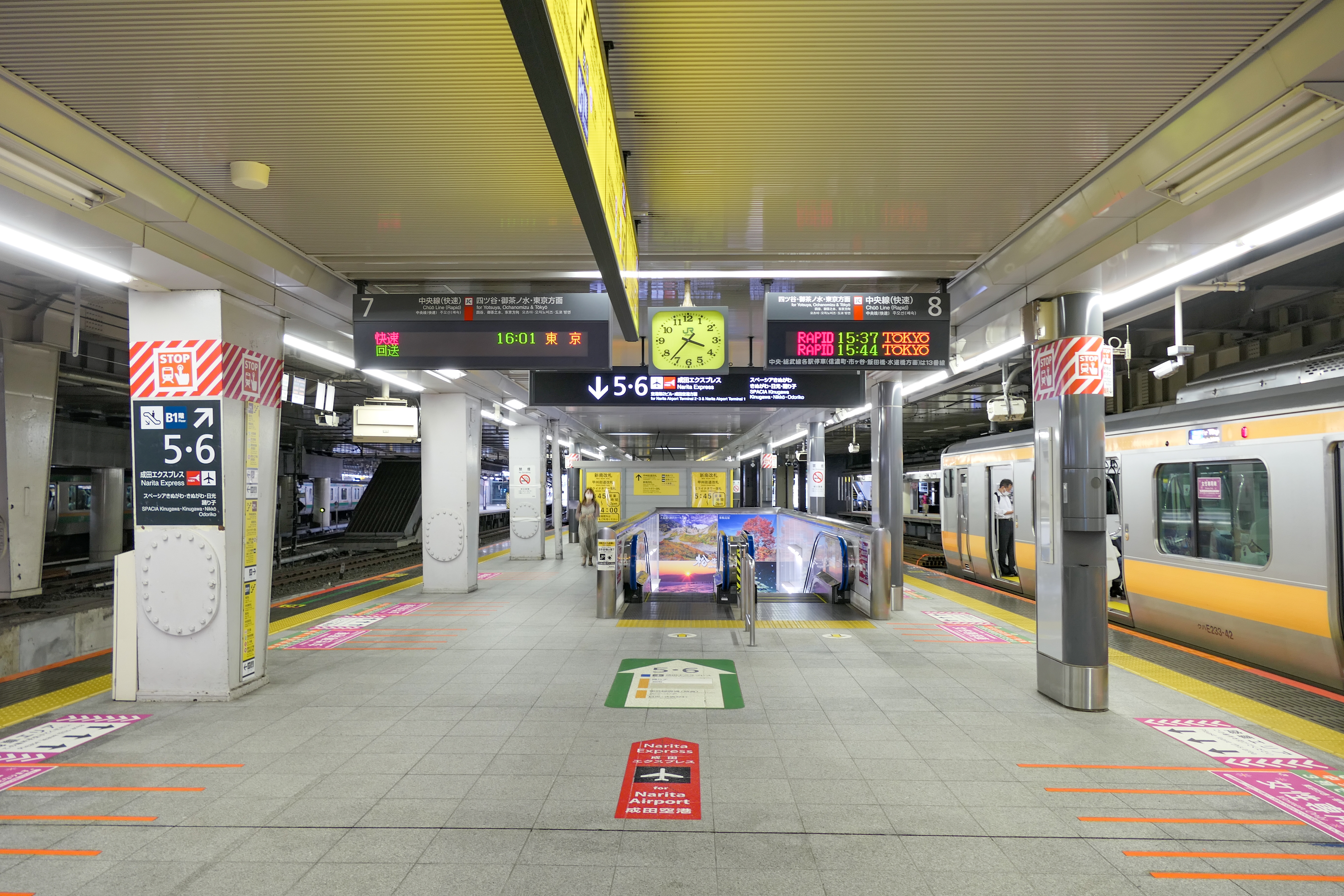
7・8號月台（中央快速線）（2021年10月）
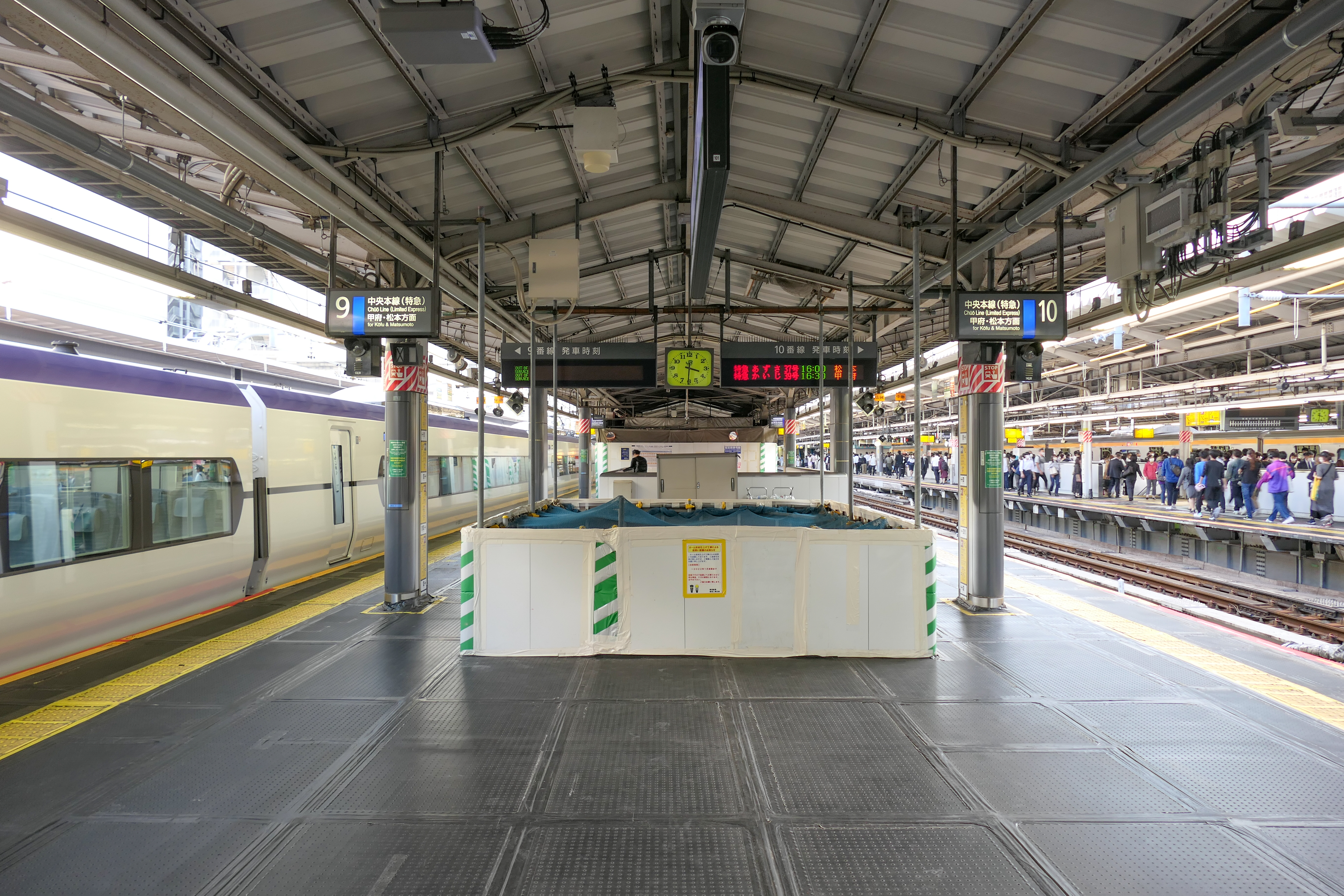
9・10號月台（中央本線特急）（2021年10月）
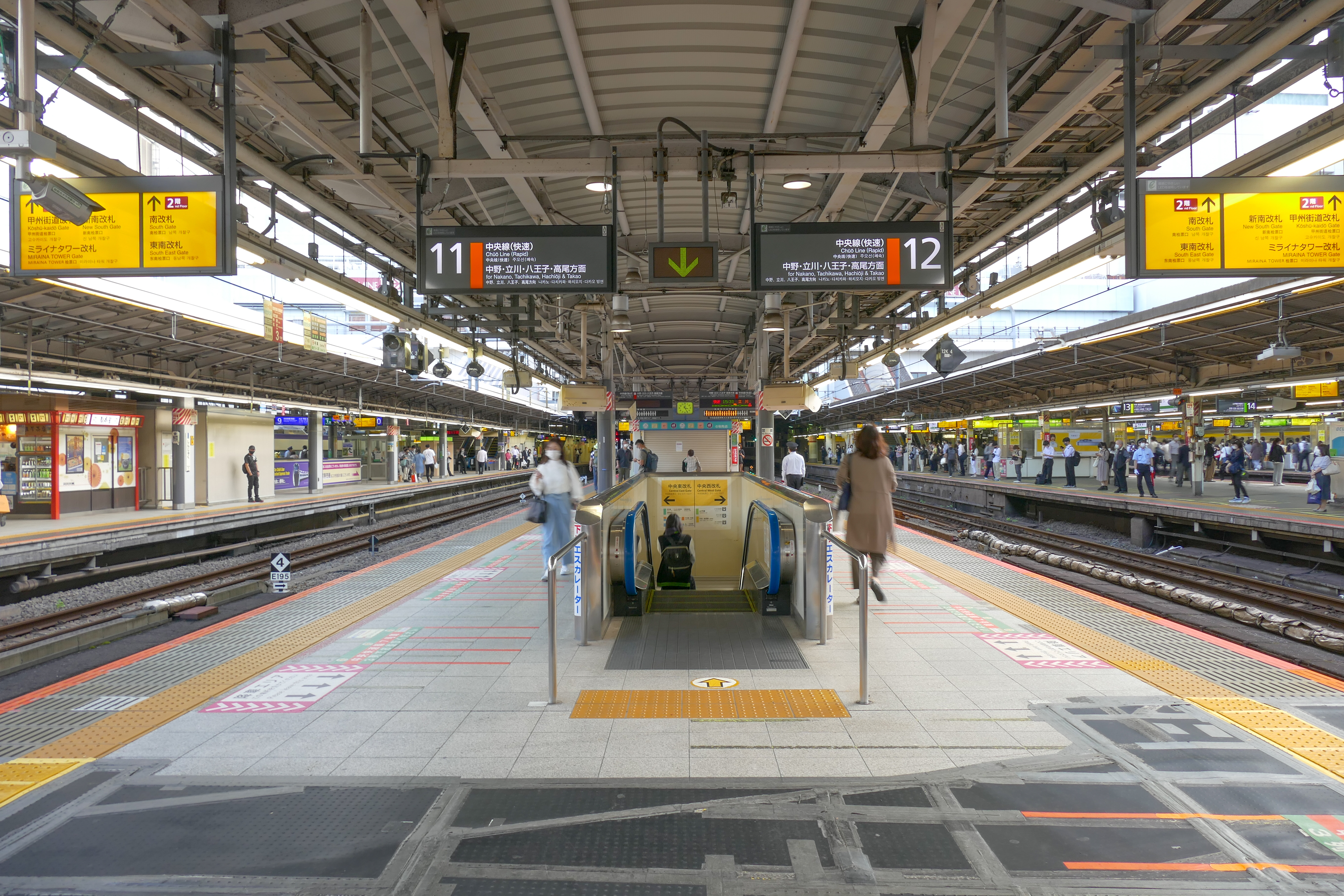
11・12號月台（中央快速線）（2021年10月）
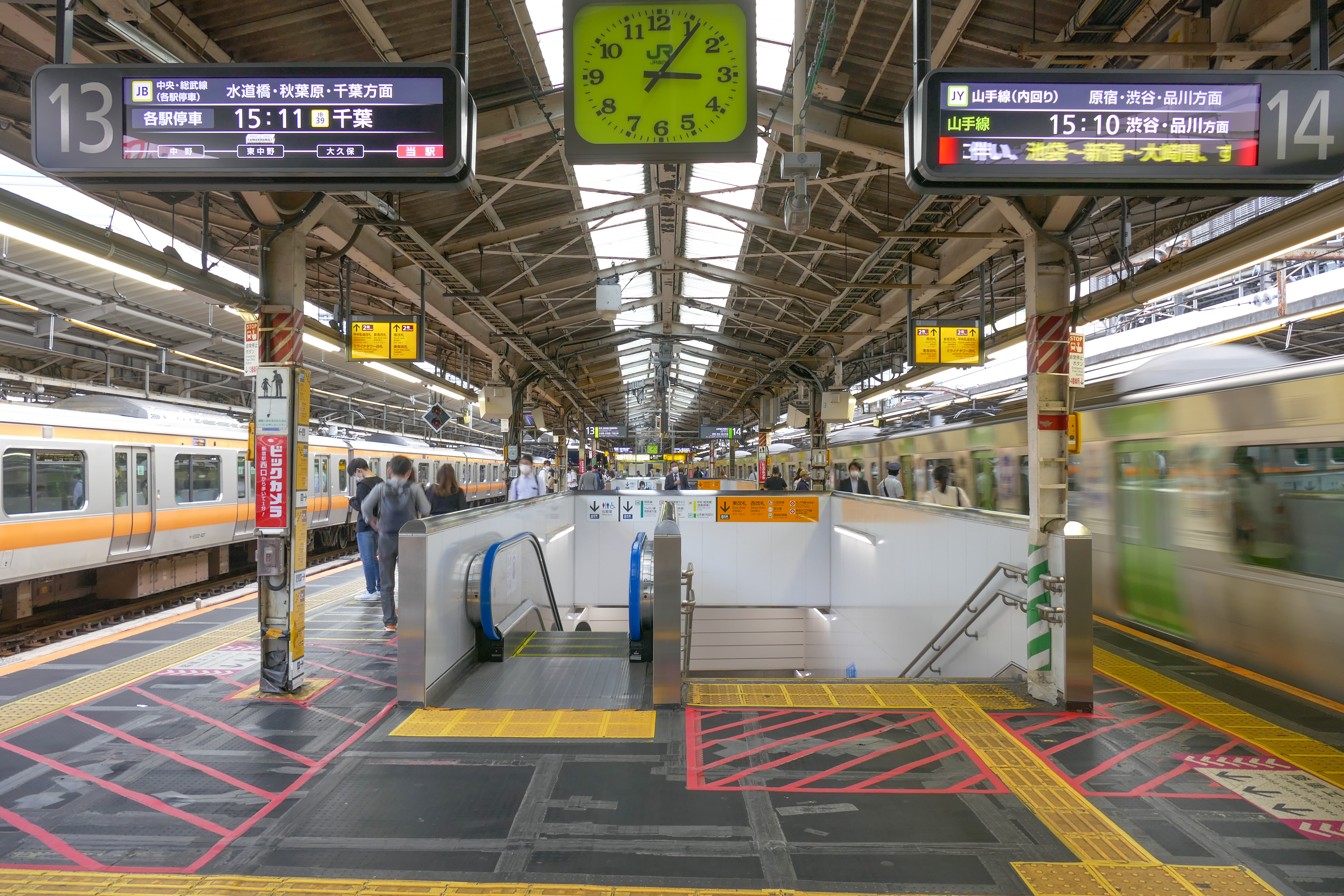
13・14號月台（中央·總武線、山手線）（2021年10月）
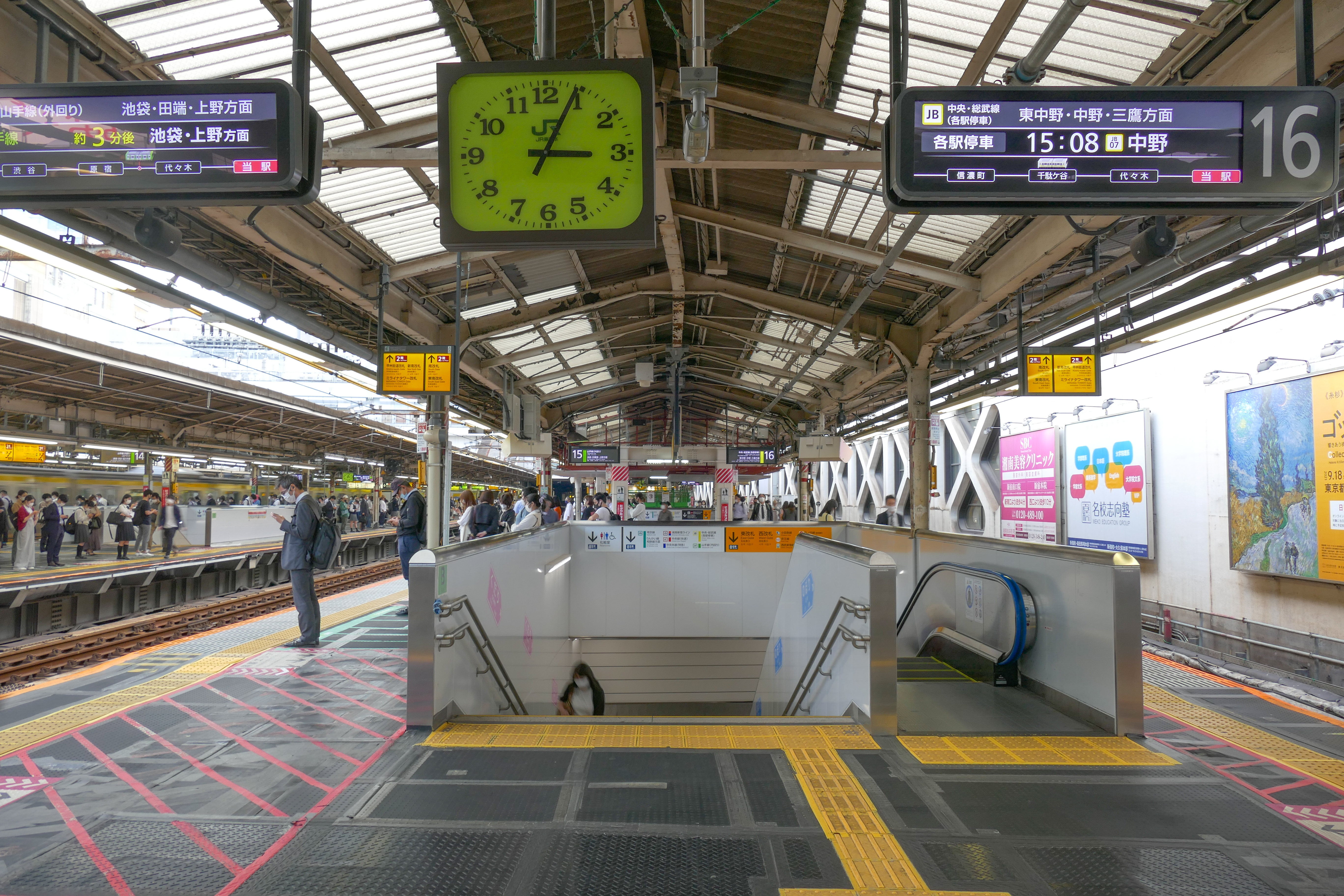
15・16號月台（中央·總武線、山手線）（2021年10月）

##### 備註
各線北行方向的列車為下行，南行方向的列車為上行。也有稱作內回與南行的路線（山手線與中央緩行線、湘南新宿線），但在線路名稱上都統一為上行、下行方向。
2號線月台的方向標識上沒有註明湘南新宿線，但該線有部分本站始發的班次在該月台發車。
2008年（平成20年）3月15日改點起，取消1號線發車的埼京線下行列車，進行線路替換工程，1號線往池袋方向折返的出發信號機與轉轍器也被拆除。但是2009年（平成21年）11月7日將1、2號線恢復剪式轉轍器構造，重新設置出發信號機，1號線可折返大宮方向。2010年（平成22年）3月13日改點正式恢復1號線發車的埼京線下行列車。
埼京線大宮方向的本站折返列車主要使用3號線，部分使用1、2、4號線。2020年1月6日起，為減緩月台人潮，17時以後的本站始發列車改至2號線發車。相鐵線直通的本站折返列車基本上使用2號線，大宮方向直通列車使用1號線，但也有部分列車使用2號線。但在2020年1月6日以後，17時以後的列車在3號線發車。在部分時段，埼京線新宿起訖列車與相鐵、JR直通線海老名起訖列車可在對面月台轉乘。
過去，湘南新宿線南行往橫須賀線方向使用橫須賀線的路線色（藍色）（與赤羽、池袋、澀谷、惠比壽、大崎等站相同）。在2004年（平成16年）10月16日改點後，2008年（平成20年）3月15日現在南行（1號線）與北行（4號線）皆用橘色藍色並列表示。誤點時，本站始發的湘南新宿線常在2、3號線發車。由於5、6號線也可停靠15輛編組，包含埼京線在內的全列車進行折返運轉等情形導致1至4號線不敷使用時，湘南新宿線會改用5號線。
相鐵·JR直通線（相鐵線直通）列車在1、2（17時以後在3）號線發車。誤點時會使用5、6號線。列車資訊顯示器基本上與埼京線南行共用，但部分區域有相鐵線直通專用的列車資訊顯示器。
5、6號線北側設有電扶梯。7、8號線南口天橋下也設有電扶梯與電梯方便前往5、6號線。
7、8號線（中央線快速上行）往東京方向基本上全日使用8號線，平日早晨尖峰時刻（7 - 9點）往東京方向班次在7號線與8號線交互發車，各列車因應本站大量乘客而延長停靠時間。本月台往東京的列車，除特急、Liner以外的全列車依四谷、御茶之水、神田、東京的順序停車，因此到站列車全部顯示「快速 東京」。7號線有往東京、千葉的「梓號」、「甲斐路」、終停的「超級梓號」、「梓號」與往東京的橙色列車使用。止於本站的「超級梓號」、「梓號」、「甲斐路」停靠7號線後回送至東京站，再變為東京始發的「甲斐路」、「中央Liner」、「青梅Liner」執行載客服務。
9、10號線特急月台的站名標在上行方向沒有箭頭與上一站站名（但這不代表沒有來自東京方向的中距離列車。）。下行鄰站方面，特急「甲斐路」的下一站表記為三鷹。
7號線側與11號線（舊9號線）側方向標的背景色在以前使用藍色，註記「中央本線（普通）　大月、甲府方向」（之後無註記），但在湘南新宿線登場後改為與快速相同的橘色。現在7號線的方向標仍無註記，但11號線方向標註記已與12號線相同。以前與9、10號線特急月台一樣，下行的鄰站顯示三鷹。三鷹是特急與（現在僅臨時運行）中距離列車（中電）的下一站。而上行則與快速一樣註記四谷。現在上下行與快速一樣，下行的鄰站顯示中野，上行的鄰站顯示四谷。但現在樓梯附近的顏色仍同時使用中距離的藍色與快速的橘色。
現在新宿站中距離列車（停靠特急月台除外）原則上為上行停靠7號線，下行停靠7、11號線，不使用8、12號線（不包含高尾以西作為中距離列車運行的快速班次。）。
11、12號線（中央線快速下行）月台，下行電車基本上使用12號線。平日早晨8 - 9點後半與傍晚18 - 19點與11號線交互發車。相較其他月台，本月台寬度較窄。因此誤點時與周五等假日前夕的夜晚返家尖峰時段，月台上擠滿等待列車的旅客，加上停靠12號線的列車有大量旅客下車，十分危險。
13、14號線與15、16號線採用方向別配線，方便同一方向列車轉乘。

##### 其他
另外，上表中未有顯示的列車班次，則在下表顯示開出的月台：
| 月台  | 路線                                                     | 目的地                                 | 備註                               |
| ----- | -------------------------------------------------------- | -------------------------------------- | ---------------------------------- |
| 1     | 埼京線                                                   | 池袋、大宮、川越方向                   | 部分列車（本站始發）               |
| 2     | 湘南新宿線                                               | 橫濱、大船、逗子方向                   | 部分列車 大船站直通 橫須賀線       |
| 5、6  | 特急「（Swallow）赤城」                                  | 高崎、前橋方向                         | 大宮站直通■高崎線                  |
| 5、6  | 「Home Liner小田原」                                     | 小田原方向                             | 大船站直通 東海道線                |
| 5、6  | 特急「（超景）踊子」                                     | 熱海、伊東、伊豆急下田方向             | 大船站直通 東海道線                |
| 7     | 特急「新宿若潮」 特急「新宿細波」                        | 千葉、安房鴨川、館山方向               |                                    |
| 7     | 「Home Liner千葉」                                       | 千葉方向                               |                                    |
| 7     | 「中央Liner、青梅Liner」                                 | 往東京                                 |                                    |
| 7     | 特急「梓號」、「甲斐路」                                 | 東京、千葉方向                         |                                    |
| 7     | 「假日快速奧多摩、秋川」部分列車                         | 往奧多摩、武藏五日市                   | 立川站直通 青梅線、 五日市線       |
| 9、10 | 「中央Liner、青梅Liner」                                 | 往高尾（八王子）、青梅                 | 立川站直通 青梅線 （青梅方向列車） |
| 9、10 | 特急「（超級）梓號」                                     | 東京行                                 | 超級梓號6號、梓號8號               |
| 9、10 | 臨時夜行快速「月光信州號列車」                           | 往白馬                                 |                                    |
| 11    | 「假日快速（奥多摩、秋川、富士山、VIEW山梨）」、臨時特急 | 奥多摩、武藏五日市、小淵澤、河口湖方向 |                                    |

2008年（平成20年）3月15日訂正時刻表，取消1號月台的埼京線下行列車。之後進行線路切換工程，並移除1號月台往池袋方向折返所需的出站信號機與轉轍器。但2009年（平成21年）11月7日，1、2號月台恢復剪式橫渡線，並重設出站信號機，1號月台可折返大宮方向。2010年（平成22年）3月13日訂正時刻表，恢復1號月台的埼京線下行列車。

#### JR月台配置的變遷
以下提供JR在新宿車站月台的使用狀況。
|                                | 第1月台 （現1、2號月台）       | 第2月台 （現3、4號月台）                                 | 臨時月台 （現5、6號月台）            | 第3月台 （現7、8號月台）     | 第4月台 （現9、10號月台）     | 第5月台 （現11、12號月台）     | 第6月台 （現13、14號月台）                        | 第7月台 （現15、16號月台）                        |
| ------------------------------ | ------------------------------ | -------------------------------------------------------- | ------------------------------------ | ---------------------------- | ----------------------------- | ------------------------------ | ------------------------------------------------- | ------------------------------------------------- |
| - 1986年 （昭和61年） 3月2日   | 未設置                         | 未設置                                                   | 未設置                               | 1、2號月台 ■中央線特急       | 3、4號月台 ■中央線快速（上）  | 5、6號月台 ■中央線快速（下）   | 7、8號月台 ■中央·總武線各停（東） ■山手線（內）   | 9、10號月台 ■山手線（外） ■中央·總武線各停（西）  |
| 1986年 （昭和61年） 3月3日 -   | 1、2號月台 ■埼京線             | 未設置                                                   | 未設置                               | 3、4號月台 ■中央線特急       | 5、6號月台 ■中央線快速（上）  | 7、8號月台 ■中央線快速（下）   | 9、10號月台 ■中央·總武線各停（東） ■山手線（內）  | 11、12號月台 ■山手線（外） ■中央·總武線各停（西） |
| 1991年 （平成3年） 3月19日 -   | 1、2號月台 ■埼京線             | 3、4號月台 ■成田特快                                     | 未設置                               | 5、6號月台 ■中央線特急       | 7、8號月台 ■中央線快速（上）  | 9、10號月台 ■中央線快速（下）  | 11、12號月台 ■中央·總武線各停（東） ■山手線（內） | 13、14號月台 ■山手線（外） ■中央·總武線各停（西） |
| 1995年 （平成7年） 12月1日 -   | 1、2號月台 ■埼京線             | 3、4號月台 ■埼京線 ■宇都宮線·高崎線 ■成田特快            | 未設置                               | 5、6號月台 ■中央線特急       | 7、8號月台 ■中央線快速（上）  | 9、10號月台 ■中央線快速（下）  | 11、12號月台 ■中央·總武線各停（東） ■山手線（內） | 13、14號月台 ■山手線（外） ■中央·總武線各停（西） |
| 2001年 （平成13年） 12月1日 -  | 1、2號月台 ■埼京線 ■湘南新宿線 | 3、4號月台 ■埼京線 ■湘南新宿線 ■成田特快                 | 未設置                               | 5、6號月台 ■中央線特急       | 7、8號月台 ■中央線快速（上）  | 9、10號月台 ■中央線快速（下）  | 11、12號月台 ■中央·總武線各停（東） ■山手線（內） | 13、14號月台 ■山手線（外） ■中央·總武線各停（西） |
| 2003年 （平成15年） 2月1日 -   | 1、2號月台 ■埼京線 ■湘南新宿線 | 3、4號月台 ■埼京線 ■湘南新宿線 ■成田特快                 | 5、6號月台 ■中央線特急               | ■工程中                      | 7、8號月台 ■中央線快速（上）  | 9、10號月台 ■中央線快速（下）  | 11、12號月台 ■中央·總武線各停（東） ■山手線（內） | 13、14號月台 ■山手線（外） ■中央·總武線各停（西） |
| 2004年 （平成16年） 9月25日 -  | 1、2號月台 ■埼京線 ■湘南新宿線 | 3、4號月台 ■埼京線 ■湘南新宿線 ■成田特快                 | 5、6號月台 ■中央線特急               | 7、8號月台 ■中央線快速（上） | ■工程中                       | 9、10號月台 ■中央線快速（下）  | 11、12號月台 ■中央·總武線各停（東） ■山手線（內） | 13、14號月台 ■山手線（外） ■中央·總武線各停（西） |
| 2006年 （平成18年） 3月18日 -  | 1、2號月台 ■埼京線 ■湘南新宿線 | 3、4號月台 ■埼京線 ■湘南新宿線 ■東武線直通特急 ■成田特快 | 5、6號月台 ■中央線特急               | 7、8號月台 ■中央線快速（上） | ■工程中                       | 9、10號月台 ■中央線快速（下）  | 11、12號月台 ■中央·總武線各停（東） ■山手線（內） | 13、14號月台 ■山手線（外） ■中央·總武線各停（西） |
| 2006年 （平成18年） 4月16日 -  | 1、2號月台 ■埼京線 ■湘南新宿線 | 3、4號月台 ■埼京線 ■湘南新宿線 ■東武線直通特急 ■成田特快 | 5、6號月台 ■中央線特急               | 7、8號月台 ■中央線快速（上） | 9、10號月台 ■中央線快速（下） | ■工程中                        | 11、12號月台 ■中央·總武線各停（東） ■山手線（內） | 13、14號月台 ■山手線（外） ■中央·總武線各停（西） |
| 2007年 （平成19年） 3月18日 -  | 1、2號月台 ■埼京線 ■湘南新宿線 | 3、4號月台 ■埼京線 ■湘南新宿線 ■東武線直通特急 ■成田特快 | 5、6號月台 ■中央線特急               | 7、8號月台 ■中央線快速（上） | 9、10號月台 ■中央線快速（下） | ■工程中                        | 13、14號月台 ■中央·總武線各停（東） ■山手線（內） | 15、16號月台 ■山手線（外） ■中央·總武線各停（西） |
| 2007年 （平成19年） 4月15日 -  | 1、2號月台 ■埼京線 ■湘南新宿線 | 3、4號月台 ■埼京線 ■湘南新宿線 ■東武線直通特急 ■成田特快 | 5、6號月台 ■中央線特急               | 7、8號月台 ■中央線快速（上） | ■工程中                       | 11、12號月台 ■中央線快速（下） | 13、14號月台 ■中央·總武線各停（東） ■山手線（內） | 15、16號月台 ■山手線（外） ■中央·總武線各停（西） |
| 2007年 （平成19年） 11月25日 - | 1、2號月台 ■埼京線 ■湘南新宿線 | 3、4號月台 ■埼京線 ■湘南新宿線 ■東武線直通特急 ■成田特快 | 5、6號月台 ■部分列車                 | 7、8號月台 ■中央線快速（上） | 9、10號月台 ■中央線特急       | 11、12號月台 ■中央線快速（下） | 13、14號月台 ■中央·總武線各停（東） ■山手線（內） | 15、16號月台 ■山手線（外） ■中央·總武線各停（西） |
| 2008年 （平成20年） 3月15日 -  | 1、2號月台 ■埼京線 ■湘南新宿線 | 3、4號月台 ■埼京線 ■湘南新宿線                           | 5、6號月台 ■東武線直通特急 ■成田特快 | 7、8號月台 ■中央線快速（上） | 9、10號月台 ■中央線特急       | 11、12號月台 ■中央線快速（下） | 13、14號月台 ■中央·總武線各停（東） ■山手線（內） | 15、16號月台 ■山手線（外） ■中央·總武線各停（西） |

1986年（昭和61年）埼京線延伸至本站，在現在的1、2號線的位置增加一座1面2線的月台。當時國鐵以「線從距離站長室最近（本站為東側）的開始編號」為方針對原有月台重新編號。
1991年（平成3年），成田特快開始運行，因本站為始發站，新設第2月台（現3、4號線）。之後中央線特急月台進行改良工程，2003年將其機能（平成15年）移至代代木側的新設臨時月台（現5、6號線），進行改良工程的第3月台在2004年（平成16年）起由中央線快速上行使用（現7、8號線），同時在此之前中央線快速上行使用的第4月台動工。該月台在2006年（平成18年）4月16日起由中央線快速下行使用（新9、10號線），原來中央快速下行使用的第5月台（舊9、10號線）開工，2007年（平成19年）4月15日再由中央線快速下行使用該月台的新11、12號線。第4月台重新動工後，同年11月25日起成為中央線特急月台。另外，原先中央線特急使用的5、6號線改停靠「Home Liner小田原」與部分「梓號」終停班次、「甲斐路」全列車、高崎線及宇都宮線方向特急與Liner等。2008年（平成20年）3月15日時刻表改點後，「成田特快」全列車，東海道、高崎、宇都宮線方向Liner與特急多輛列車停靠該月台。
湘南新宿線登場時，相對於不能停靠15輛編組的1、2號線，3、4號線是之前就停靠成田特快與東海道線、宇都宮線、高崎線直通特急列車與宇都宮線、高崎線直通普通列車，可對應15輛編組。因此，1、2號線就作為埼京線的專用月台，湘南新宿線在3、4號線發車。但是3、4號線由於有前述各列車與惠比壽方向的埼京線使用，難以增班。加上南行列車也在4號線發車，造成同一月台人潮擁擠混亂。因此，1、2號線也改建為對應15輛編組以供湘南新宿線使用。2008年（平成20年）3月15日，南行的湘南新宿線與南行的埼京線在1號線，新宿折返的埼京線在2、3號線，北行的湘南新宿線與北行的埼京線在4號線。

#### 付費區

##### 東西自由通道（舊、北通道）
由舊有連結7 - 16號線北端的東西向地下通道北通道寬17米擴建至25米形式，通道兩端設置的東口閘口（→東閘口）、西口閘口（→西閘口）移動至通道南側，將既有的通道變成自由通道，2020年7月19日啟用。自由通道啟用後，此站東口、西口間的移動不再需要迂回途經南側的甲州街道與北側的Metro Promenade（地下街）、角筈Guard、大Guard（靖國通），方便乘客。
東端的東口可至LUMINE EAST新宿地下1番街。西端的西口可至小田急百貨店新宿店，西口地下廣場可通往巴士總站。雖然剪票口在地下，但地面設有綠色窗口。東口還有通往中央通道的地下通道，稱作「阿爾卑斯廣場」。該廣場除了7、8號線用的電扶梯與廁所外，還有BECK'S COFFEE SHOP。
15・16號線往北通道僅有往下的電扶梯。
SuiPo（Suica連動型廣告）設在東口附近。

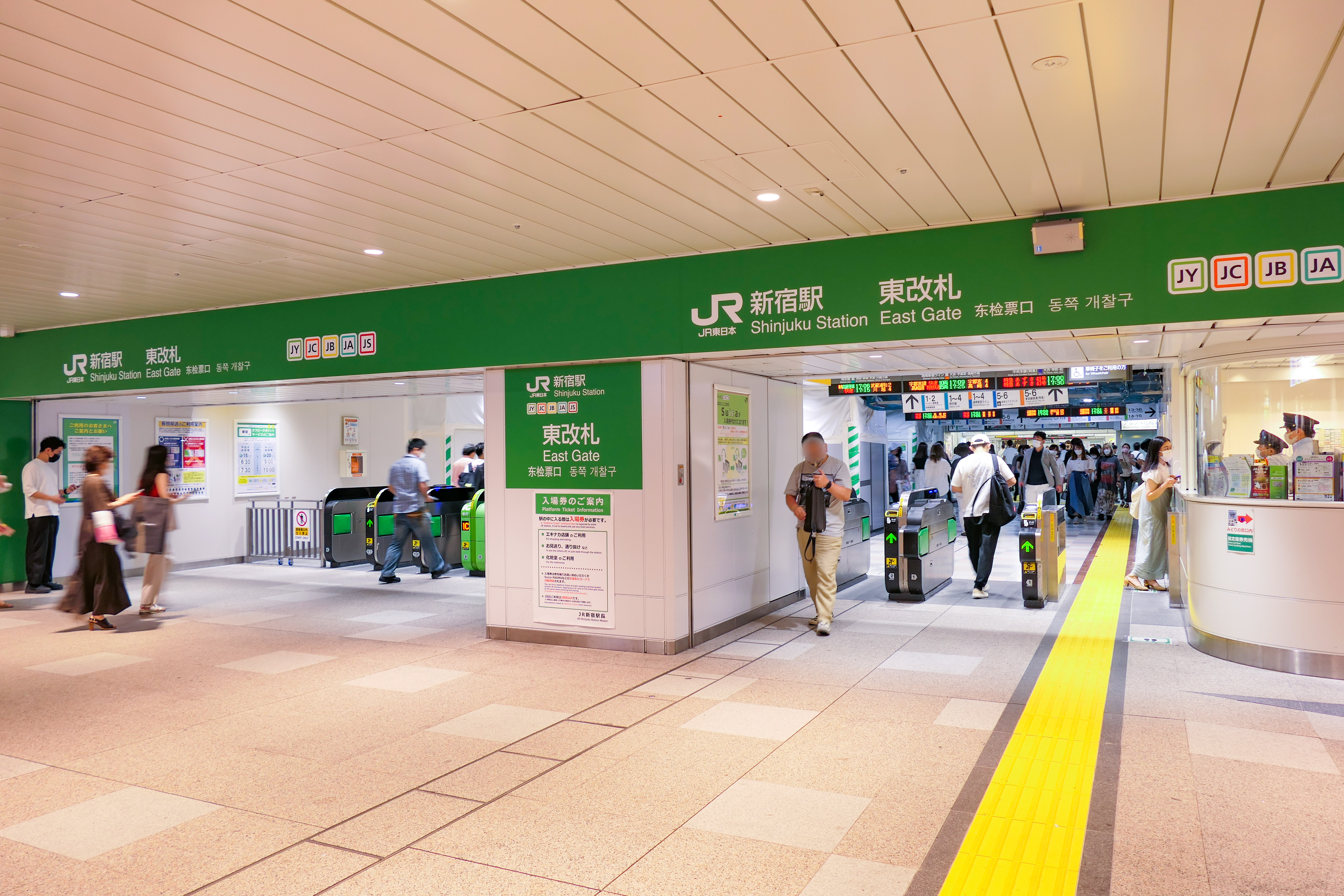
東口剪票口（2021年）
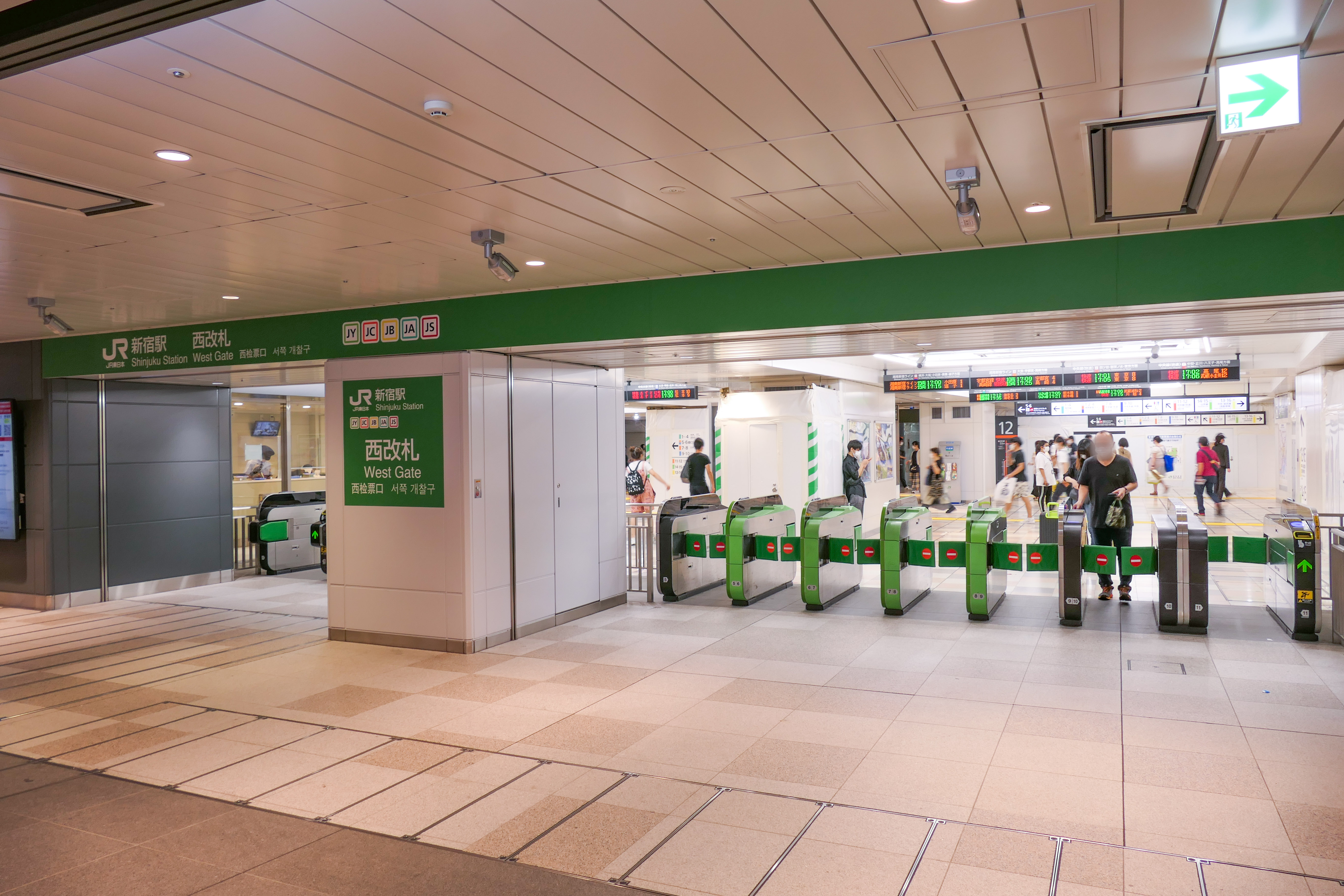
西口剪票口（2021年）
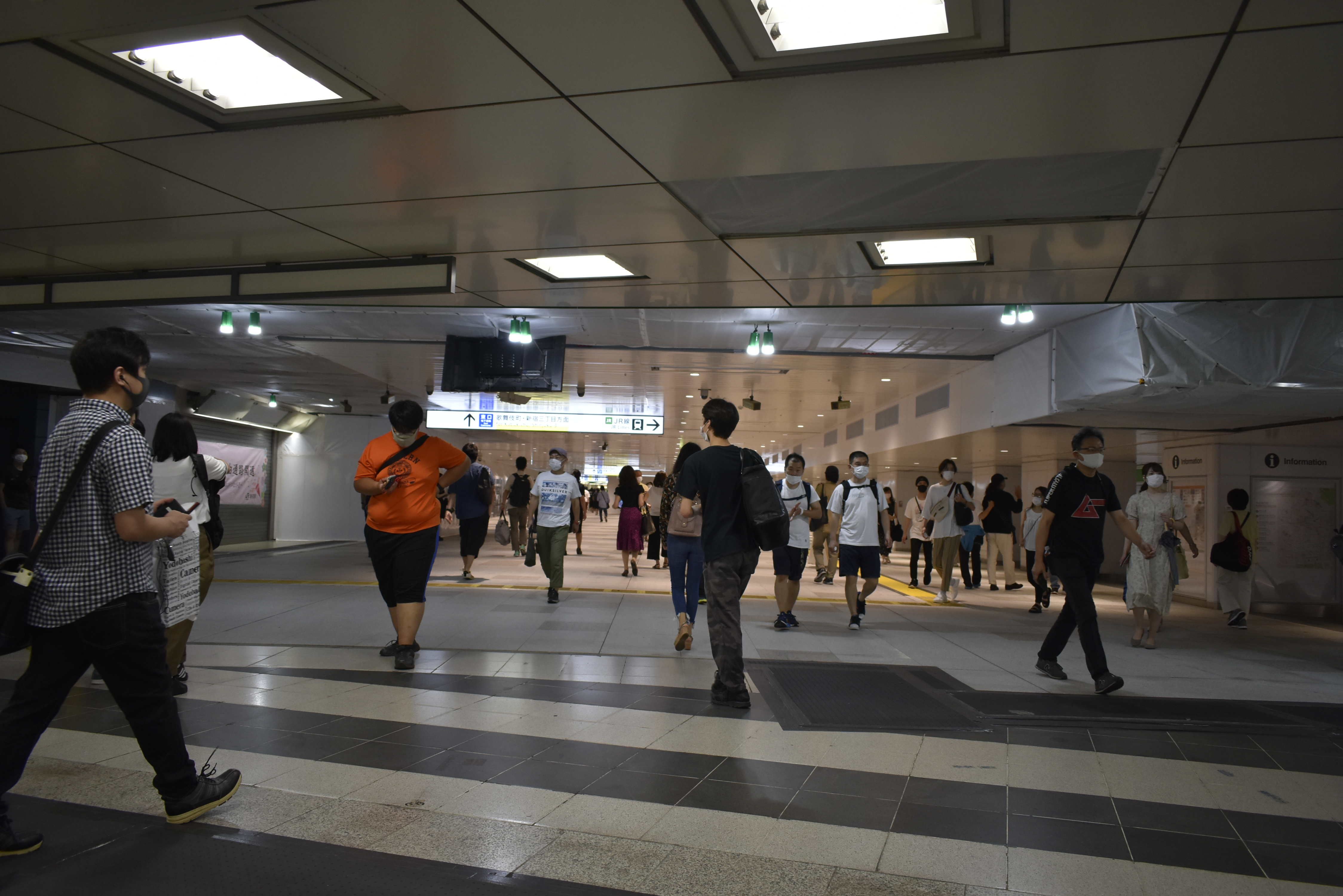
東西自由通道（2020年7月）

##### 中央通道
1 - 6號線北側與7 - 16號線中央的東西向連絡地下通道。東端的中央東口可通往LUMINE EAST新宿地下1番街南端。與東口連通，自動售票機也與北通道共通。由於5、6號線月台距離較遠，設有地下通道連結。
中央東口剪票口鄰接京王線及小田急線剪票口，皆由JR東日本執行剪票口業務。這裡也有京王線與小田急線的票價表與自動售票機。經由JR付費區內（中央通道）的轉乘剪票口可至京王與小田急的付費區。若要在中央通道使用Suica、PASMO搭乘京王線與小田急線，必須經由中央東口剪票口入站（反之亦然）。京王線、小田急線售票機不能進行Suica、PASMO的儲值，只能在JR線的售票機進行。另外，京王線、小田急線售票機也不能使用Suica、PASMO。
西端的中央西口剪票口有5處。地下道所見的最左邊與右邊第二個是小田急線連絡口，最右邊是出口專用剪票口。出口專用剪票口外可通往小田急百貨店新宿店地下與西口地下廣場。兩個小田急線連絡口之間是往京王線連絡口的通道。其通道右邊是京王線連絡口，左邊是出入口兼用的JR中央西口（通稱京王口）剪票口，可通至京王百貨店地下入口與小田急ACE南區、京王MALL方向。京王口由京王執行剪票業務。
廁所在JR中央東口向外的右側與北通道連接的阿爾卑斯廣場。
7 - 14號線各月台與中央通道間有電扶梯，7、8號線與中央通道之間有電梯。9、10號線月台在與7、8號線月台相同位置保留有未來增建電扶梯的空間。
中央東口附近的列車資訊顯示器是比一般還小的樣式。

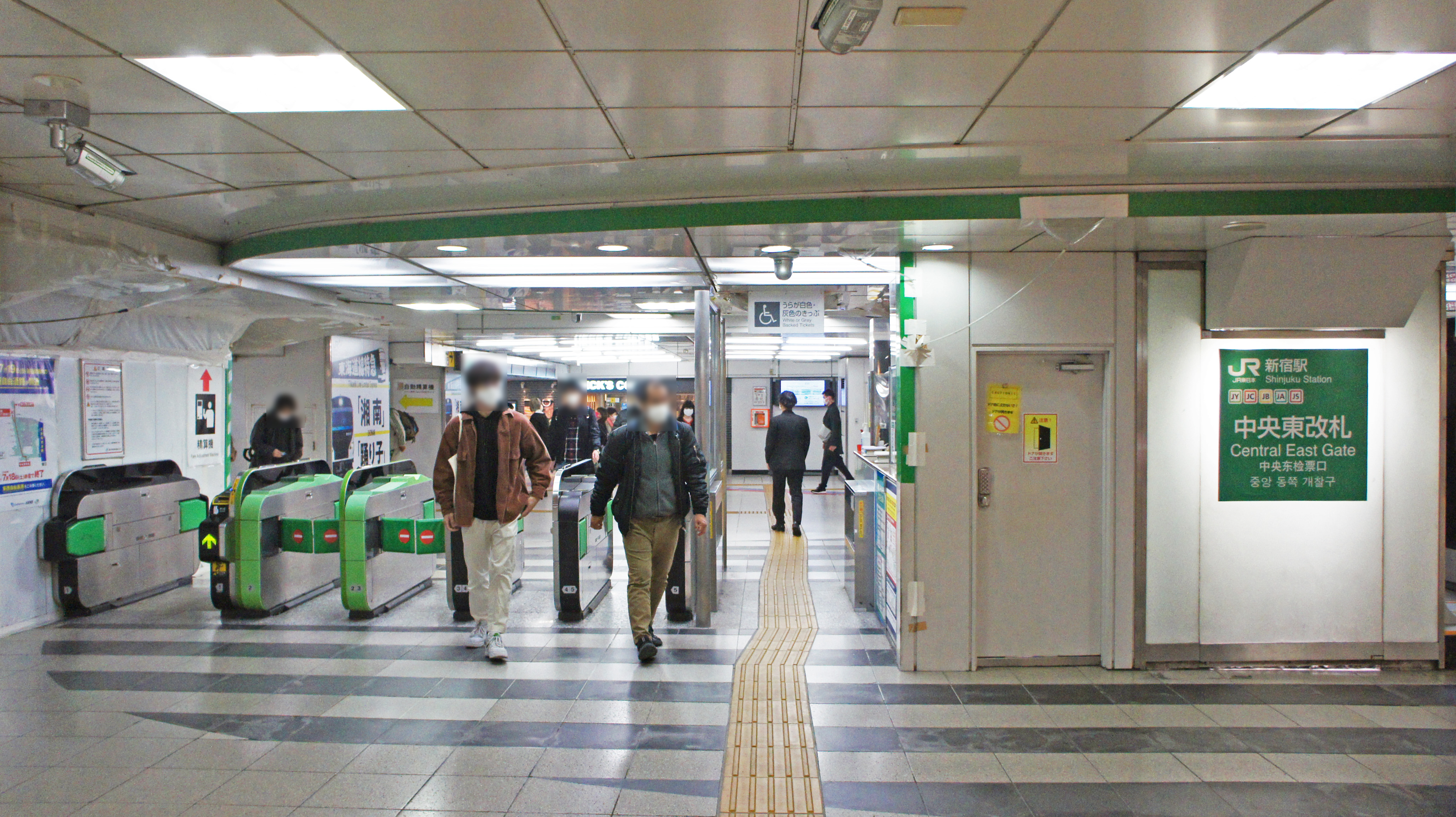
中央東口剪票口（2021年）
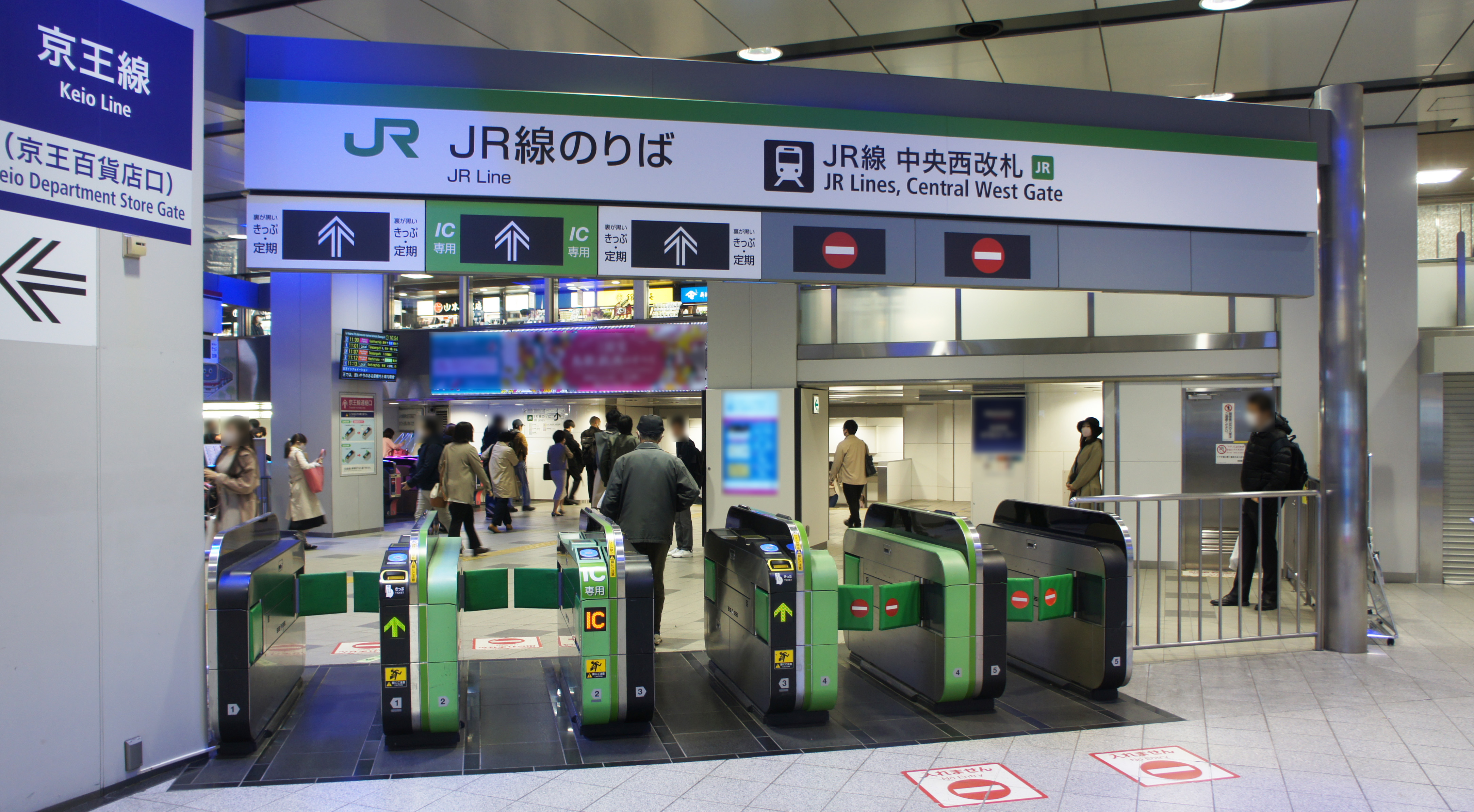
中央西口（京王口）剪票口（2021年）
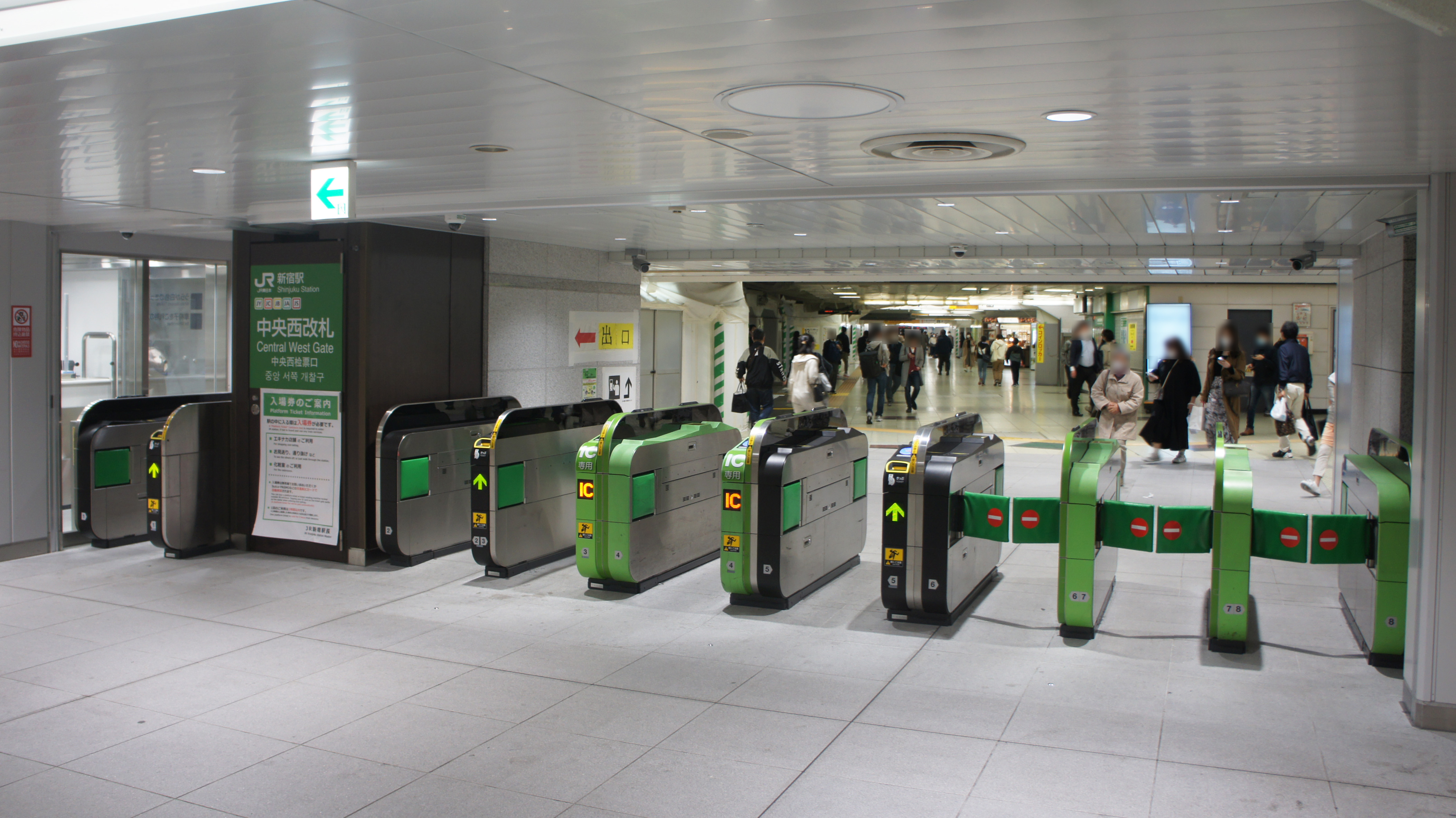
中央西口剪票口（2021年）
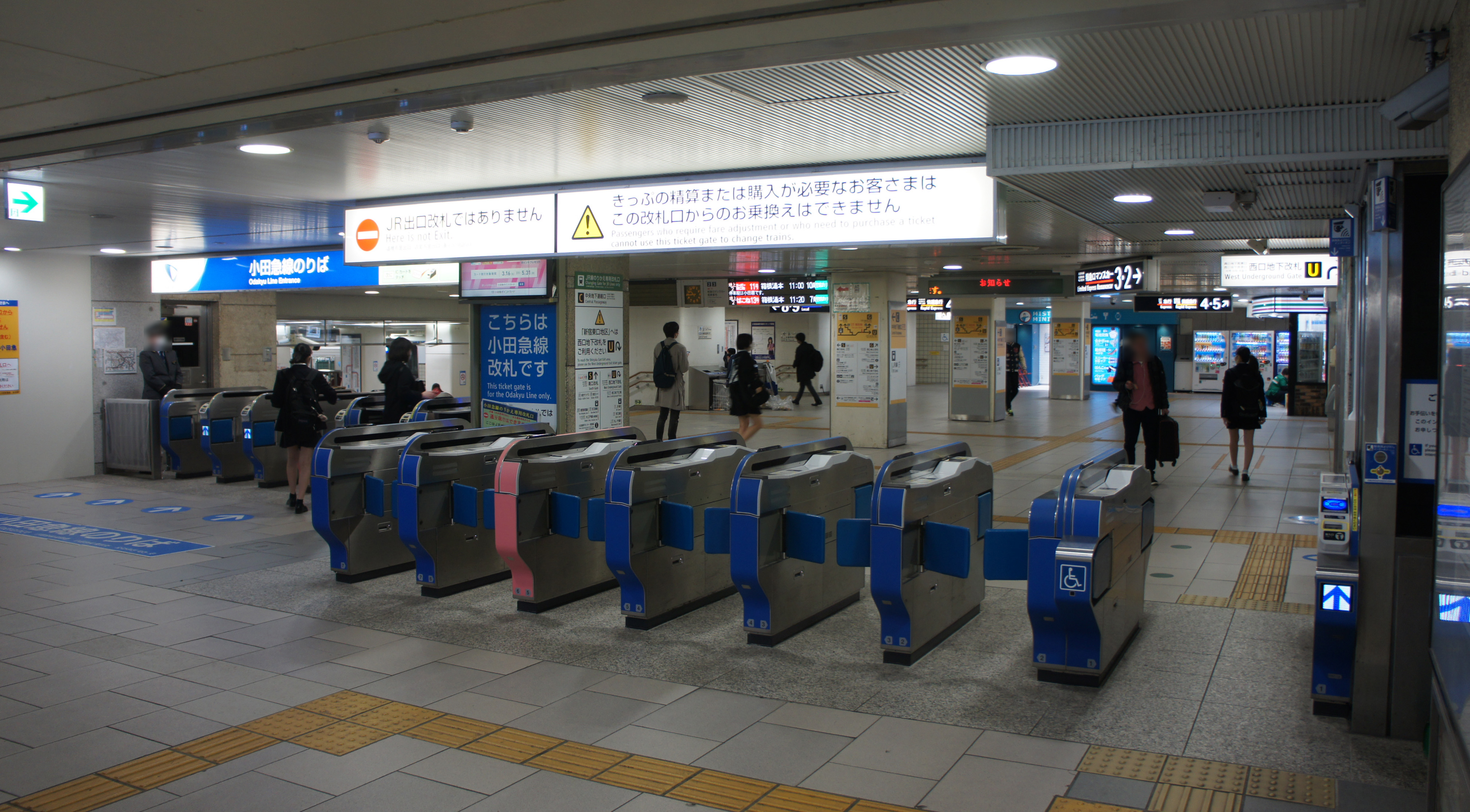
JR·小田急聯絡剪票口（中央西口，2021年）
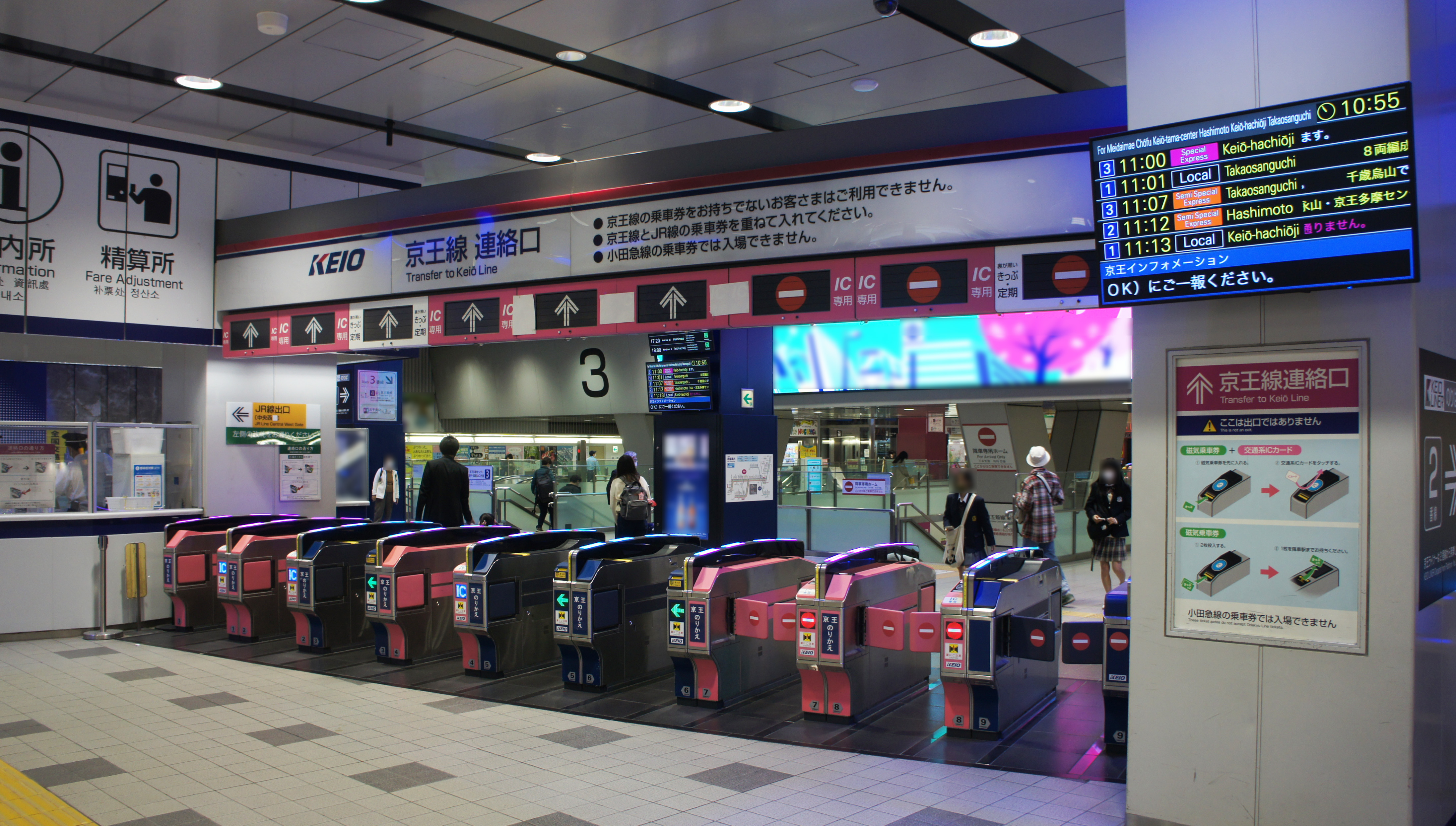
JR·京王聯絡剪票口（2021年）

##### 南口天橋
1、2號線中央，3、4號線北側，7 - 16號線南側的東西向聯絡天橋。其上方是新宿LUMINE2。南邊的南口剪票口與甲州街道天橋直通。西端是小田急線連絡口。3、4號線與7、8號線之間有直通新宿LUMINE2的LUMINE口，東端是東南口。東南口剪票口的營業時間是6 - 24時。天橋有Doutor。出剪票口往右可至小田急線剪票口、小田急百貨店新宿店、MYLORD新宿店。
廁所靠近LUMINE口。
全部月台皆有電梯與電扶梯（5、6號線除外，須由地下通道前往7、8號線。）。13 - 16號線的電扶梯只有往上方向。
13 - 16號線在2006年（平成18年）4月16日因配合新南口天橋伸將月台往南延伸以連接新南口與Southern Terrace口，縮減原來月台南端的階梯（原先位於尾端，因此全部月台都作為階梯使用，但往南延伸須確保行人空間因此縮減階梯寬度）。

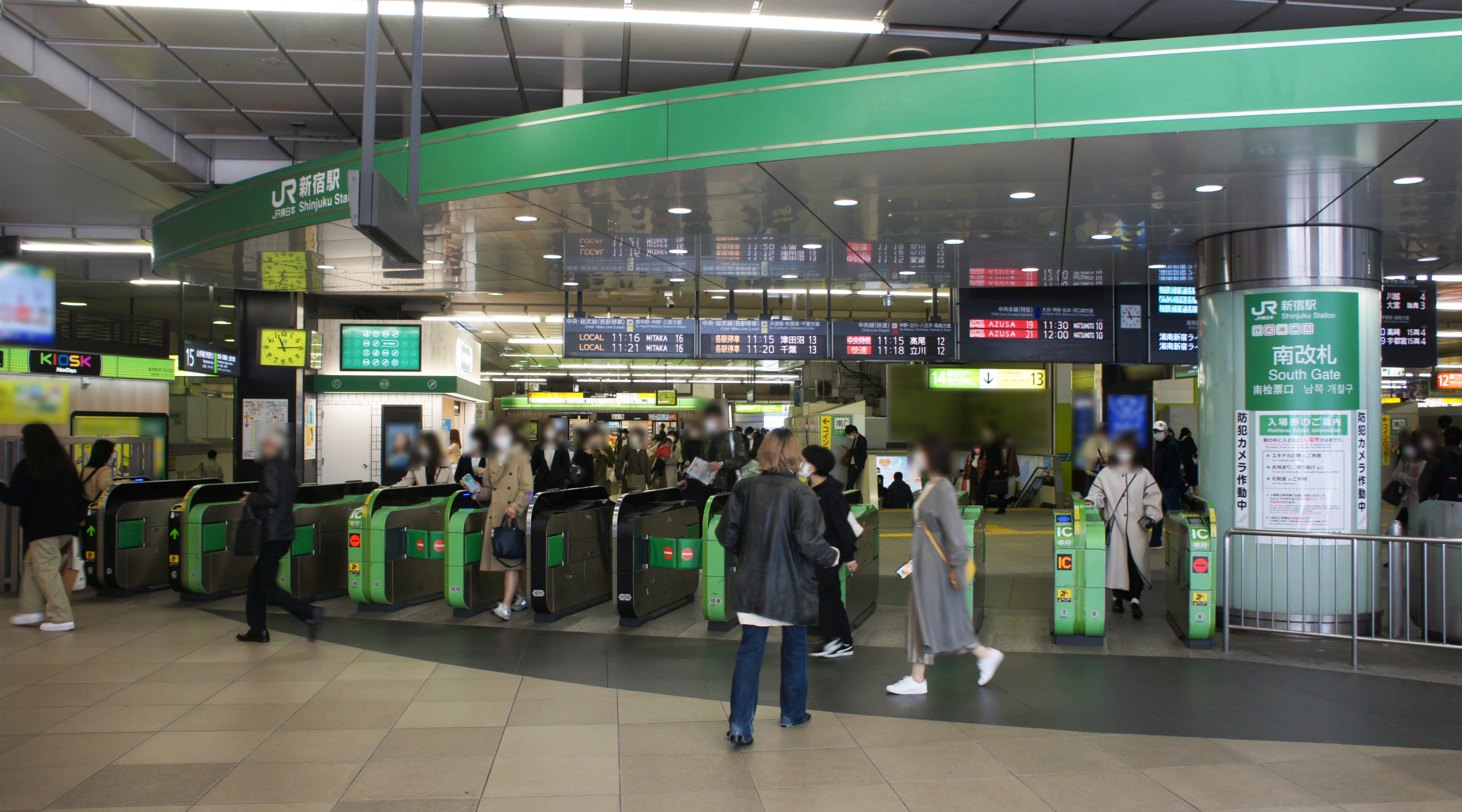
南口剪票口（2021年）
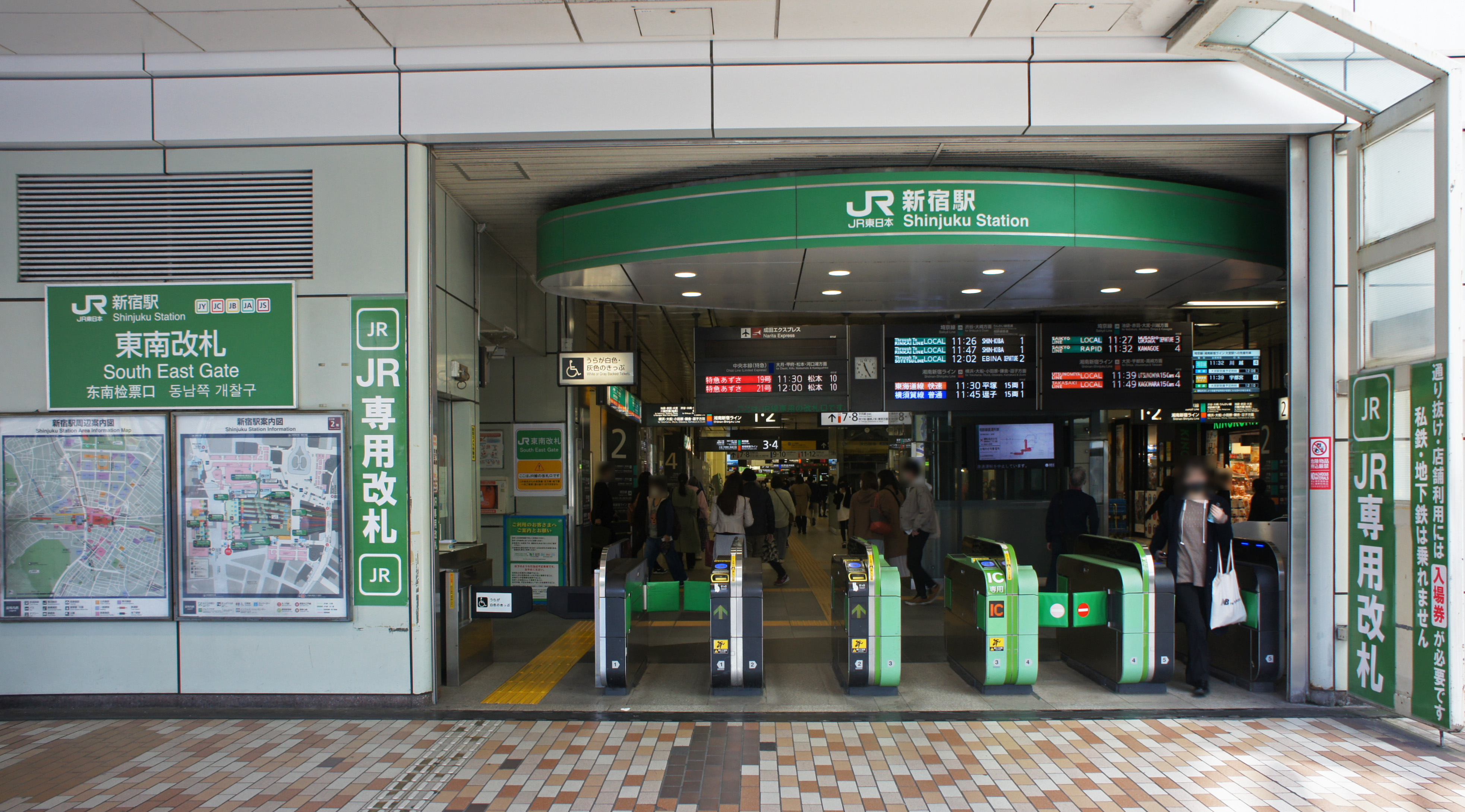
東南口剪票口（2021年）
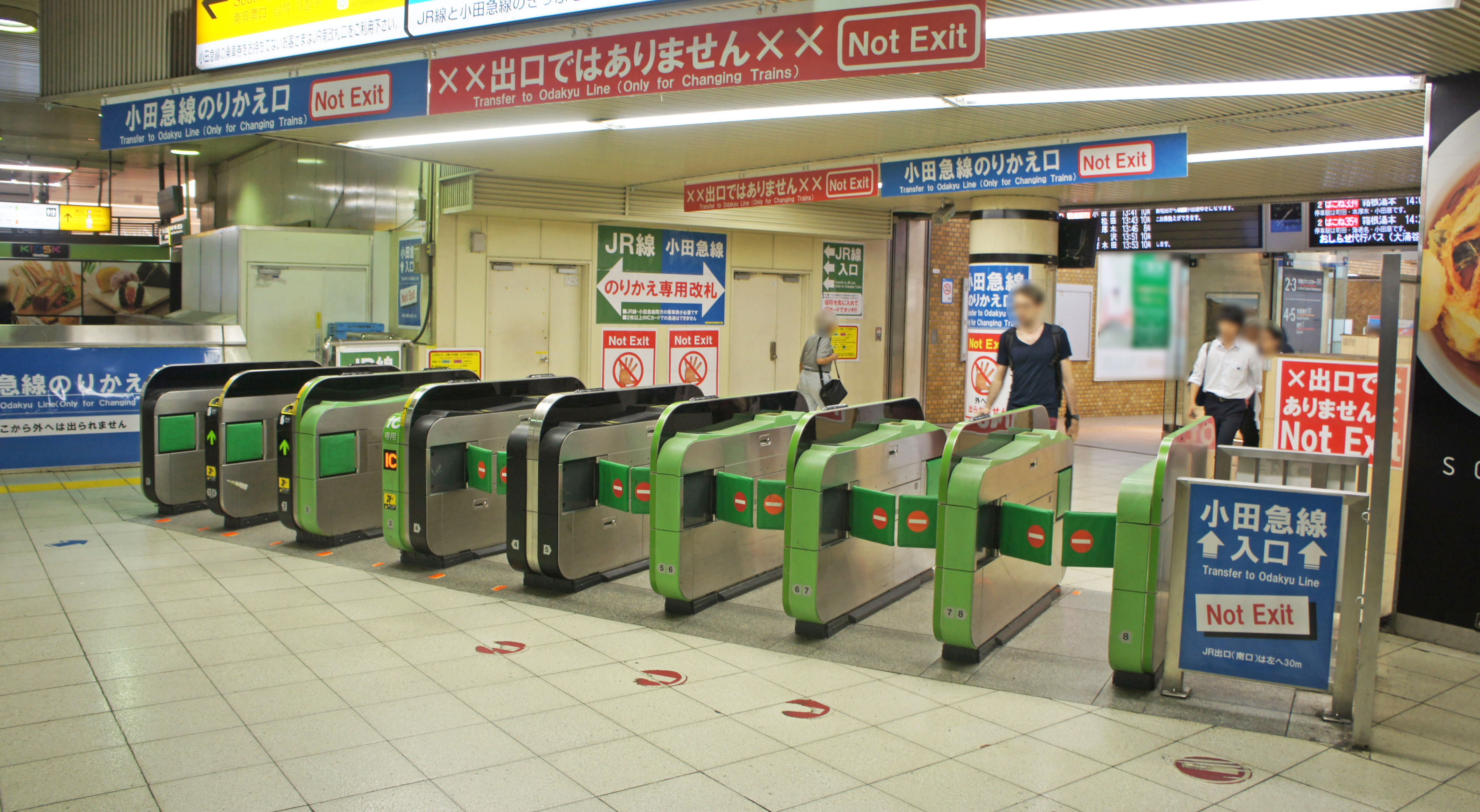
JR·小田急聯絡剪票口（南口，2019年9月）

##### Busta新宿、JR新宿MIRAINA TOWER天橋
1 - 6號線中央與7 - 16番線南端連通的天橋，是Busta新宿的最下層，相當於2樓。
北側東西通道西端有廁所，其東側是甲州街道剪票口（舊Southern Terrace口。7、8號線電扶梯的位置）。東西通道東端是MIRAINA TOWER剪票口。由於MIRAINA TOWER的位置，1、2號線僅有電扶梯直通剪票口，另有階梯專用通道供1、2號線使用。甲州街道檢票口亦有通道往南延伸，其南端為新南剪票口（舊新南口）。
北側的東西通道有往7 - 16號線的樓梯與電扶梯。
甲州街道剪票口直通甲州街道。新南剪票口靠近高島屋時代廣場。MIRAINA TOWER剪票口面向與站房直通的JR新宿MIRAINA TOWER出入口。
天橋於1991年（平成3年）3月19日開設，當時僅有1 - 4號線可使用，東端有舊新南口。廁所在剪票口外。
2003年（平成15年）2月1日，由於新設5、6號線，西側也增設電扶梯、樓梯連結新月台。
2006年（平成18年）4月16日，天橋繼續延伸並設置「Southern Terrace口」。同日起7 - 14號線（現7 - 16號線）可直通天橋。
2010年（平成22年）11月28日，中央通道延伸，設置新南口，5、6號月台皆梯與電扶梯遷移，設置廁所，關閉東端的舊新南口。
2011年（平成23年）2月27日，3、4號線月台樓梯遷移，與5、6號線月台同位置。
2012年（平成24年），1、2號線樓梯遷移。
2013年（平成23年），Southern Terrace口搬至新南口對面，7、8號線月台與9、10號線月台階梯之間。廁所設於舊Southern Terrace口剪票口正面的13-16號線樓梯旁。
2016年3月7日，1、2號線側（近舊新南口）新設MIRAINA TOWER剪票口，同時新南口改稱新南剪票口、Southern Terrace口改稱甲州街道剪票口。
2016年4月15日，上層與MIRAINA TOWER內的站內商店街NEWoMan開幕。

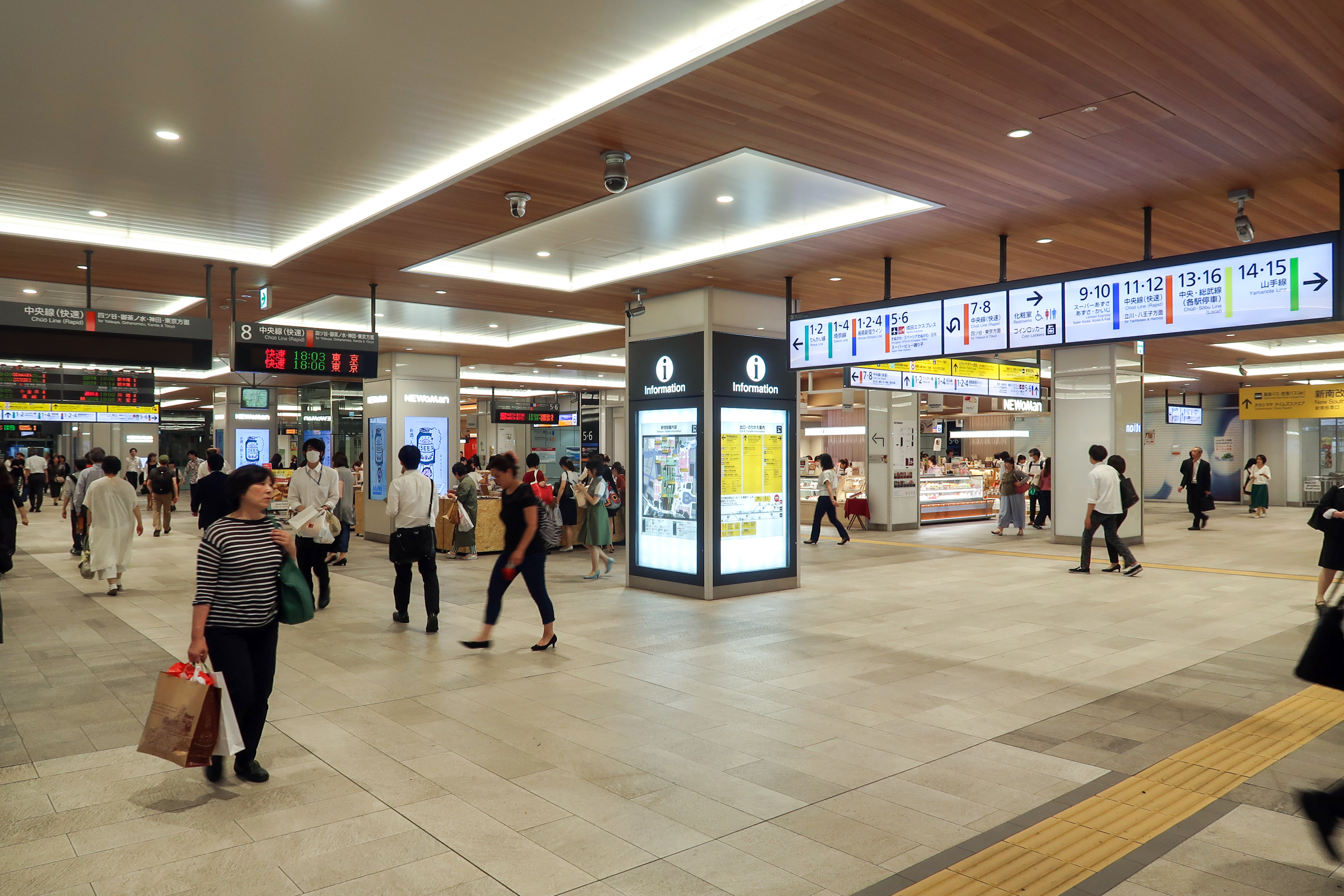
Busta新宿、JR新宿剪票口（2018年5月）
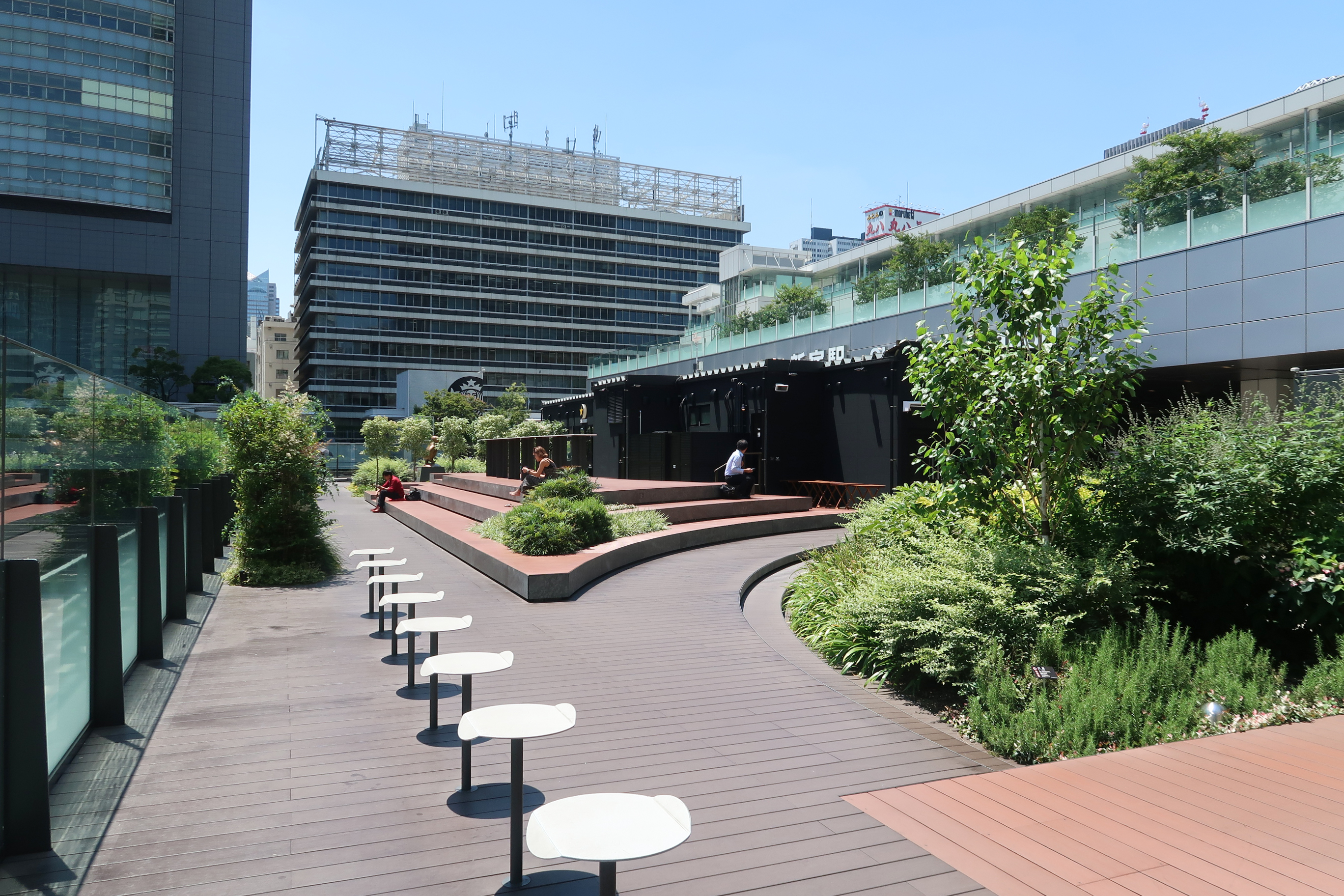
Suica的企鵝廣場（2018年5月）
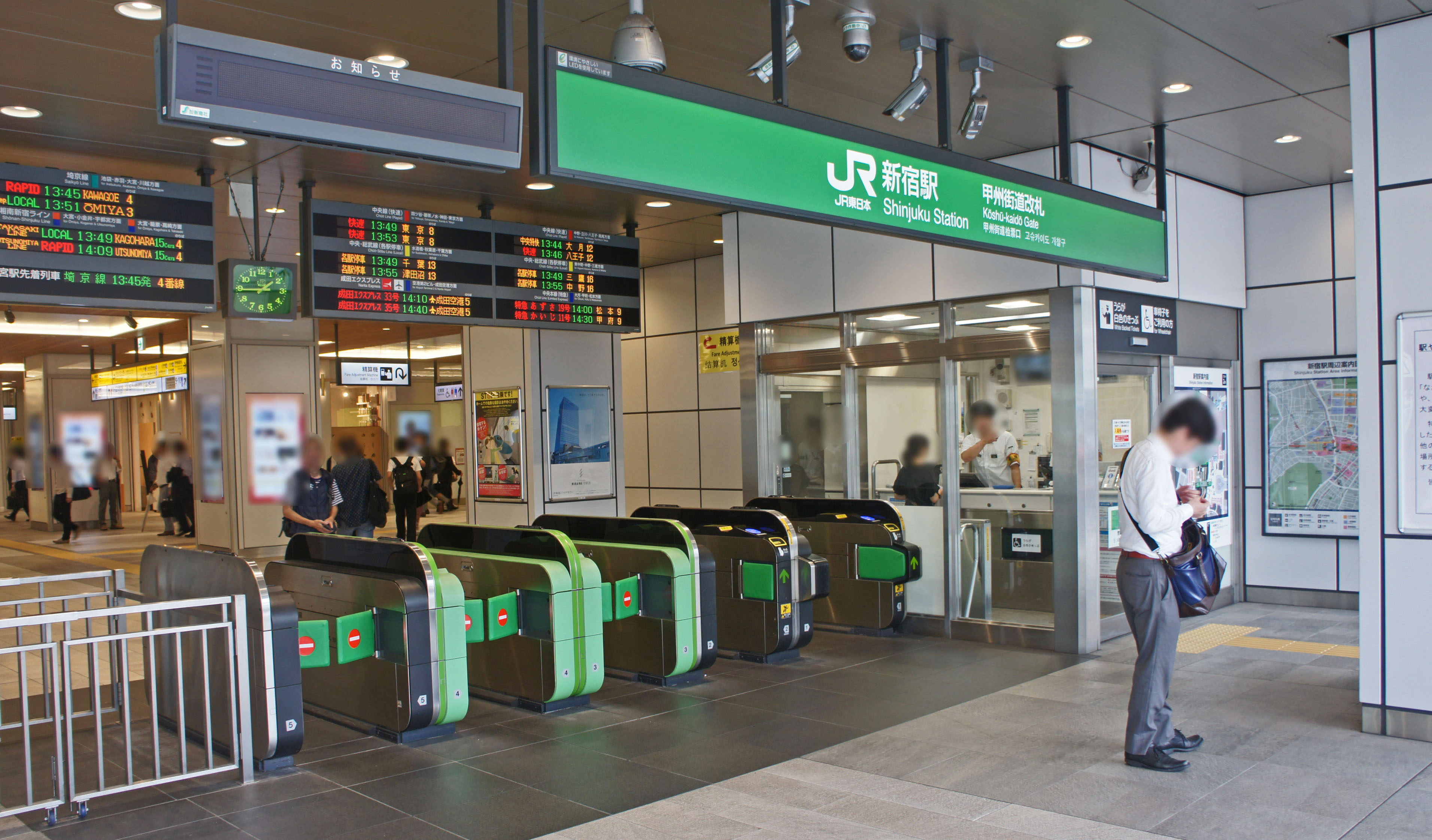
甲州街道剪票口（2019年9月）
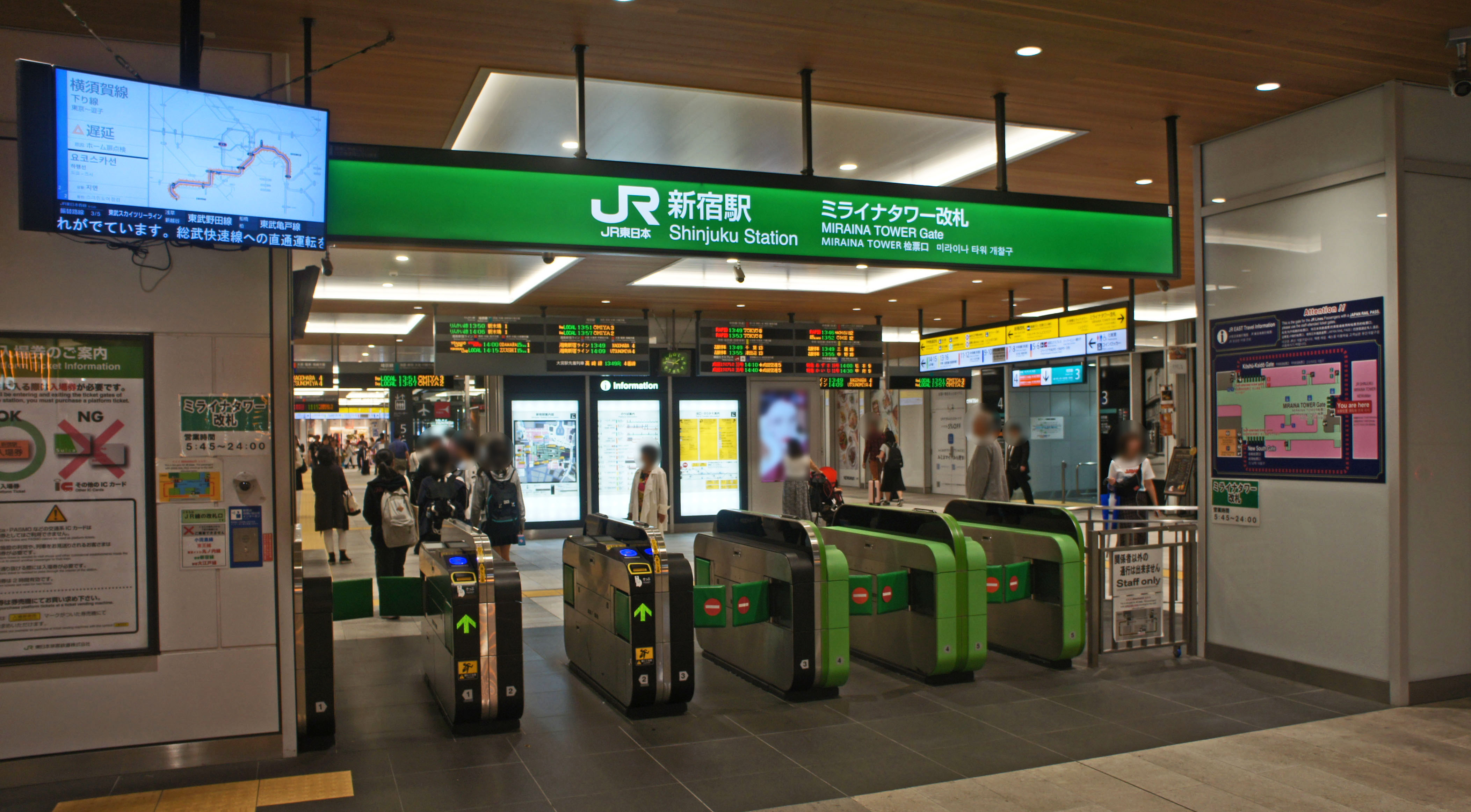
MIRAINA TOWER剪票口（2019年9月）
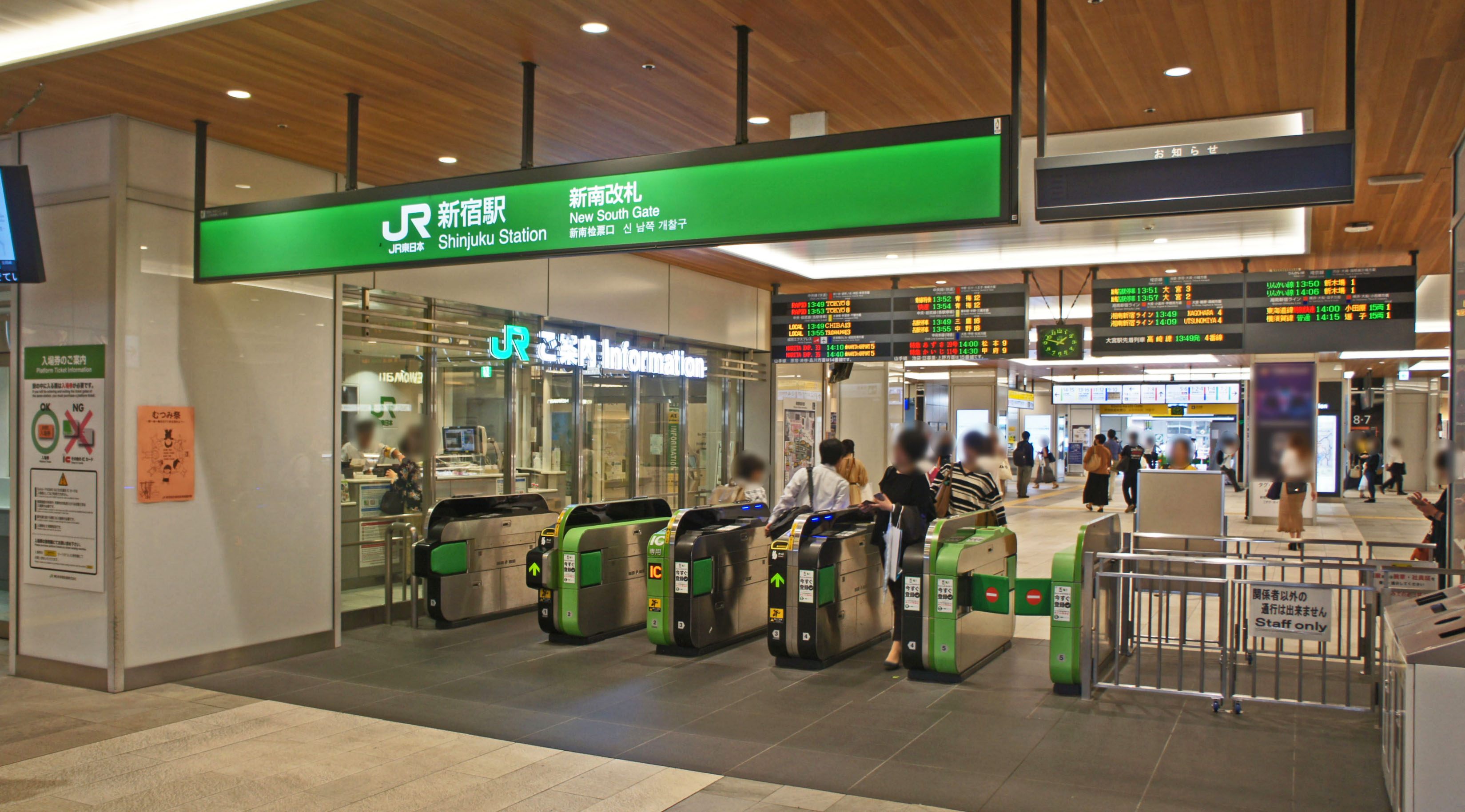
新南剪票口（2019年9月）

舊新南口、Southern Terrace口天橋

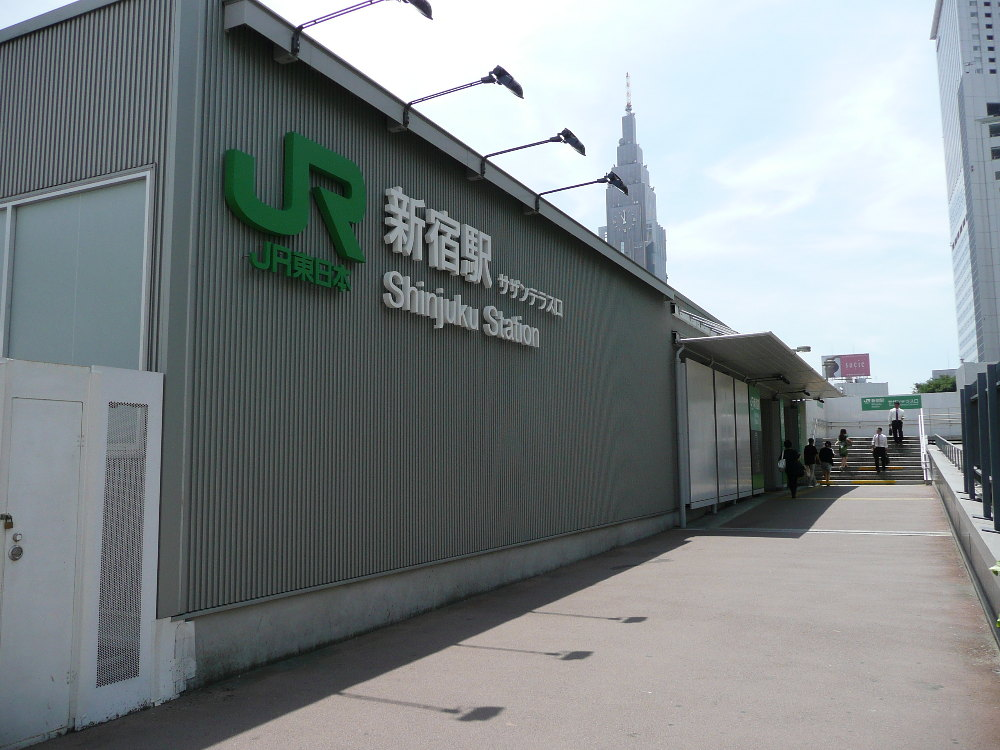
舊Southern Terrace口（2007年8月7日）
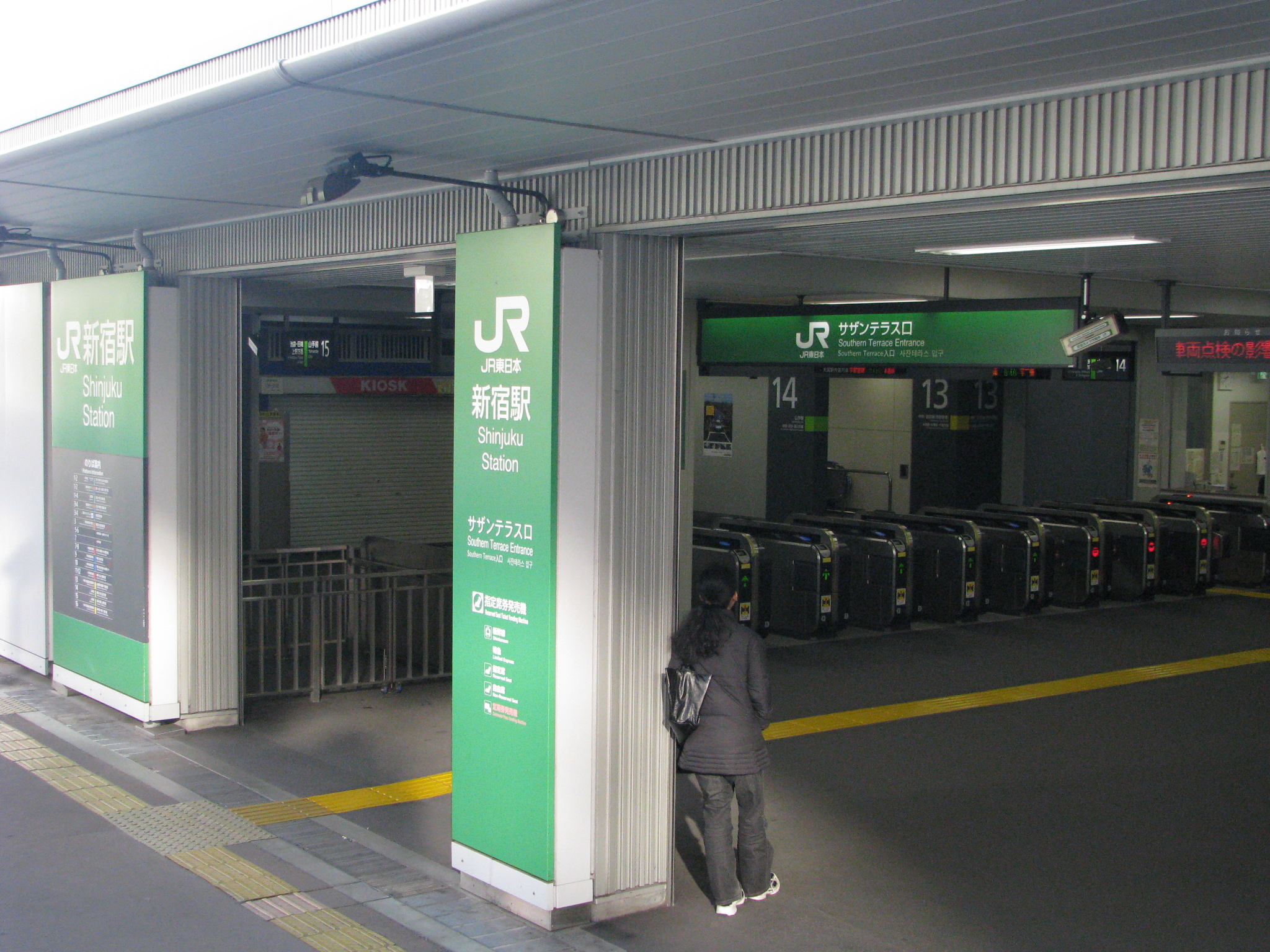
舊Southern Terrace口（2008年1月27日）
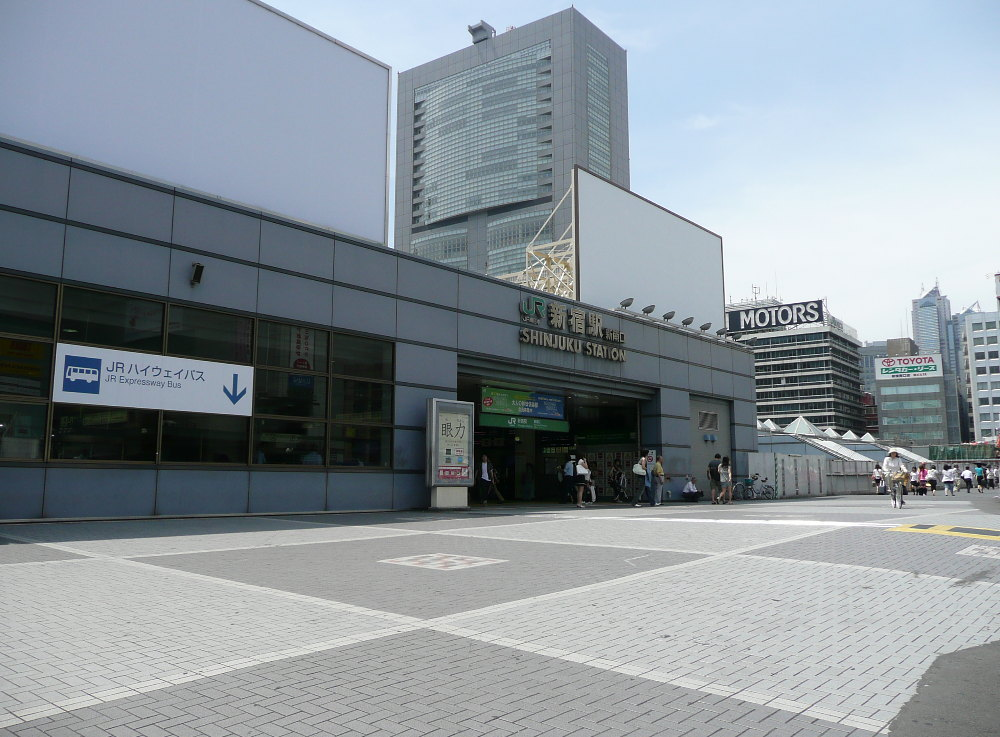
舊新南口（2007年8月7日，2010年11月27日結束營業）

#### 發車音樂
JR東日本在過去委託山葉進行發車音樂播放系統的開發，並於1989年（平成元年）3月11日由本站與澀谷站首次引入，之後擴展至其他車站。
1997年（平成9年）11月29日，3、4號線改採用櫻井音樂工房制作的樂曲。2001年（平成13年）12月16日，隨著1、2號線更換發車音樂，全部月台更新完成。
現在的發車音樂
由櫻井音樂工房制作，并且已经投入使用。
| 1  | ■ | mellow time    |
| 2  | ■ | farewell       |
| 3  | ■ | 遠い青空       |
| 4  | ■ | 夏色の時間     |
| 5  | ■ | 美しき丘       |
| 6  | ■ | see you again  |
| 7  | ■ | 海岸通り       |
| 8  | ■ | すすきの高原   |
| 9  | ■ | 美しき丘       |
| 10 | ■ | see you again  |
| 11 | ■ | 小川のせせらぎ |
| 12 | ■ | 木々の目覚め   |
| 13 | ■ | メロディー     |
| 14 | ■ | 新たな季節     |
| 15 | ■ | twilight       |
| 16 | ■ | airy           |

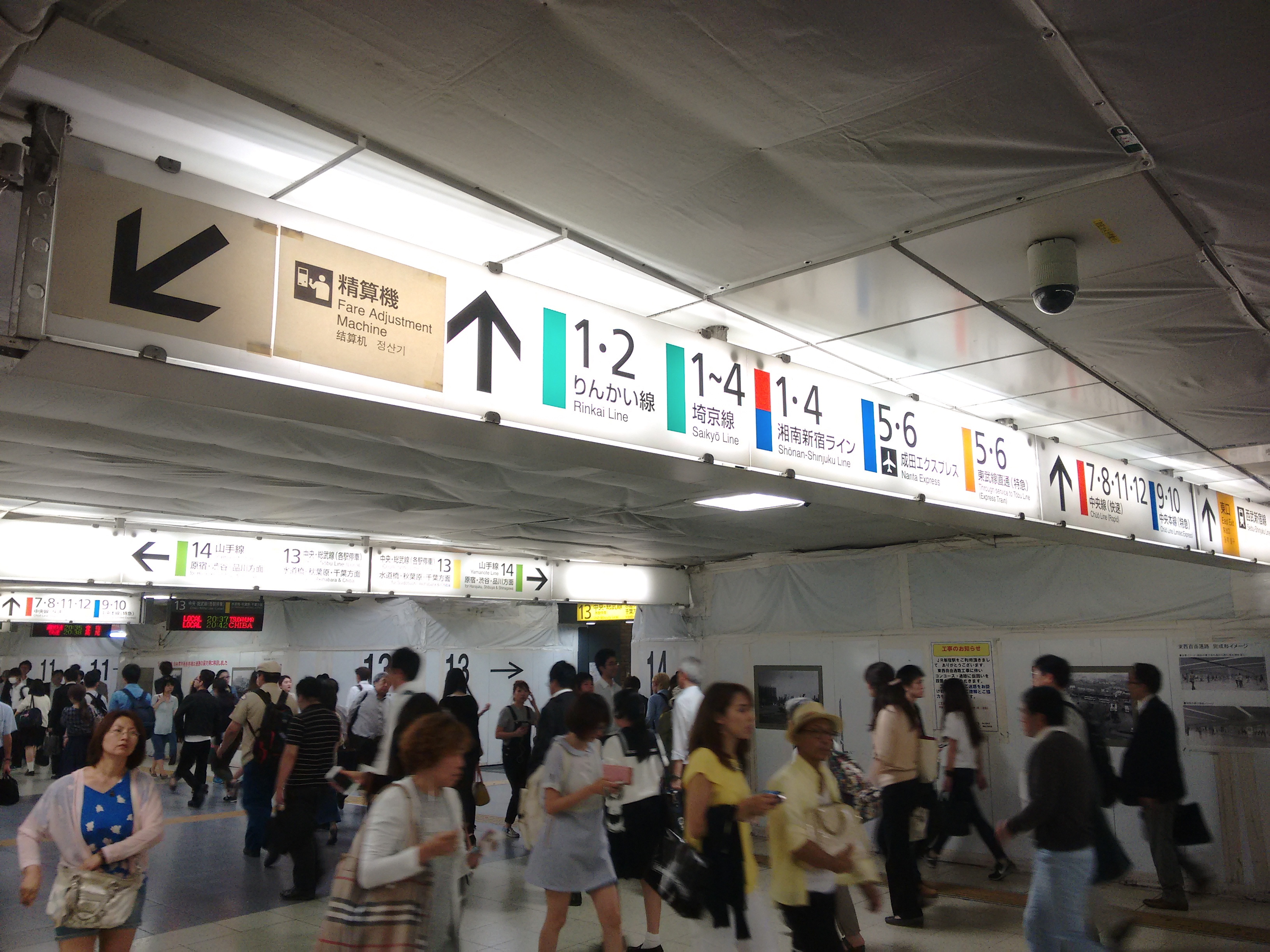
站內通道（2015年6月24日）
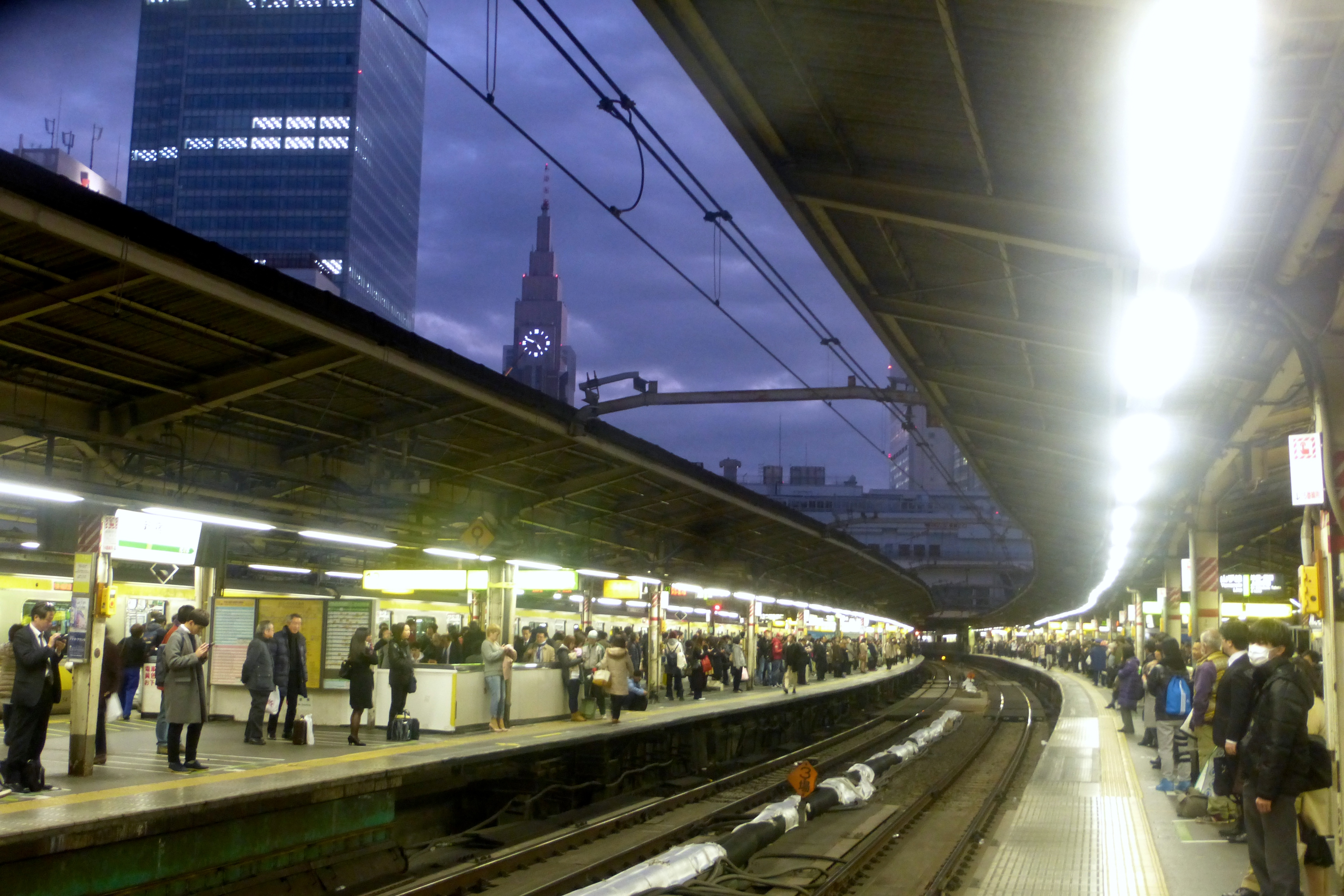
傍晚的月台人潮（2015年12月22日）
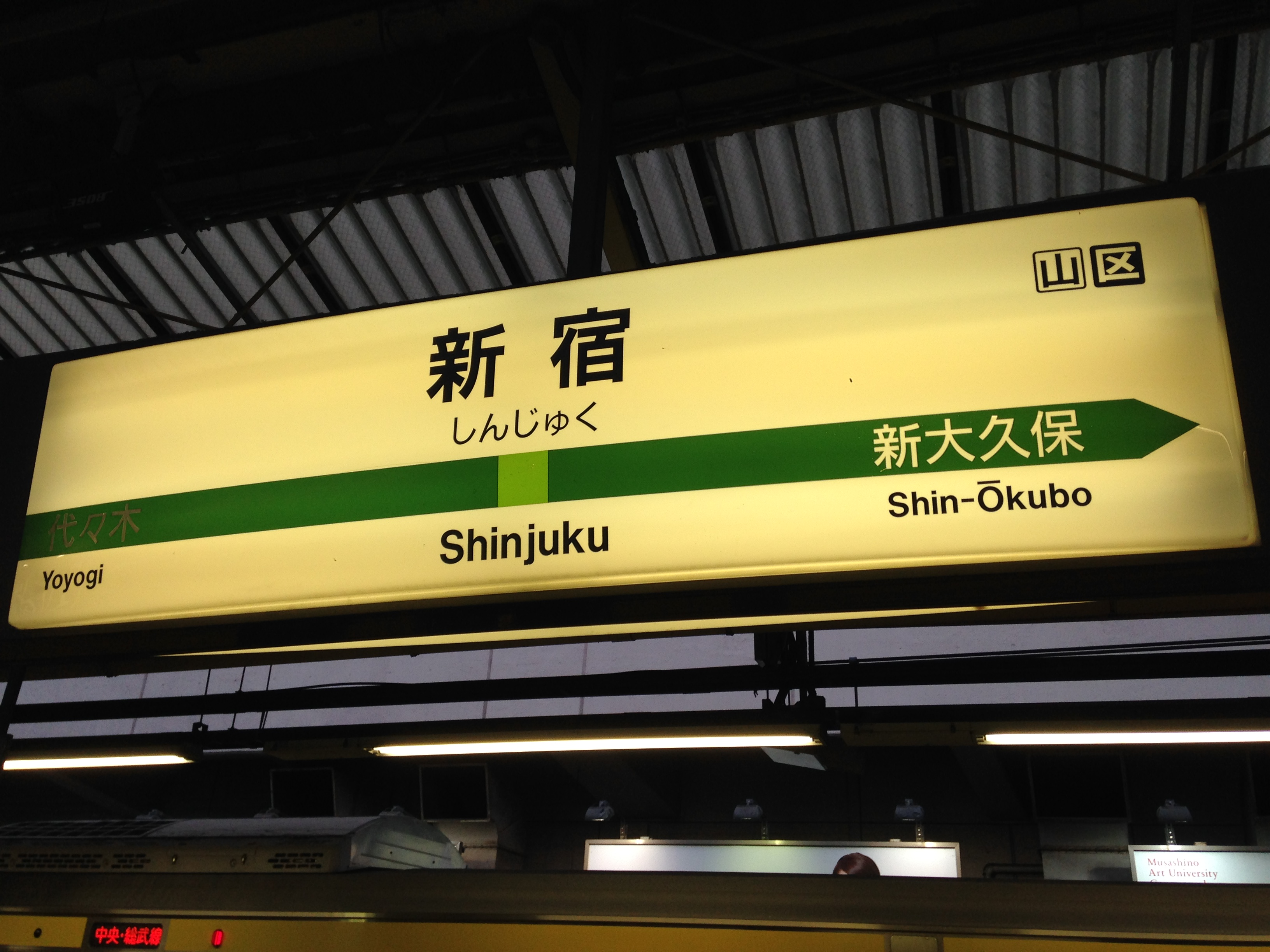
山手線站名牌（2015年9月15日）

### 京王電鐵（京王線）
為了與新線新宿站區別，旅客導覽多寫作京王線新宿站。
月台為3面3線頭端式，位於小田急線的西鄰、位置相當於京王百貨店新宿店地下2樓與新宿LUMINE1地下3樓。站內路線為南北向，出站後會轉向西行。東側起為1 - 3號線，除1號線外皆是兩側有月台的配置。3個月台中，中央的月台是下車專用。3號線乘車月台北側有無障礙廁所。
本站是管區長所在站，管理新宿管區本站與新線新宿站。
本站發車的所有列車皆不停靠初台站與幡谷站。要到這兩站可搭乘京王新線。另外，本站末班車是0時30分發車的各停往若葉台，而新線新宿站更晚還有往杜鵑丘與往櫻上水的末班車。因此，在末班車時段，站員會宣達「末班車在新線車站!」。京王兩班首班車（往高尾山口）也在新線新宿站發車。
1963年（昭和38年）完成當時，月台是對應18公尺級車輛6輛編組的頭端式月台5面4線構造，由於西口地下廣場下有西口停車場等設施，月台無法往頭端方向延伸，因此之後的月台延伸工程須關閉或移動部分月台與線路。1968年（昭和43年）18公尺級車輛7輛對應工程時，月台往京王八王子方向延伸，1975年（昭和50年）20公尺級車輛8輛編組對應工程時，4號線乘車月台、下車月台（不同於現在的新線新宿站4號線）與線路關閉，成為4面3線構造，1982年（昭和57年）改建為10輛編成對應時，撤除1號線下車月台（當時）並移動線路，且在京王八王子方向設置剪式橫渡線，形成現在的3面3線構造。
2011年（平成23年）2月8日，京王電鐵宣布本站加建月台門。2011年（平成23年）度開工，2012年（平成24年）度3號線完工，2013年（平成25年）度1號線與2號線陸續啟用。

#### 月台配置
| 月台 | 類別                                               | 目的地                                                     |
| ---- | -------------------------------------------------- | ---------------------------------------------------------- |
| 1    | ■各站停車                                          | 明大前、調布、京王多摩中心、橋本、京王八王子、高尾山口方向 |
| 2    | ■特急、■準特急、■急行、■區間急行、■快速、■各站停車 | 明大前、調布、京王多摩中心、橋本、京王八王子、高尾山口方向 |
|      | 下車月台                                           | 明大前、調布、京王多摩中心、橋本、京王八王子、高尾山口方向 |
| 3    | ■特急、■準特急、■急行、■區間急行                   | 明大前、調布、京王多摩中心、橋本、京王八王子、高尾山口方向 |

- 午間時段1號線列車為各停往京王八王子，各停往高尾山口，2號線列車為準特急往橋本，3號線列車為準特急往京王八王子與特急往高尾山口（假日不同）。往府中方向的特急在明大前站可與京王新線往橋本的區間急行轉乘，往府中方向的準特急可在笹塚站與往橋本的快速轉乘。
- 由於是複線區間，2線同時運行的狀態十分頻繁。這是由於第2出發信號機位於剪式橫渡線前方，因此可以作此調度。誤點時，1號線或2號線與3號線可同時發車。相對的，往1號線或2號線的列車上未完全到站時3號線的特急與準特急就可先行發車。

#### 付費區
京王線剪票口都在地下。本站雖是大手私鐵總站常使用的頭端式月台構造，但與其他車站不同，剪票口不在月台正面。從頭端部上樓可至往西口地下廣場的出口專用廣場口剪票口。另外從其他樓梯還有早晨尖峰時刻專用的出口專用臨時口剪票口（僅7:10 - 9:00開放，出口往C&C新宿本店前。）。
中央樓梯往上後可分為北側的京王西口（桃紅色）、南側的京王百貨店口（深藍色），兩者使用不同顏色以作區別。這兩色也是京王線內的方向色，止衝擋方向的西口代表色桃紅色代表上行，笹塚站側京王百貨店口代表色深藍色代表下行。京王百貨店口鄰接JR中央西口剪票口，東鄰有JR連絡口與往中央東口的中間剪票口（自動驗票閘門為黃色）。
南側樓梯往上是LUMINE口剪票口，可通往新宿LUMINE1地下2樓。樓梯往上出建物後可前往小田急南口。
3番線南端有樓梯往新線新宿站。
廁所在3號線乘車月台北側。
電梯連結京王西口、京王百貨店口層與3號線乘車月台。另外，京王百貨店口附近的地下通道與地上亦有電梯。
電扶梯方面，各乘車月台北側有往京王西口、京王百貨店口層的電扶梯，南側有往LUMINE口的電扶梯。北側各月台皆是雙向配置（但是早晨尖峰時刻3號線乘車月台兩座電梯皆往剪票口層。），南側各月台有一座電梯往往剪票口層，依據時段單向運轉。
剪票口層的列車資訊看板顯示下5班列車的發車時刻、種別、目的地、月台、備註。雖然京王全部車站都相同，但本站種別表示與其他站不同，是採用全彩顯示。
下車專用月台的列車接近裝置是少見的顯示「請注意電車」（電車にご注意ください）。

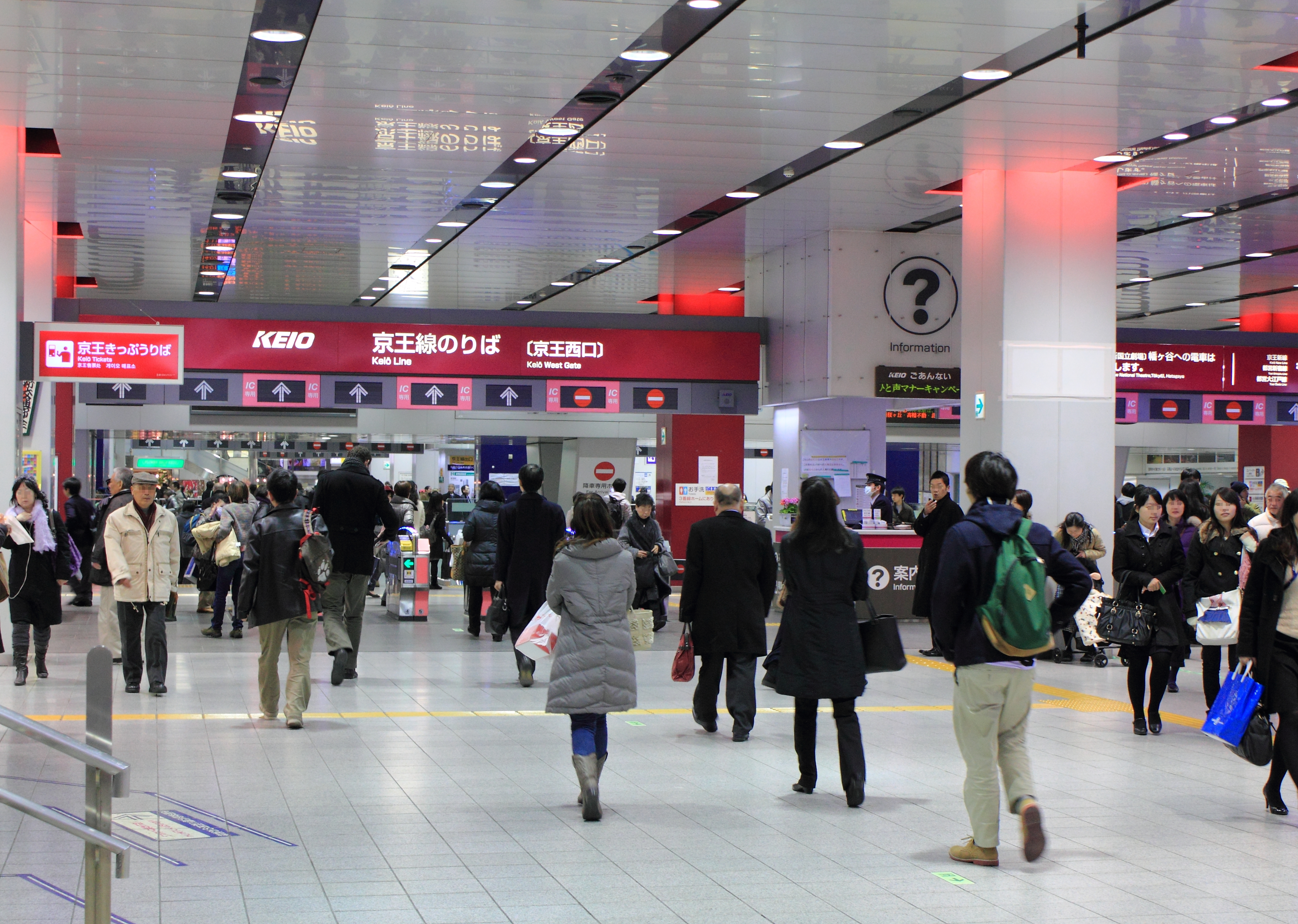
京王線剪票口（2012年1月31日）
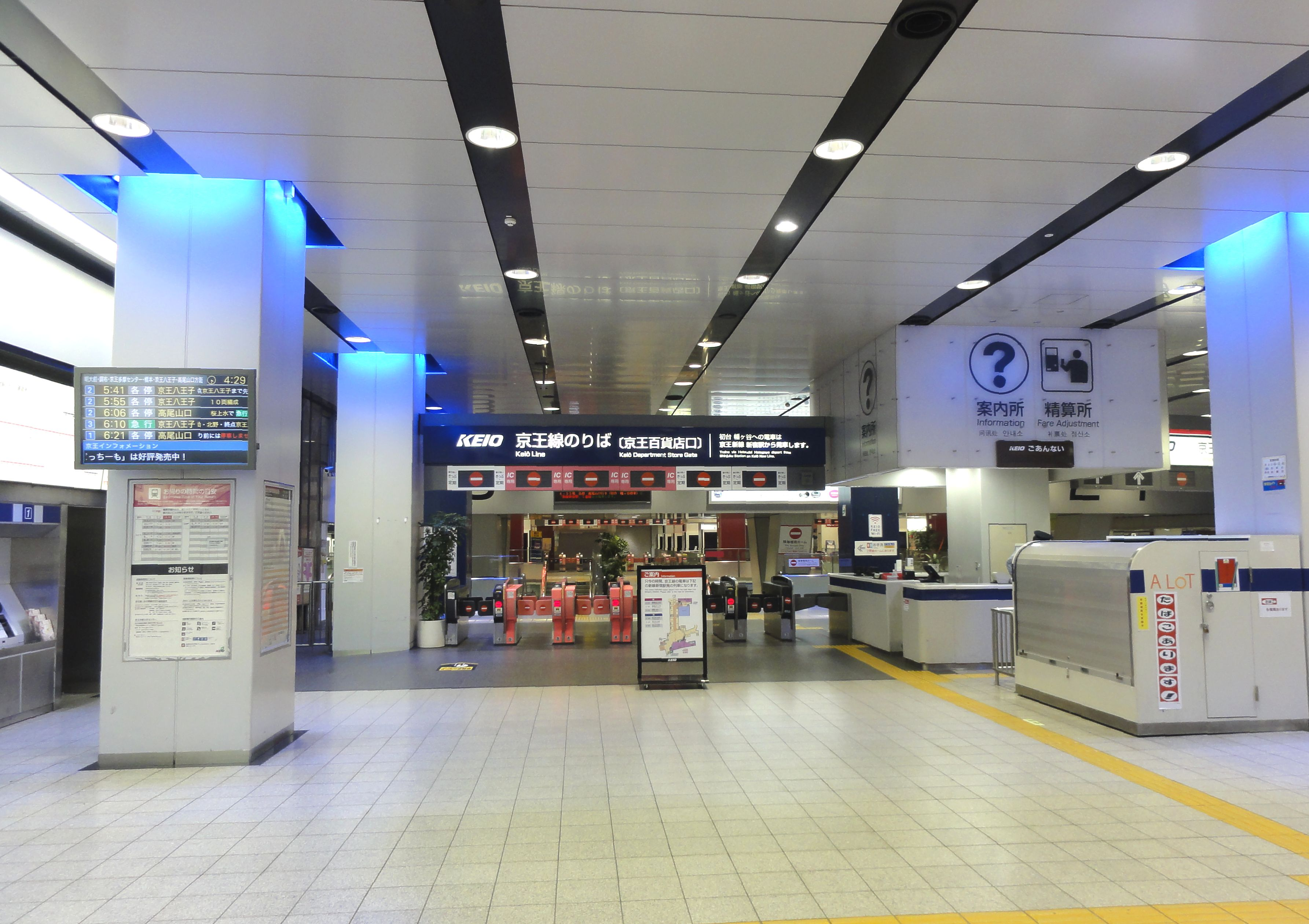
京王百貨店口（2015年4月25日）
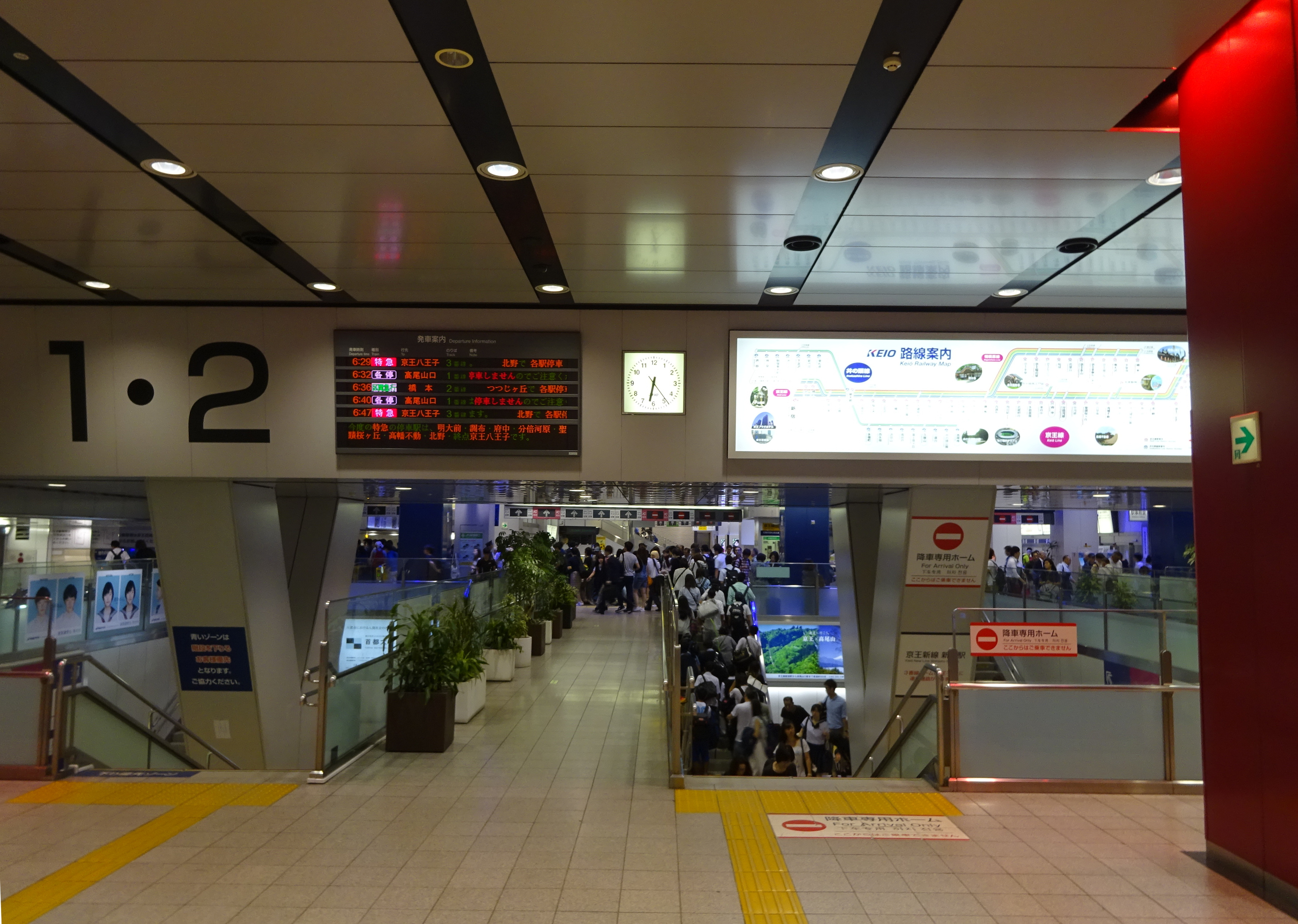
大廳（2016年6月18日）
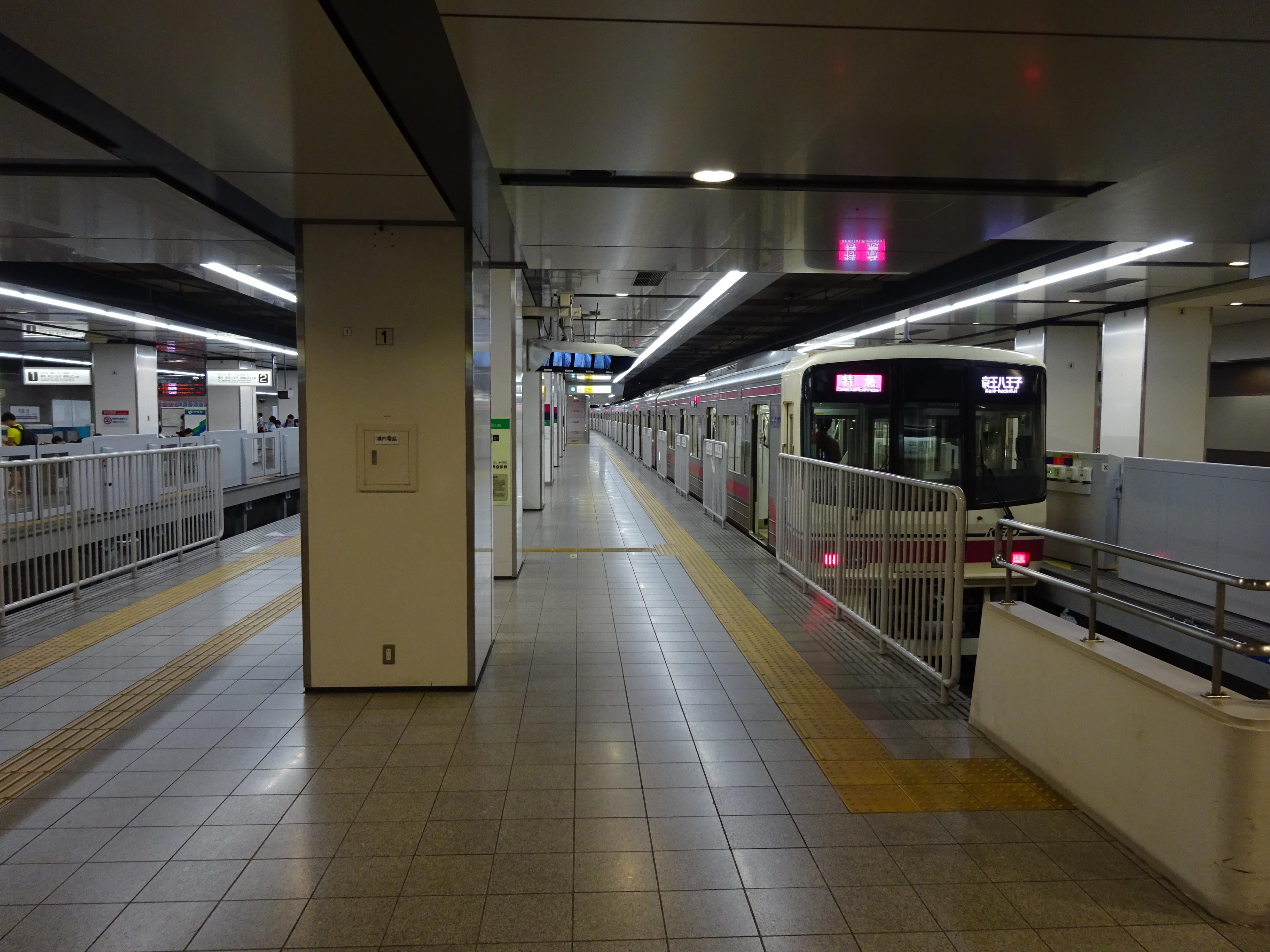
京王線月台（2016年6月18日）
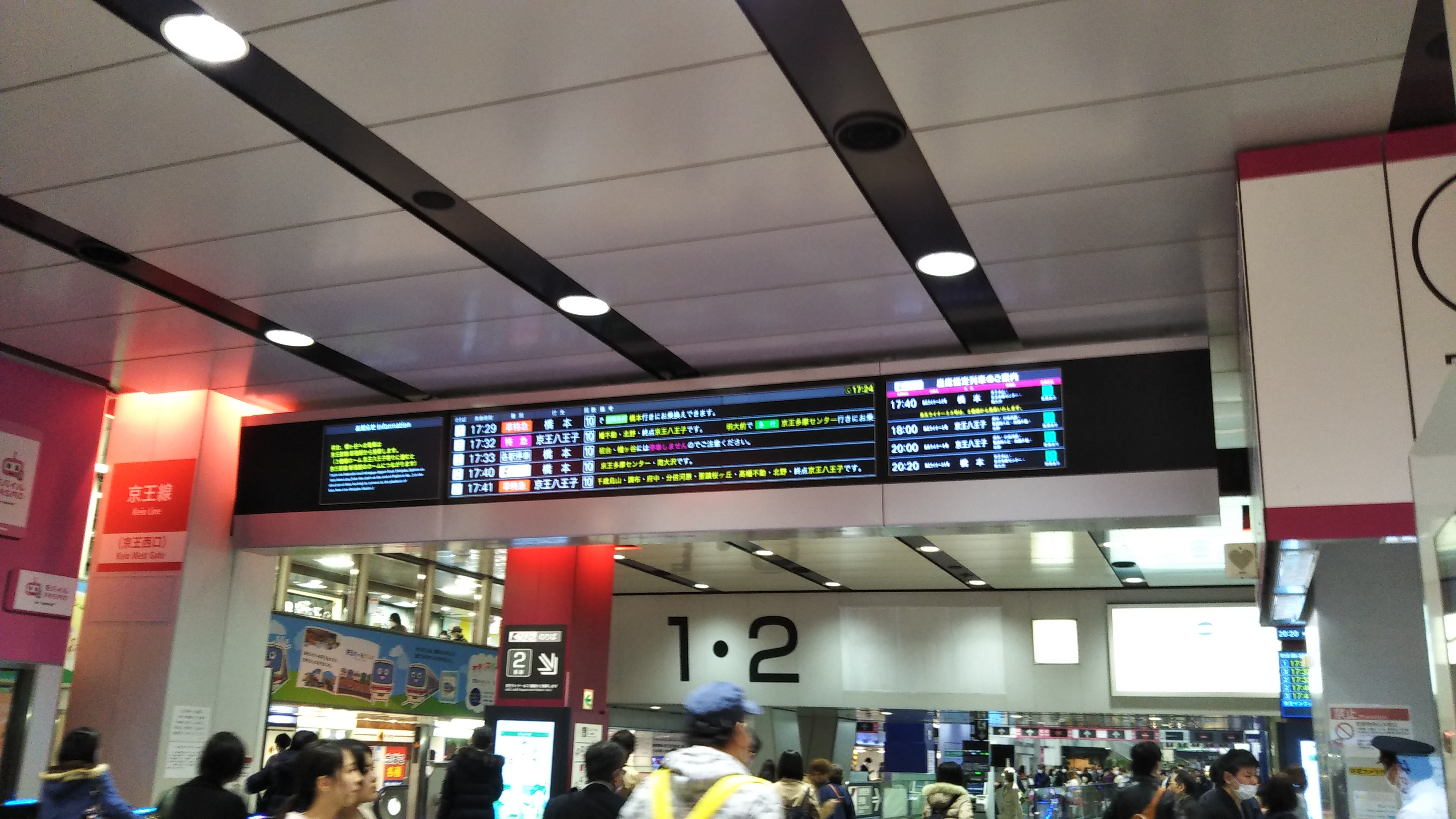
2020年3月起使用的發車標。以前的LED型發車標已拆去。

### 京王電鐵（京王新線）、東京都交通局（新宿線）
本站是都營新宿線和京王新線的起點站，兩者互相直通運行。最終正式名稱是「新宿站」，與京王線新宿站視為同一站處理，為了區別位於國道20號（甲州街道）有少許偏離正下方的月台，售票窗口、驗票口等都在車站名稱前面冠以「新線」二字。都營地下鐵一側純粹以「新宿站」標示，而為了與東京都交通局直轄的大江戶線車站區別則以「新宿線新宿站」表記。管理與京王線新宿站同屬京王電鐵，而車站的廣播和閘機的機器和標示等皆以京王為標準，但站內的內裝大致與其他都營新宿線的車站類似。
本站無法購入都營地下鐵的企劃乘車券，但可使用大江戶線新宿站購入的企劃乘車券。此外，都營線乘車券可通過大江戶線新宿站、新線新宿站全部閘口與京王線新宿站全部閘口（經由聯絡通道）。無法經由連絡閘口通過JR新宿站中央東口。此外，都營線乘車券不能通過京王線新宿站自動檢票口。東京地下鐵連絡乘車券可通過自動檢票口。
大廳位於甲州街道下，從京王新線口經京王Mall可至新宿站西口與中央西口，另有電梯與樓梯通往新宿站南口。
本站為島式月台1面2線的地下站，付費區內可轉乘京王線和大江戶線，但不可轉乘東京地下鐵。此站寛約21米、高約26米、最低約30米。車站長（包括月台和側線）556米，其中月台西側屬於京王電鐵，月台東側和西側側線則屬於東京都交通局。　
京王最後兩班末班車（往櫻上水）與數班首班車（往高尾山口）在本站發車。

#### 月台配置
| 月台 | 路線     | 目的地                                 | 備註                         |
| ---- | -------- | -------------------------------------- | ---------------------------- |
| 4    | 京王新線 | 初台、幡谷、明大前、調布、橋本方向     |                              |
| 5    | 新宿線   | 市谷、九段下、神保町、大島、本八幡方向 | 部分京王新線列車於此月台出發 |

（來源：都營地下鐵:車站構內圖 （页面存档备份，存于））
- 往初台站與幡谷站須在京王新線新宿站搭乘。
- 都營新宿線新宿站始發、終到列車在停靠4號線後於折返進入5號線。即，京王新線的直通列車與新宿站始發列車在同一月台發車。
- 京王新線新線新宿站始發、終到列車在5號線折返，不入折返線。
- 京王線內優等運轉－都營新宿線內各站停車全列車[41]，與京王線內區間急行、都營線內急行列車均在本站進行車種變更。

#### 付費區
從東側樓梯或電扶梯至地下1樓，是京王新線口剪票口，可前往京王Mall南邊的地下廣場。剪票口前往北有前往京王線3號線乘車月台的通道與廁所。地下4樓有往大江戶線月台的連絡通道。從月台西側樓梯至地下1樓為新都心口剪票口。
廁所在京王新線口北側京王線3號線乘車月台通道旁，但非無障礙廁所。剪票口外的連接京王新線口與新都心口的連絡通道（frente新宿）有無障礙廁所。
站內設有兩座電梯，分別可連結月台、大江戶線連絡通道（後述）、京王新線口付費區，以及直接連結付費區內外的職員專用電梯。
定期券在2006年（平成18年）6月以前為京王與都營共用，7月後分開。京王側於2009年（平成21年）底廢止。

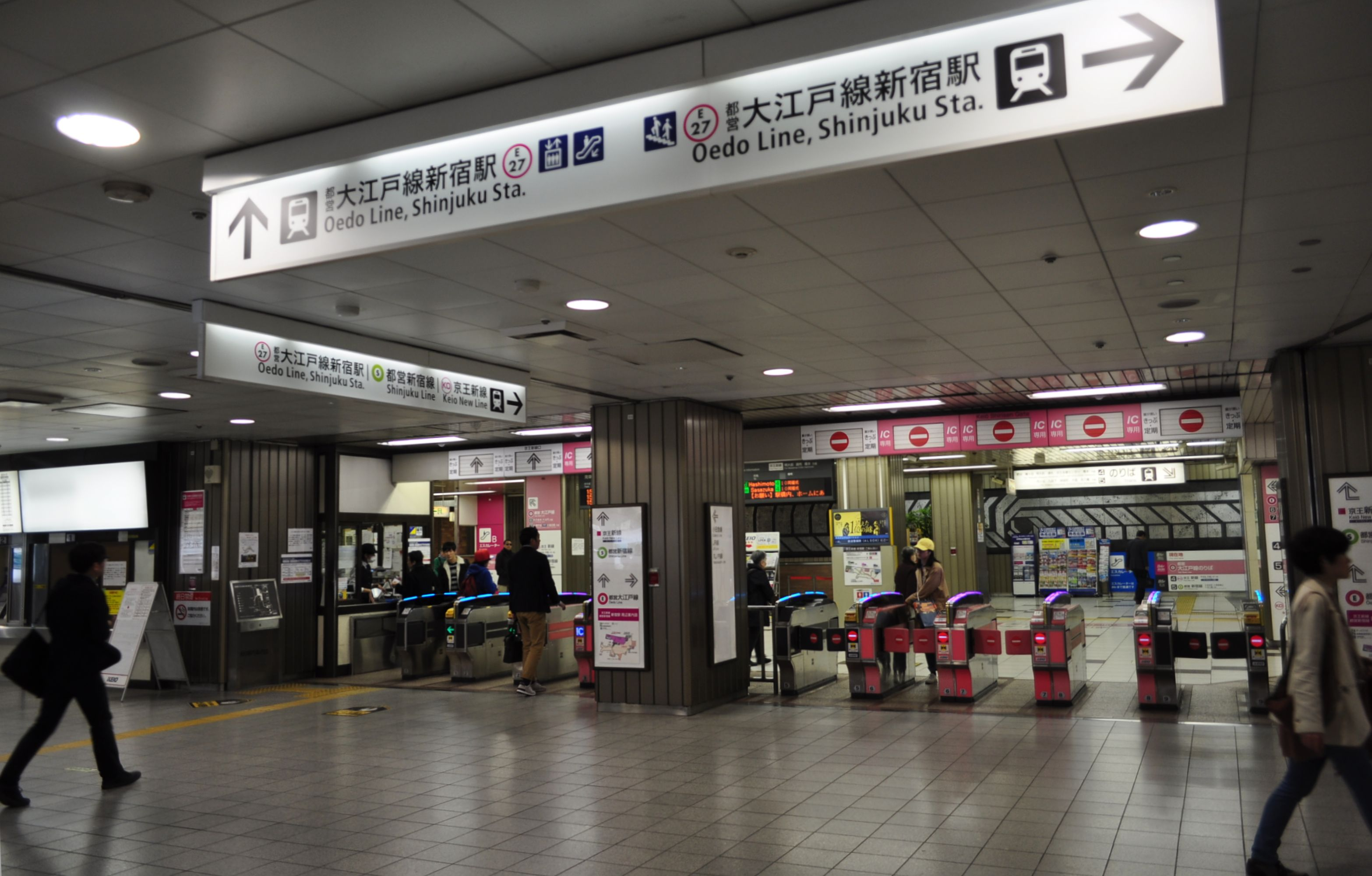
京王新線、都營新宿線、都營大江戶線閘口外側（2018年3月12日攝）
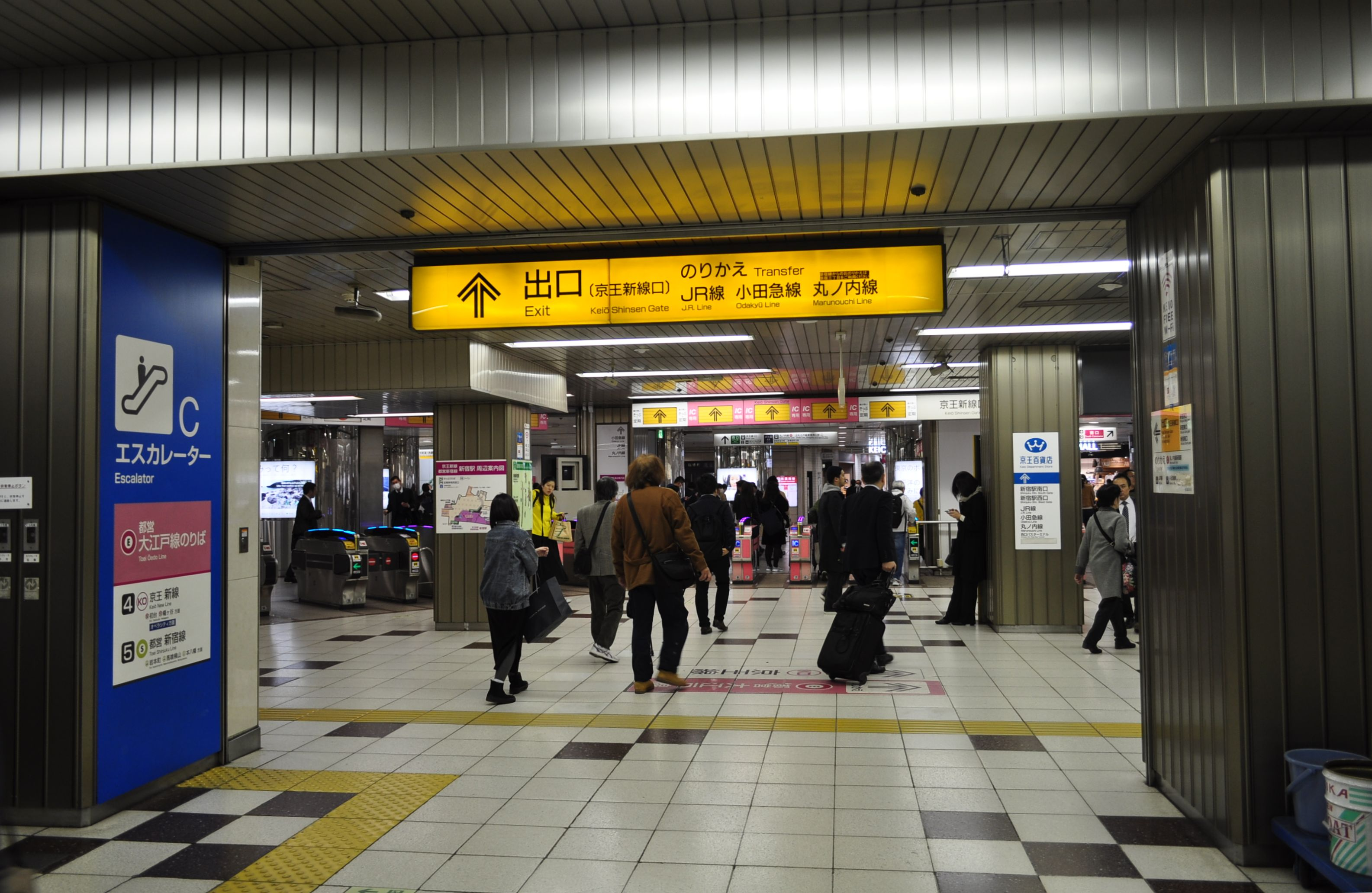
京王新線、都營新宿線、都營大江戶線閘口內側（2018年3月12日攝）
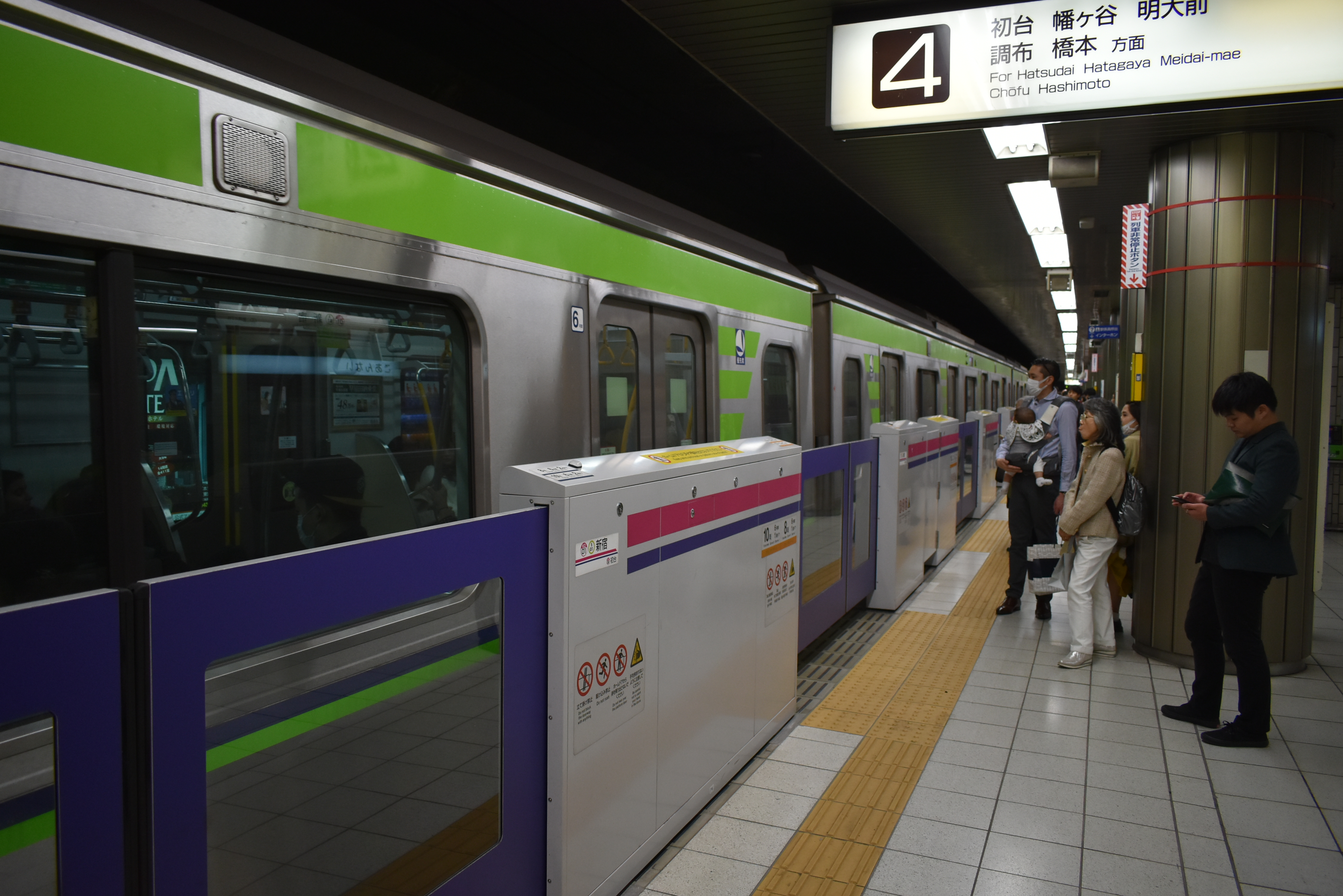
設置月台閘門後4號月台 京王新線下行線月台（2019年3月21日攝）
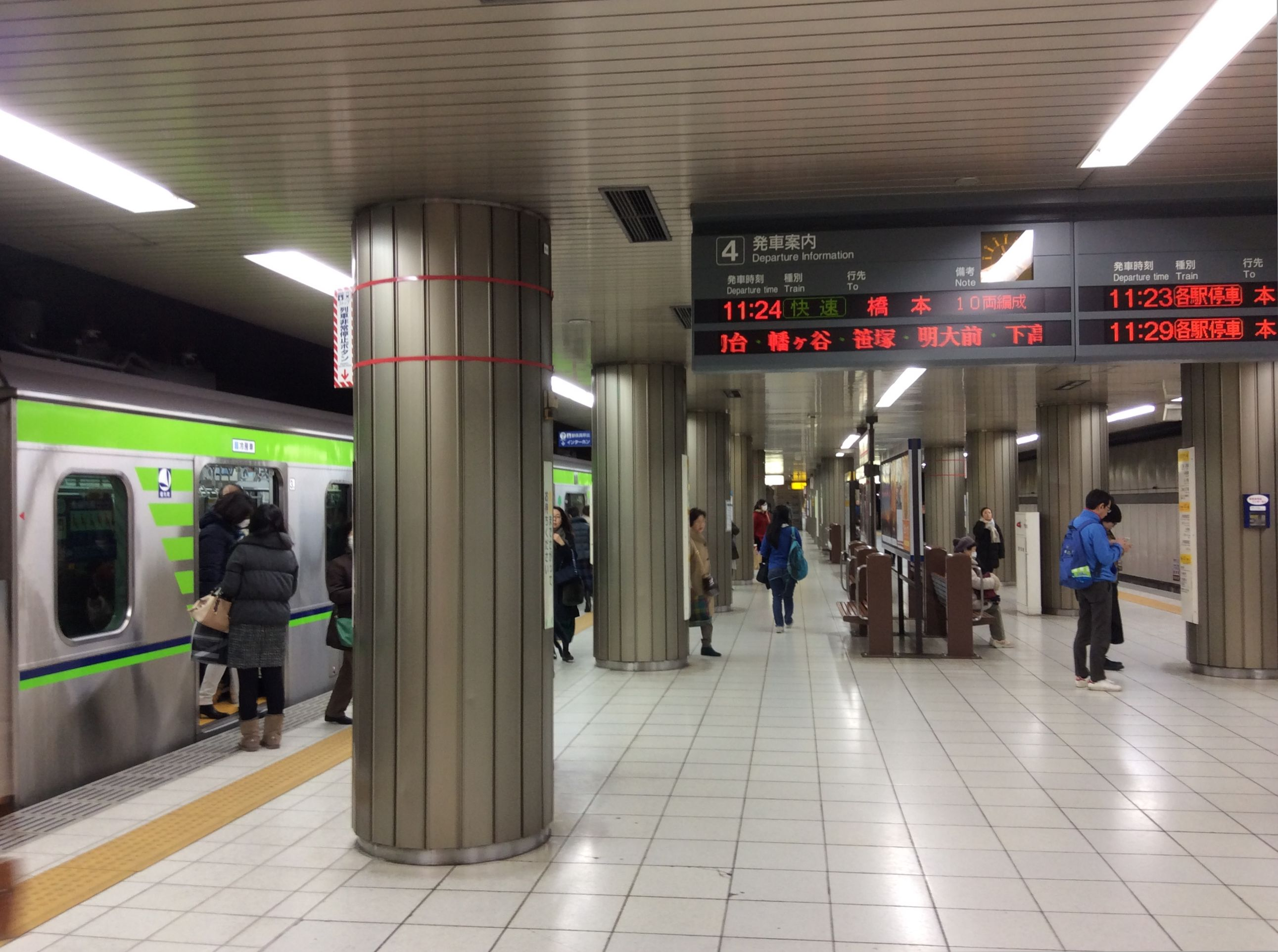
設置月台閘門前4號月台 京王新線下行線月台（2018年1月3日攝）

### 東京都交通局（大江戶線）
大江戶線站區位於京王新線、都營新宿線站區南側，副站名是「京王百貨店前」。月台位於地下7樓，為島式月台1面2線設計，月台往南北方向延伸。
本站的月台及軌道為鑽挖隧道，而大堂及出入口則以明挖回填方法興建。
由於本站不設過渡線，列車不能切換軌道。因此當1997年（平成9年）12月19日練馬站延伸至本站時，都廳前至本站區間是以雙單線方式運行。至2000年（平成12年）4月20日，本站至國立競技場站通車後才改用現時的複線運行方式。

#### 月台配置
| 月台 | 路線     | 目的地                                 |
| ---- | -------- | -------------------------------------- |
| 6    | 大江戶線 | 六本木、大門、門前仲町方向             |
| 7    | 大江戶線 | 都廳前、光丘、（都廳前轉乘）飯田橋方向 |

（來源：都營地下鐵:車站構內圖 （页面存档备份，存于））

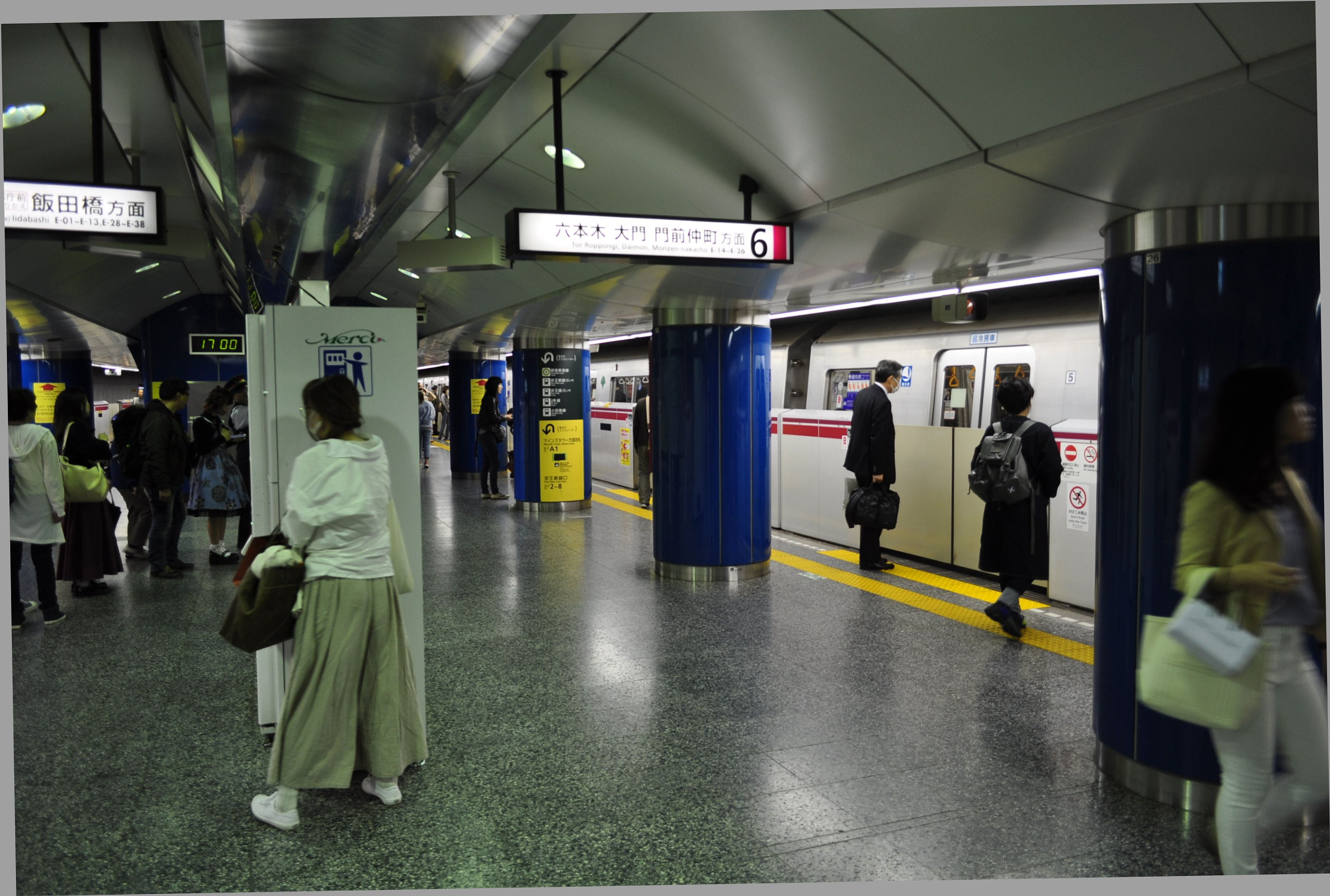
6號月台（2018年4月7日攝）
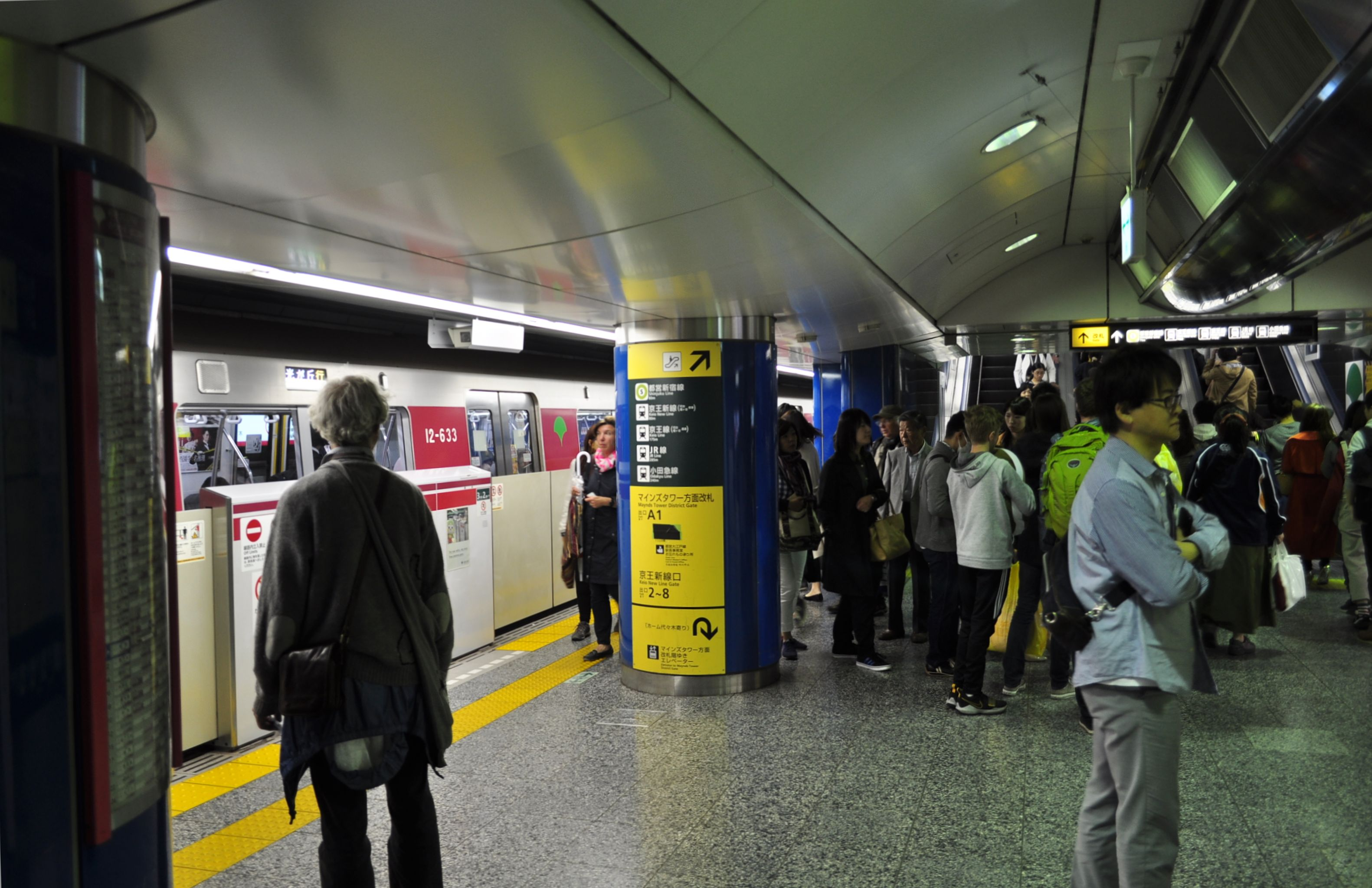
7號月台（2018年4月7日攝）
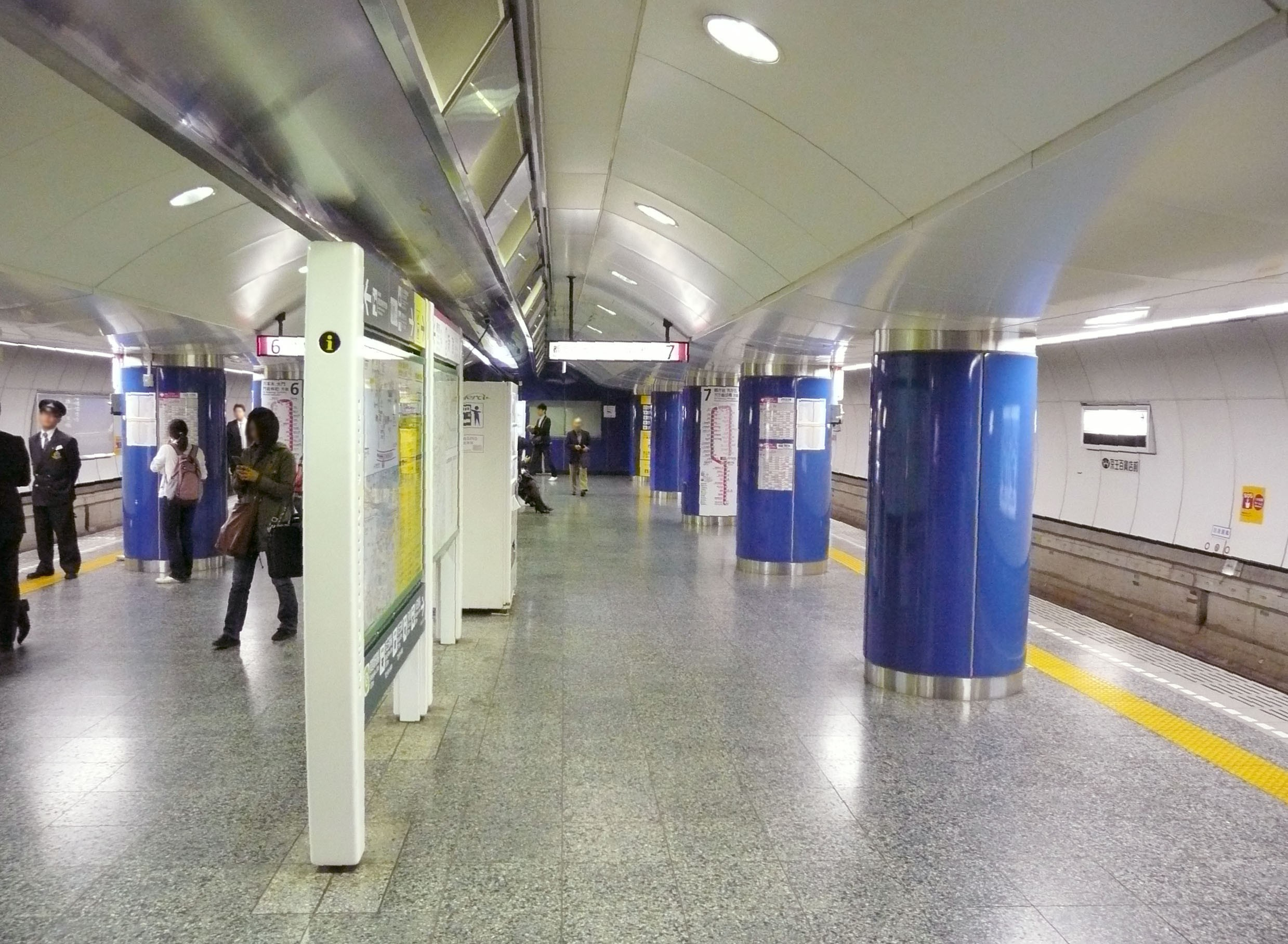
月台（2010年4月）

#### 付費區
月台北側的樓梯與電扶梯至地下1樓為JR新宿站方向剪票口，面向京王新線口。其付費區內南側的電扶梯可至地下4樓前往都營新宿線與京王新線月台。
月台中央的樓梯或月台端（六本木方向）的電梯至地下3樓為MAYNDS TOWER方向剪票口，可前往新宿MAYNDS TOWER等。亦有電梯往地面層，可前往新宿燦路都廣場大飯店。
此外，從站外前往大江戶線月台，除了剪票口B，從京王新線口付費區前往地下4層的「大江戶線連絡通道」也能到達。
大江戶線單獨剪票口的售票機雖也販賣京王線的乘車券，但機器都是都營樣式，與京王線（含新線）不同。都營剪票口可使用京王線售票機的入場券，但都營精算券不能出京王剪票口（反之可通過）。
廁所在地下4樓。電梯連結月台（地下7樓） - 地下4樓 - 地下3樓。

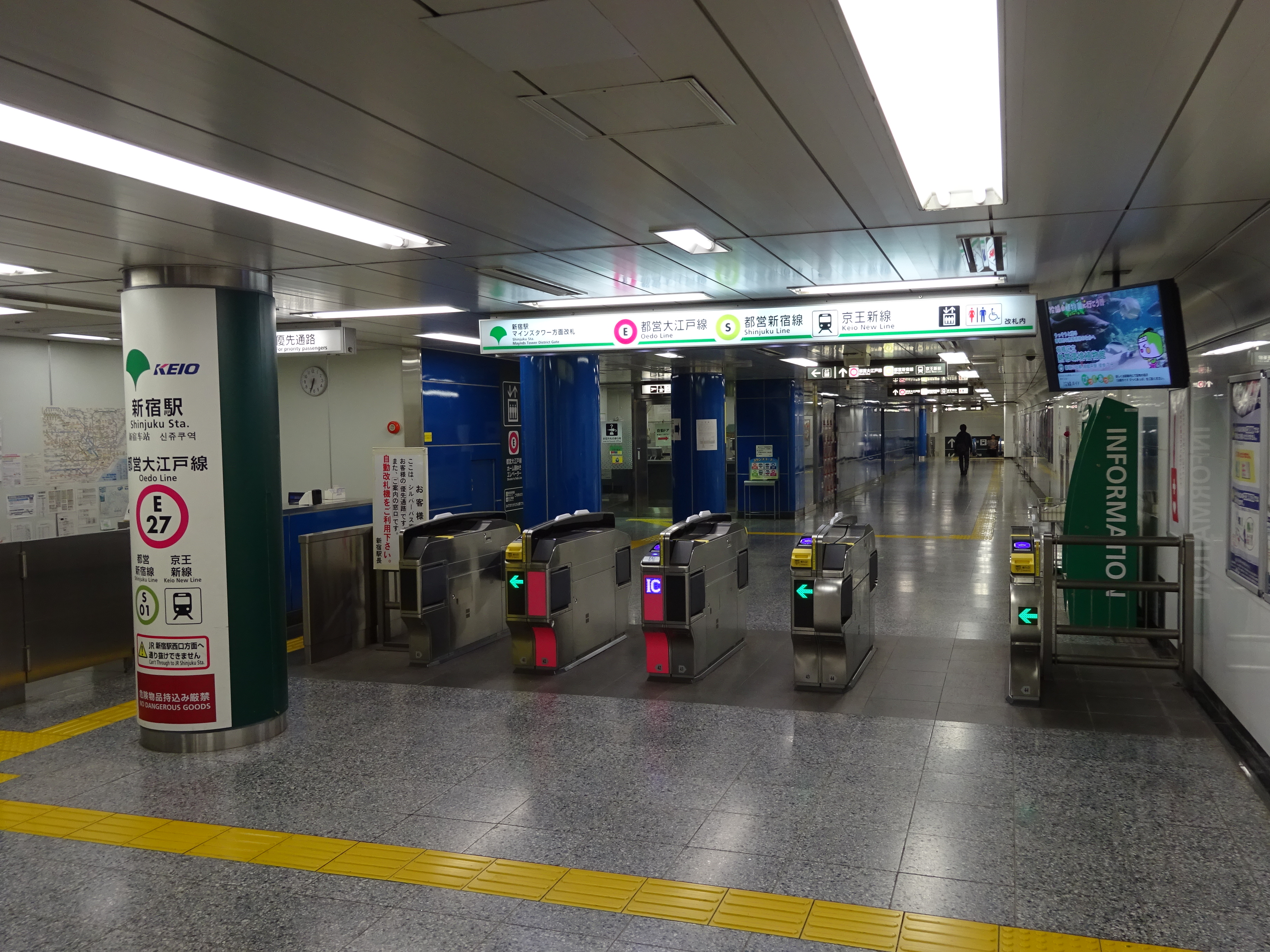
MAYNDS TOWER方向出口（2016年6月）

### 小田急電鐵
位於JR新宿站的西側，樓上是小田急百貨店新宿店本館與新宿MYLORD。本站是小田原線的起點，以及小田急電鐵東京側總站。是管區長、站長所在站，管理新宿管區新宿 - 代代木上原站區間。
1964年完成現在的地上4面3線與地下3面2線雙層構造。各層北端是頭端式月台，列車在南側發車。地上東側起為1 - 6號月台（1 - 3號線）、地下東側起為7 - 10號月台（4、5號線），1、2號月台（1號線），……，9、10號月台（5號線）皆使用相同線路。2、3號月台與7號月台，4、5號月台與8、9號月台，6號月台與1號月台有階梯與電梯通往南口剪票口（2、3號月台也設有電扶梯）。
3、4號月台是浪漫特快與急行、準急等列車使用。浪漫特快到站時的自動廣播只在3號月台，急行、準急在4號月台側。但在特急列車發車時，為提醒4號月台行人注意，會由站員廣播「特急列車發車」。
1996年2月，地上、地下月台、各大廳的列車資訊顯示器更換為三色LED樣式。
1號月台因長期作為下車專用月台，設有候車空間，除了分散2號月台乘客人潮外，也是拍攝列車入站的場地之一，之後因安全與旅客狀況變化等因素於2005年～2006年停止使用。現在上下車皆整合至2號月台，該空間已用柵欄圍起，僅有小田急相關人士才可進入。
2007年1月，地上、地下月台、各大廳的列車資訊顯示器更換為全彩LED樣式。
地上4、5號月台在2012年（平成24年）9月2日完成可動式月台門的設置，並於9月30日啟用。

#### 月台配置
基本上地下月台以6、8輛編組（各站停車）、地上月台以浪漫特快與10輛編組（急行、快速急行、準急）作為始發列車。而列車到達本站時則從最內側（最靠近西口地上／地下剪票口）開始停車。
上下車雖然使用不同月台，但早晨尖峰時刻也有在同一月台上下車的班次存在。由於現在甲州街道天橋替換工程，浪漫特快下車月台停止使用。因此，浪漫特快列車在乘客下車後會進行車廂清掃與檢查，之後在同月台登車。
地上月台的下一站是代代木上原。這裡出發的列車有浪漫特快、快速急行、急行、準急，除浪漫特快以外所有車種皆停靠該站。而地下月台的下一站是各站停車的南新宿。
月台看板僅表記月台編號與車種（或下車專用），未寫明停靠站名。
地上線與地下線的分岐點（會合點）在都道四谷角筈線平交道附近。
| 月台     | 類別                                        | 目的地                                 |
| -------- | ------------------------------------------- | -------------------------------------- |
| 地面月台 |                                             |                                        |
| 1        | （使用停止中）                              | 小田原、箱根湯本、藤澤、片瀨江之島方向 |
| 2        | □特急浪漫特快                               | 小田原、箱根湯本、藤澤、片瀨江之島方向 |
| 3        | □特急浪漫特快 （4號月台到站列車的下車月台） | 小田原、箱根湯本、藤澤、片瀨江之島方向 |
| 4、5     | ■快速急行、■急行、■準急                     | 小田原、箱根湯本、藤澤、片瀨江之島方向 |
| 6        | （5號月台到站列車的下車月台）               | 小田原、箱根湯本、藤澤、片瀨江之島方向 |
| 地底月台 |                                             |                                        |
| 7        | （8號月台到站列車的下車月台）               | 新松田、唐木田方向                     |
| 8、9     | ■各站停車                                   | 新松田、唐木田方向                     |
| 10       | （9號月台到站列車的下車月台）               | 新松田、唐木田方向                     |

夜間，5、6號月台會停靠10節編成列車，9、10號月台停靠8節編成列車。

##### 配線圖
| | 小田急 新宿站 鐵道配線略圖 | → 小田原、唐木田 、片瀨江之島 方向 |
| 图例 参考文献： * 參考以下資料做成。 ** 電気車研究会、『鉄道ピクトリアル』、第60巻第1号 通巻第829号 2010年1月 臨時増刊号、 「【特集】 小田急電鉄」、巻末折込「小田急電鉄線路配線略図」。 ** 祖田圭介、「特集 山手線電車100周年」、交友社、『鉄道ファン』 第50巻2号（通巻第586号） 2010年2月号、39ページ、「図18 小田急 新宿駅の配線」、2010年 ** 「新宿駅急行ホームに可動式ホーム柵を設置します。－より安全な駅を目指して、 7月より工事に着手します－」、小田急電鉄公式サイト、ニュースリリース第11-16号 （2011年6月30日）。 ※ 上半部是地上線路，下半部是地下線路。白線劃格區為下車專用，斜線區的1號月台不使用。 紫色為特急用月台（3號月台也是4號月台入線列車的下車月台），月台上數字（小）是旅客 導覽上的月台編號，停車處的斜體數字是運行管理上的配線編號。全月台皆對應10輛編組。 |                            |                                    |

#### 付費區
各層頭端部有西口地上剪票口與西口地下剪票口。西口地下剪票口東邊是往JR的中央地下連絡口與往中央東口的中間剪票口（閘門為黃色）。
地上月台南側有天橋連結。天橋南側是南口，鄰接JR南口。其東側有往JR的南口連絡口。
廁所在西口地下剪票口內與南口剪票口內（面相出口閘門的左側，付費區內）。多功能廁所在西口地下剪票口外與南口剪票口內。西口地下剪票口外的廁所沒有一般用的西式馬桶。
付費區內的電梯連結南口付費區與各月台。剪票口外的電梯在剪票口外右側的小田急百貨店。2、3號月台往南口剪票口有單向電扶梯。
4、5號月台從後方（西口地上剪票口側）數來4、5輛車之間（10輛編組時為6、7號車之間）有分割看板A表示分割後的列車種別與目的地。
本站發車時會響發車鈴。
2006年（平成18年）3月31日，西口地上剪票口旁的1、2號月台頭端部開設「小田急浪漫特快咖啡廳」（ロマンスカーカフェ）。西口地下剪票口7、8號月台前有連鎖果汁吧「OASIS Sta.」（オアシスステーション，新宿店）。

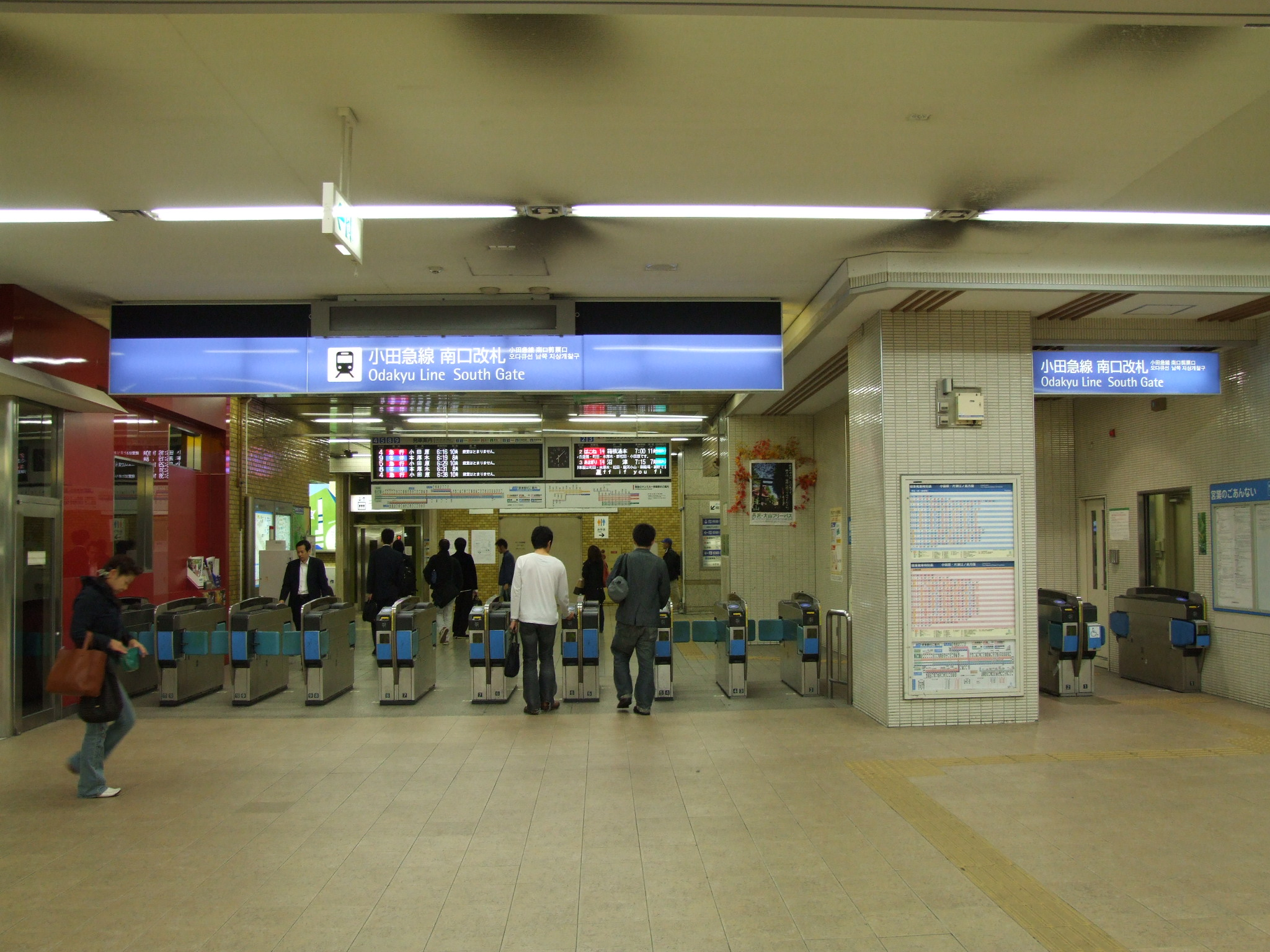
南口剪票口（2007年11月2日）
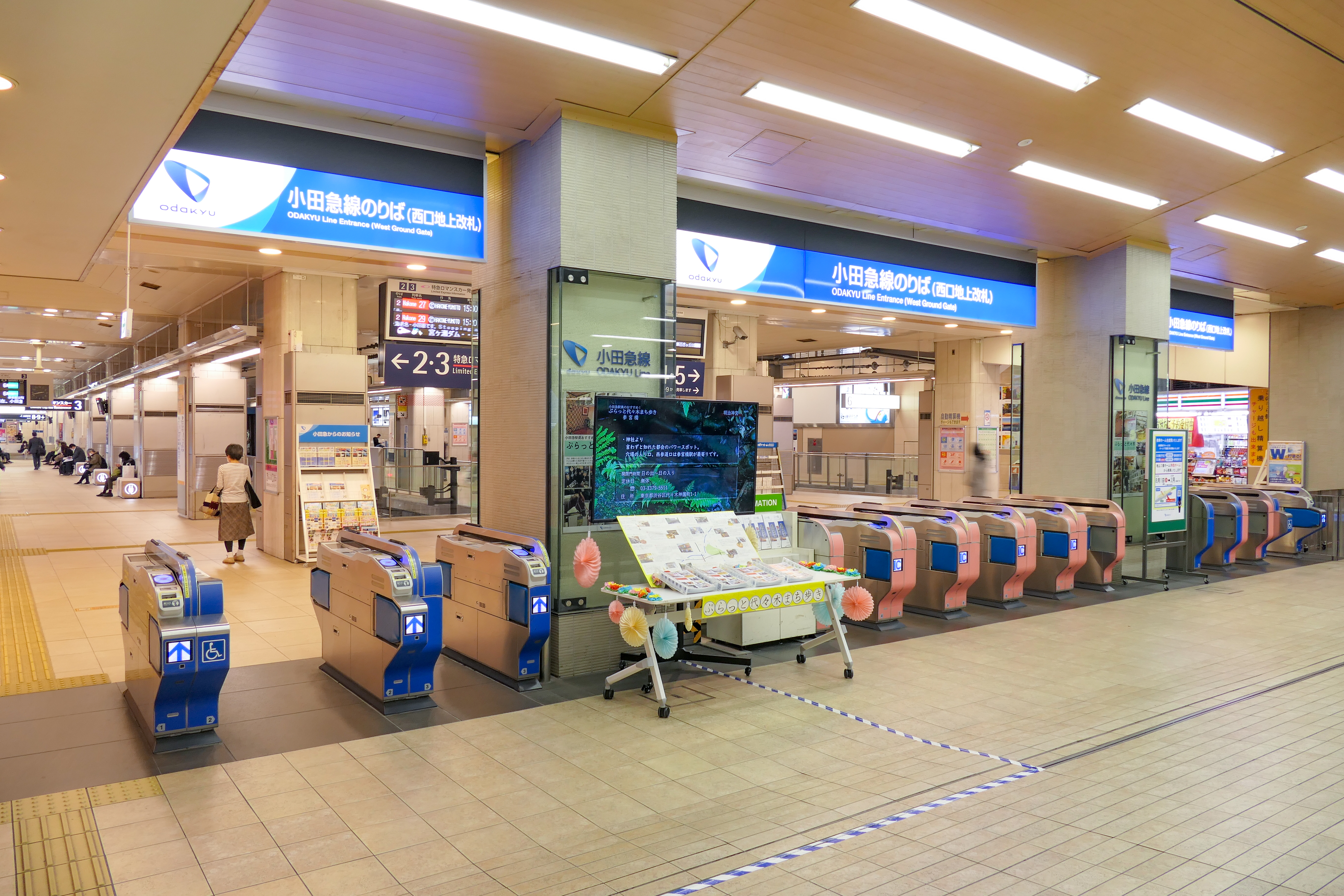
西口地上剪票口（2021年11月）
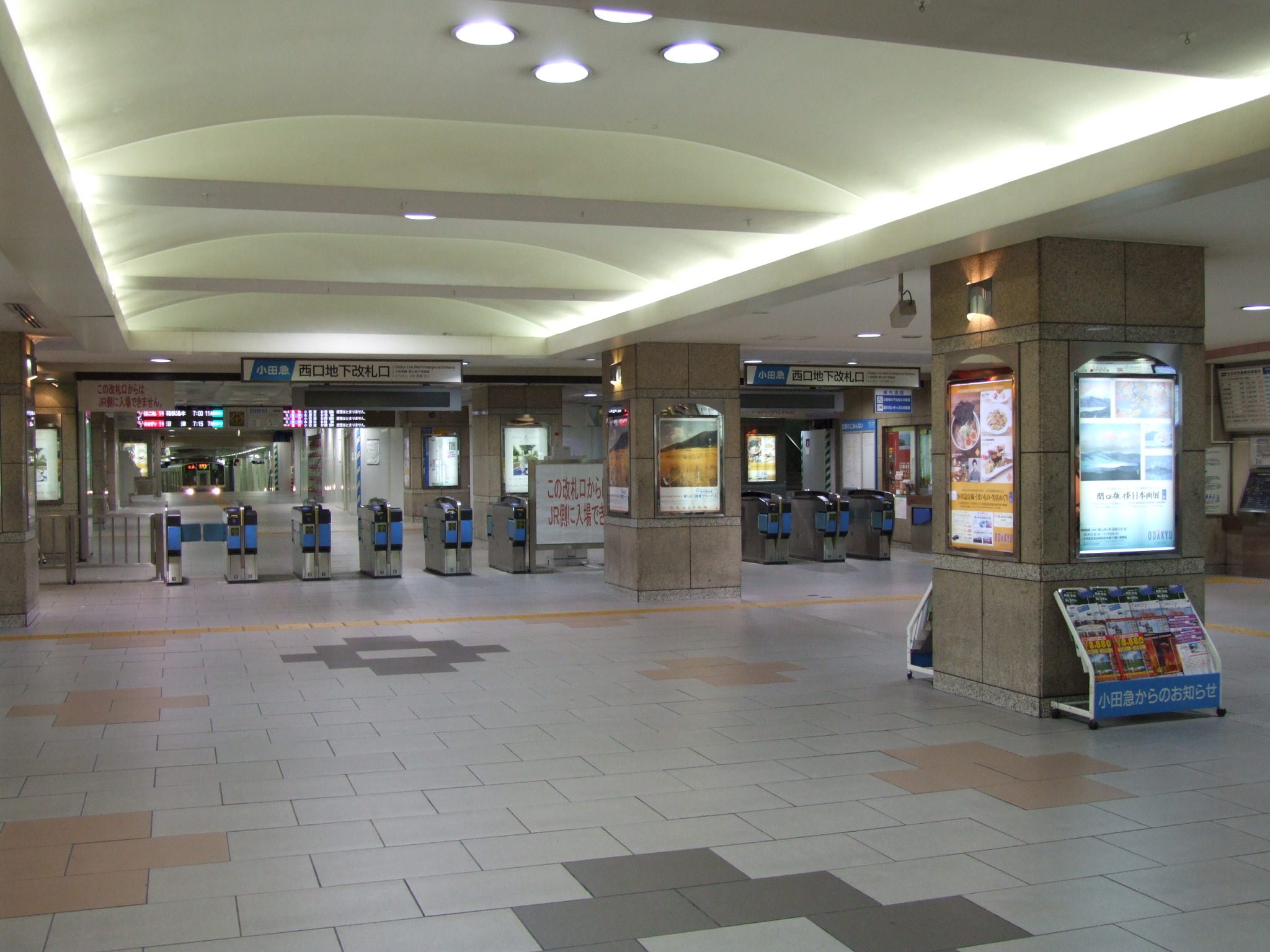
西口地下剪票口（2007年11月2日）
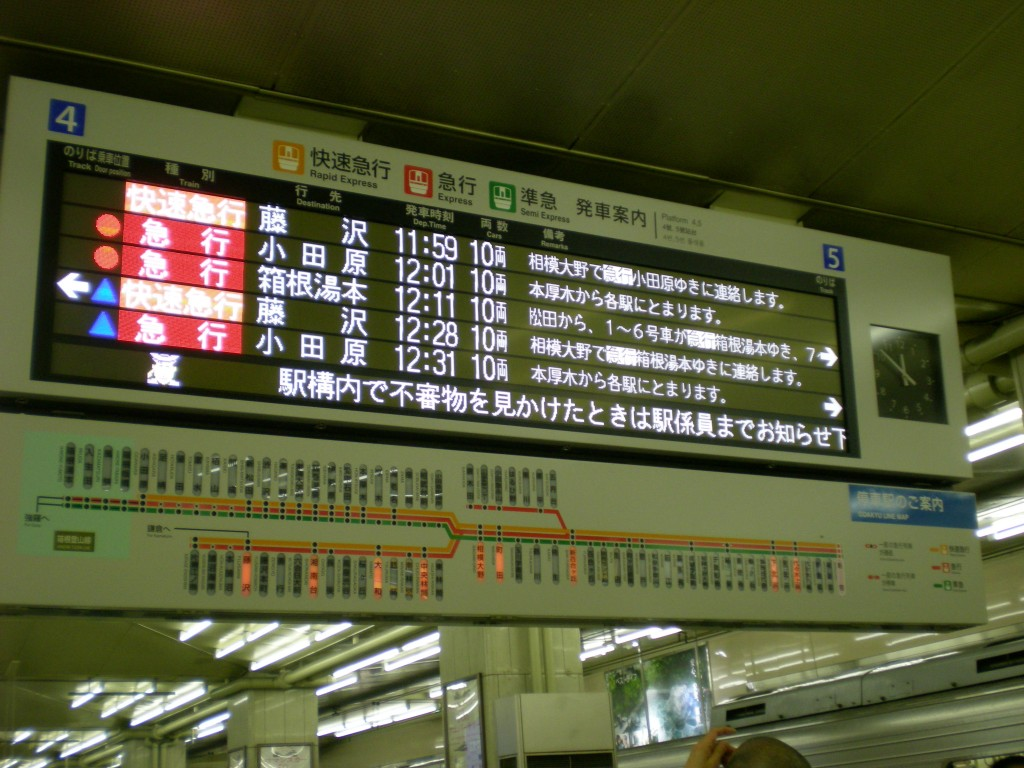
地上月台發車看板（4、5號月台）（2007年7月）
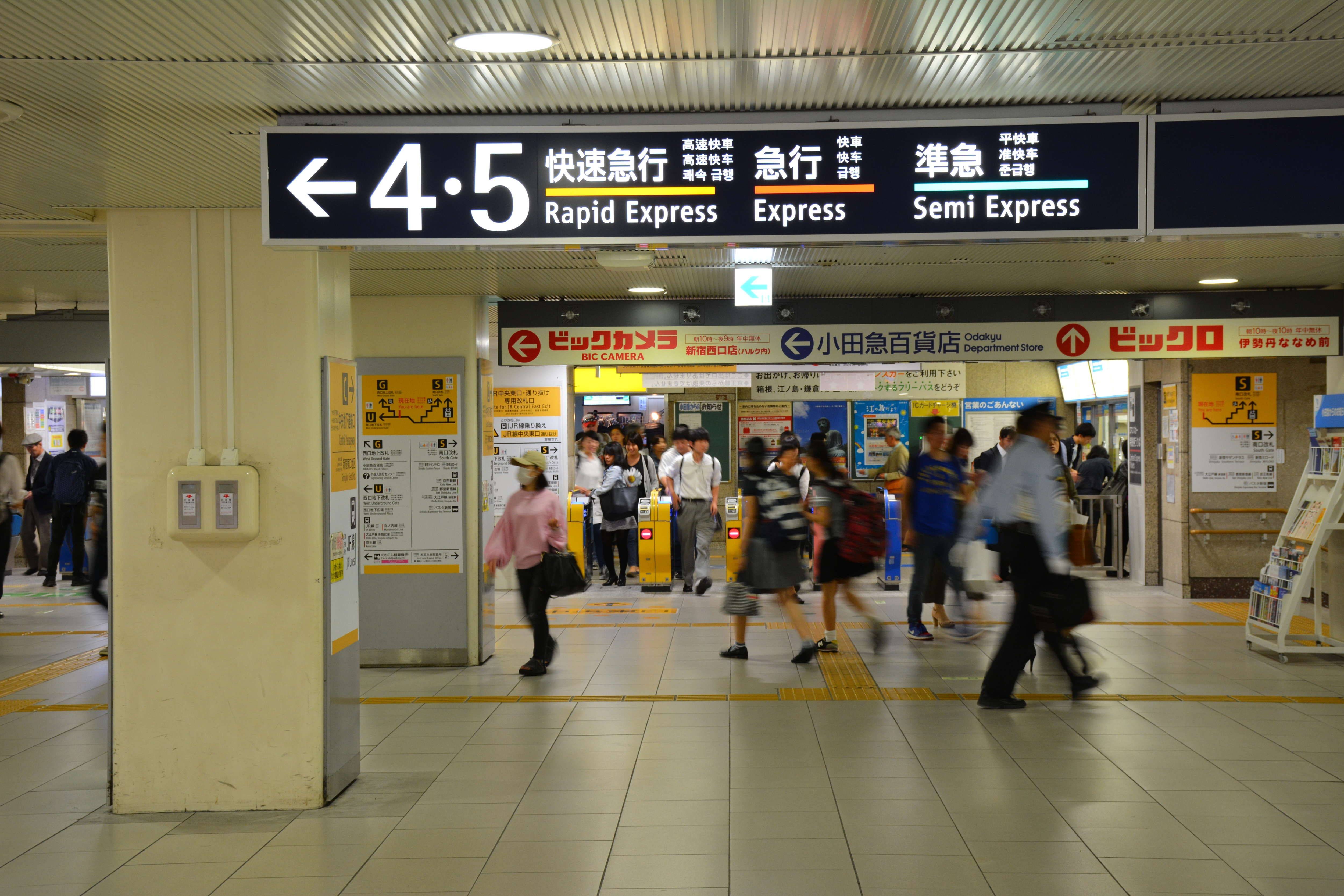
站內指標（2016年11月7日）
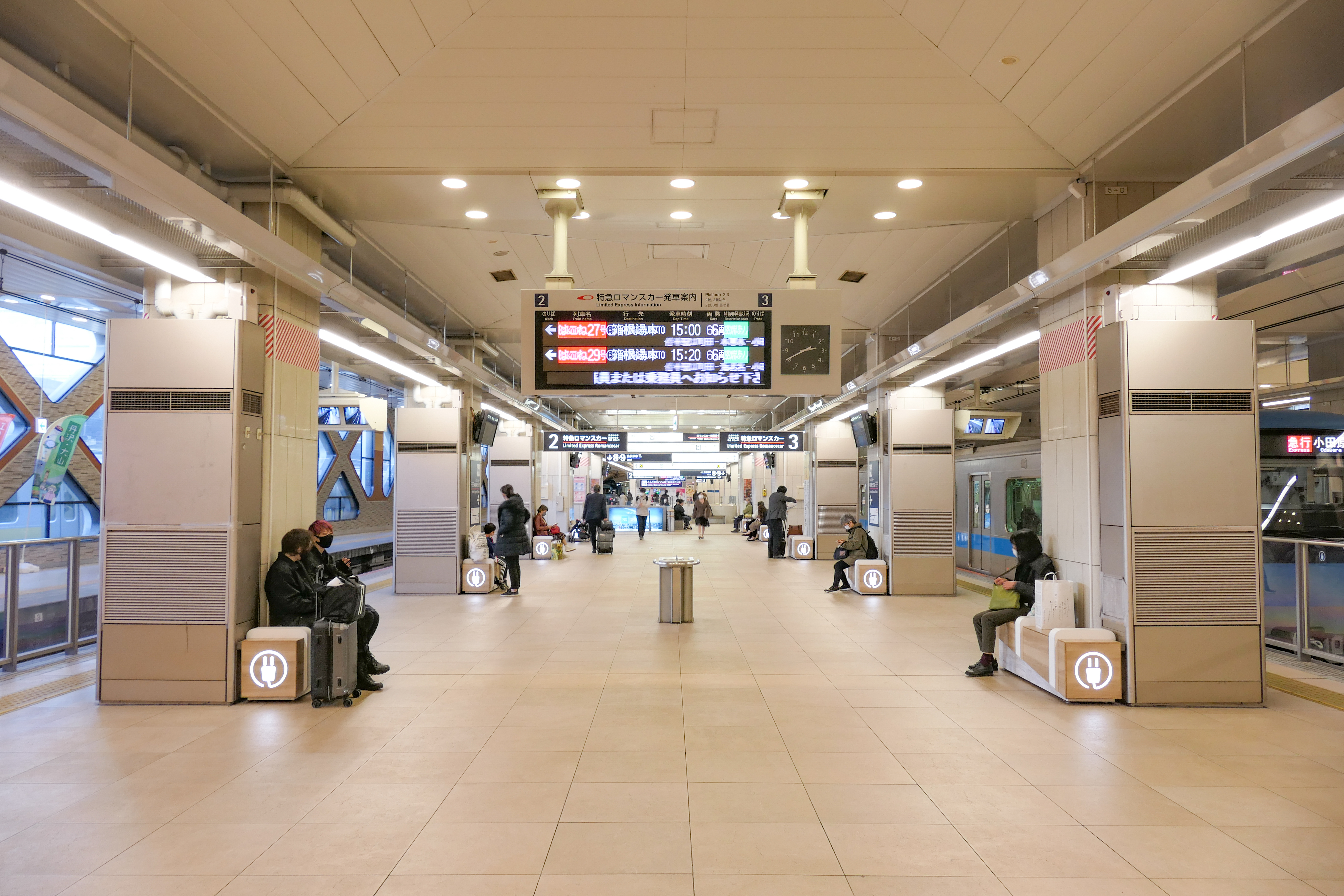
地上月台（2021年11月）
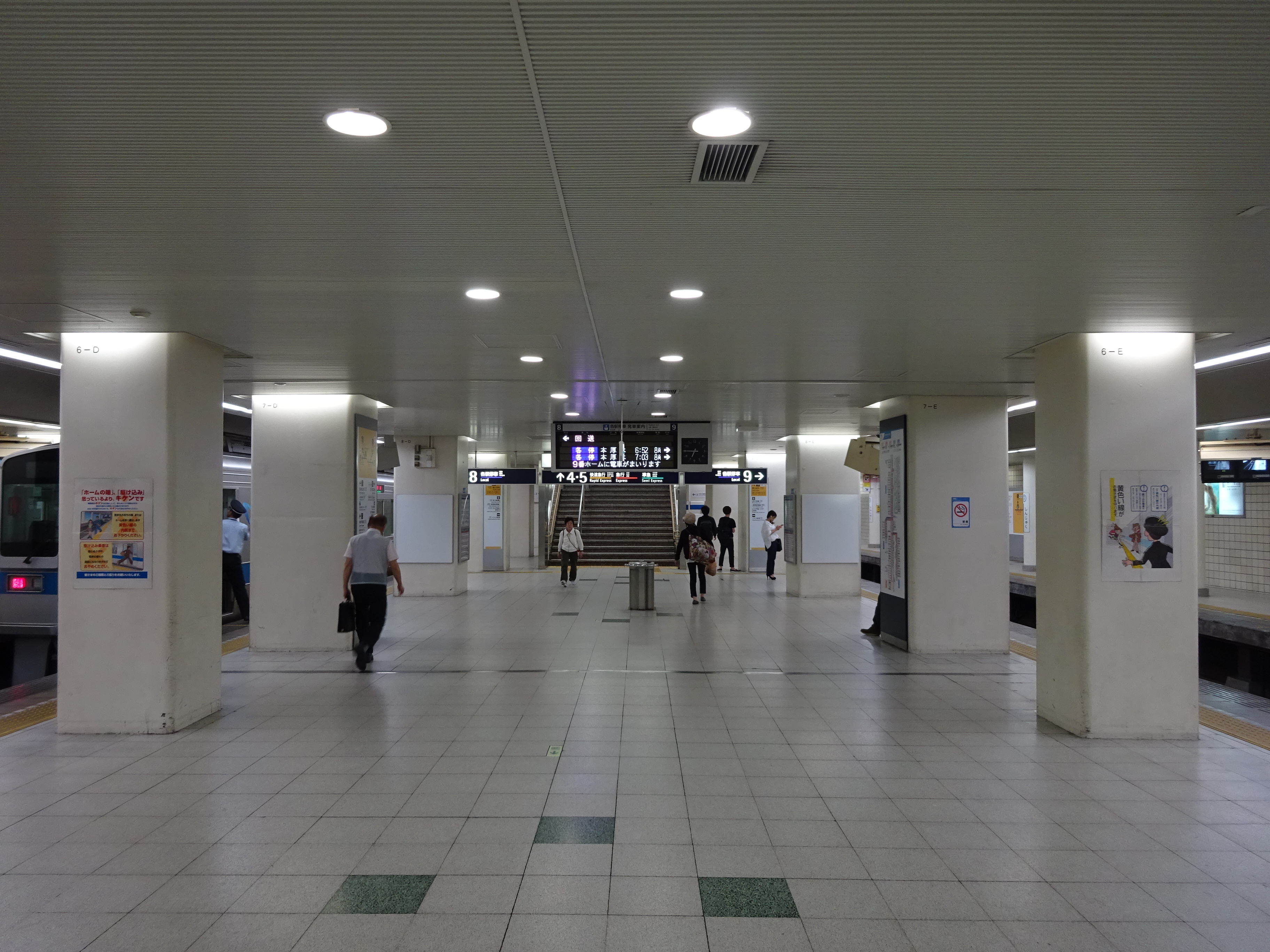
地下月台（2016年6月）
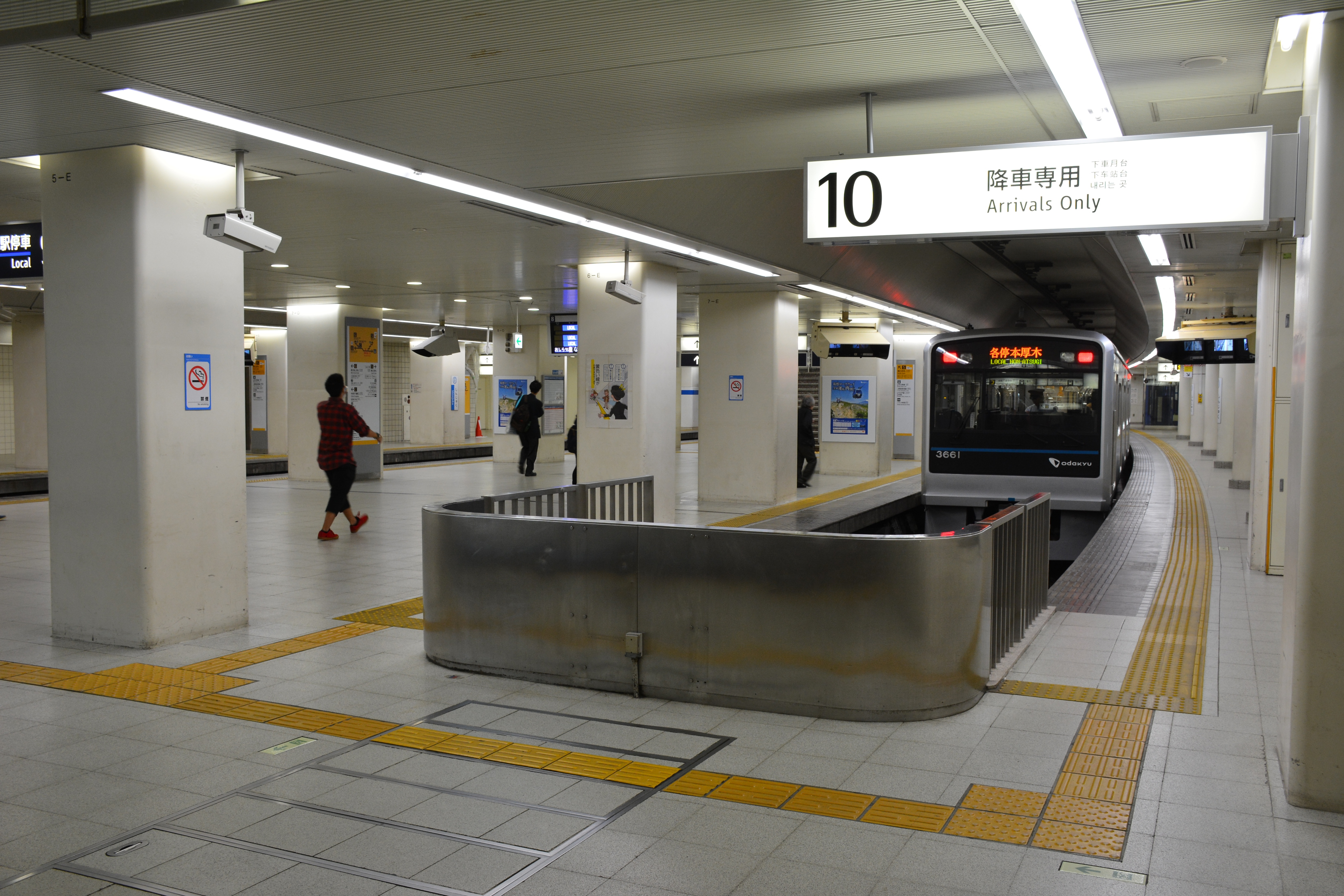
10號月台末端（2016年11月7日）
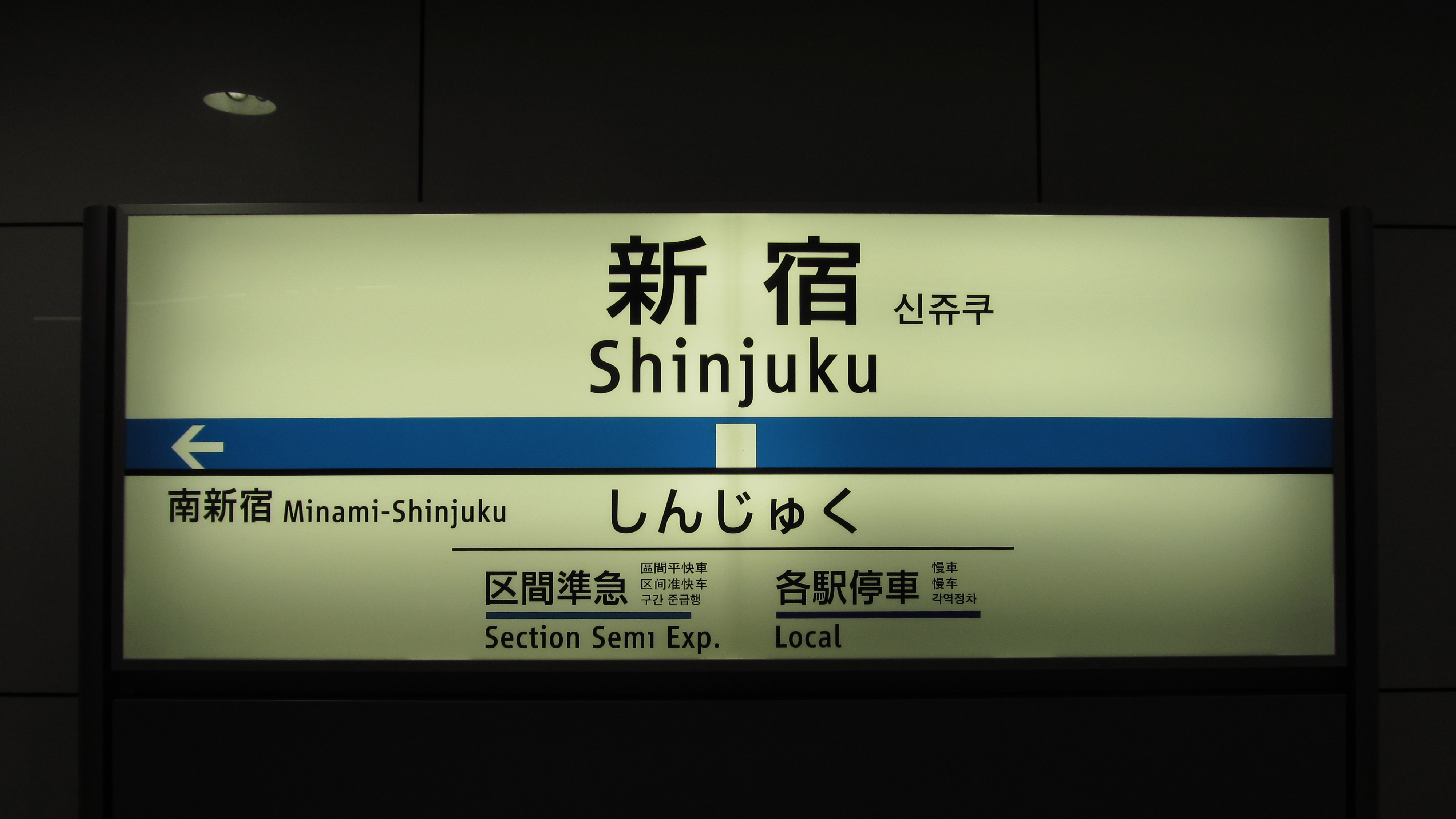
站名牌（2013年5月17日）
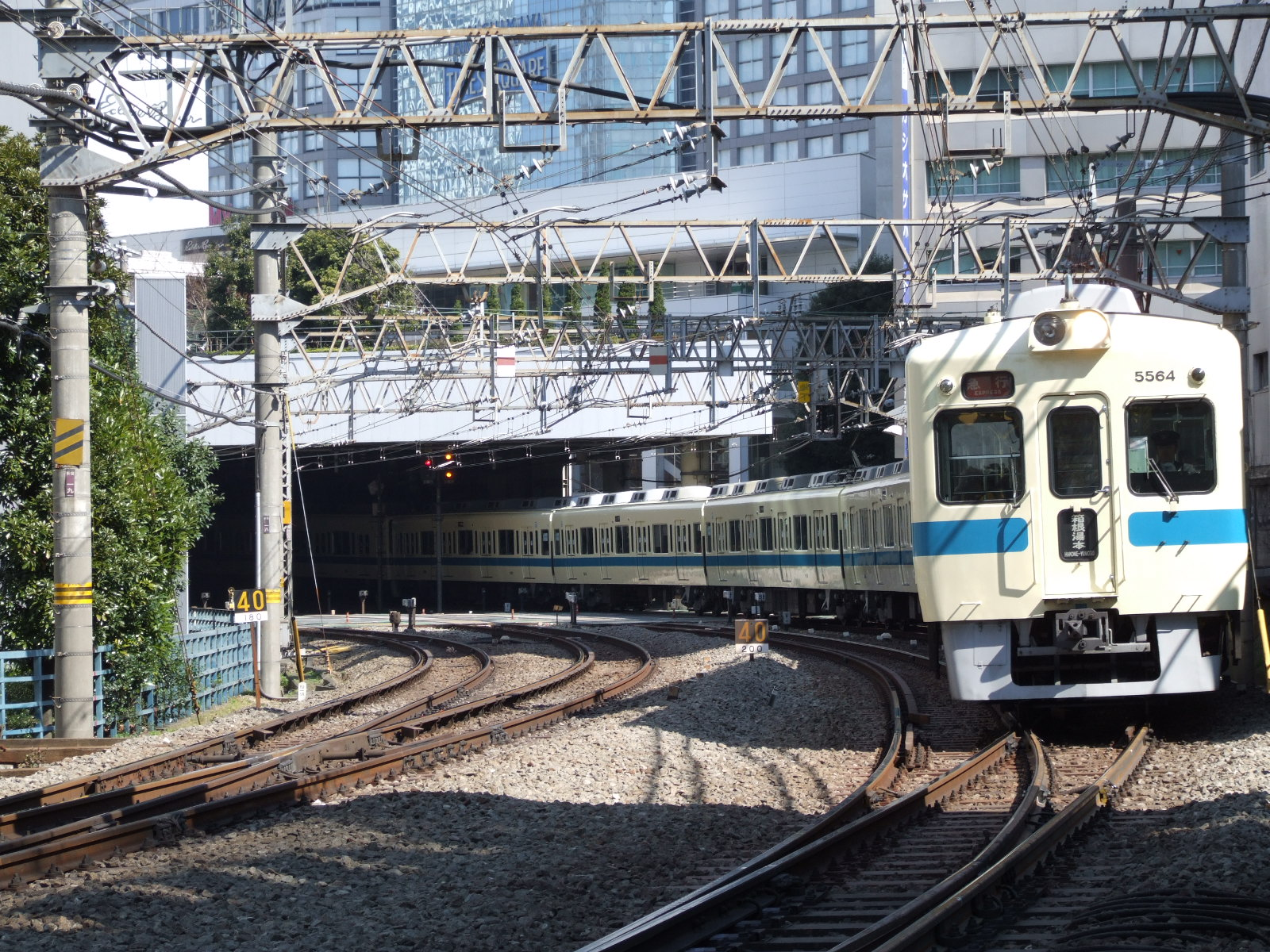
地上線與地下線的分岔點。

### 東京地下鐵
位於JR新宿站的北側附近到新宿通的地下2層，採東西向1面2線的島式月台設計。西新宿方向有拖上線，提供本站始發、終停的列車使用。
車站鄰接JR、京王、小田急車站與新宿西口站（都營地下鐵大江戶線）、西武新宿站（西武新宿線）。但不鄰接都營地下鐵新宿線、都營地下鐵大江戶線新宿站。
本站是站務管區所在站，管理新宿站務管區新宿地域、荻窪地域、四谷地域、中野坂上地域。

#### 月台配置
| 月台 | 路線     | 目的地                             |
| ---- | -------- | ---------------------------------- |
| 1    | 丸之內線 | 西新宿、中野坂上、荻窪、方南町方向 |
| 2    | 丸之內線 | 赤坂見附、銀座、大手町、池袋方向   |

（來源：東京地下鐵:構內圖 （页面存档备份，存于））

#### 備註
1號線的進站廣播可聽見「往中野富士見町、方南町方向請在中野坂上轉乘」。
都營地下鐵大江戶線新宿西口站開業後，廣播增加「新宿西口站接都營大江戶線請在本站轉乘」。
2006年（平成18年）10月，本站設置可動式月台門，並移動發車蜂鳴器至線路側。2008年（平成20年）6月啟用發車音樂。

#### 付費區
月台東西兩側皆有往地下1樓的樓梯，分別有剪票口。剪票口外是自由通道（Metro Promenade）往東可至新宿三丁目站。東側剪票口近JR東口與新宿SUBNADE，西側剪票口可前往JR、京王線、小田急線的西口、西口地下廣場與巴士總站。東側剪票口附近與西側剪票口附近在早晨深夜時段無法通行。
東側有電梯與電扶梯連結剪票口層與月台層，但電扶梯只有單向往剪票口層。
付費區外有兩處廁所。

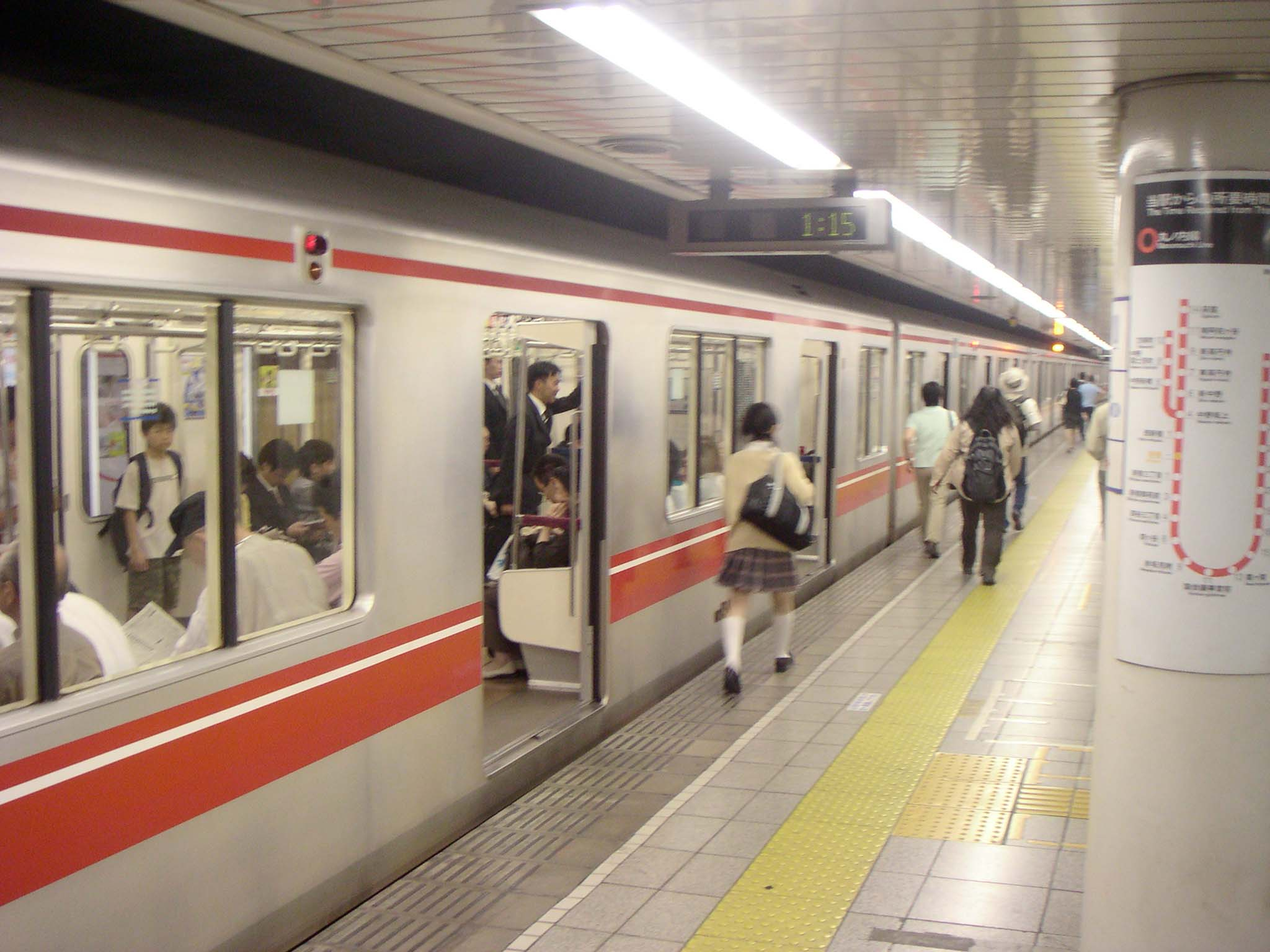
設置月台門前的月台（2005年5月）

## 利用狀況
2017年度各公司1日平均上下車人次總計約353萬人，其使用人數是世界第一。但該值包含了京王新線、都營新宿線之間的相互直通人次，與都營地下鐵線之間的轉乘人次。比起開業當初的1日平均乘車人次僅36人相比增長了約5萬倍。
2008年東京地下鐵副都心線通車後，部分旅客分流至新宿三丁目站，因此從2007年度到達顛峰後，JR東日本與東京地下鐵的使用人數就開始下滑至2011年度，現已逐漸回升。
- JR東日本 - 2019年度1日平均上車人次為775,386人[使用人數 1]。
JR東日本車站當中位居第1位，也是世界第一。
- 京王電鐵 - 2017年度1日平均上下車人次為786,052人[使用人數 2]。
京王電鐵車站當中第1位。但其數值包含京王新線新宿站使用者與都營新宿線直通人次。2008年度以前呈現上升態勢，之後下滑至2011年度，2012年度起回升，2015年度突破過去紀錄。
- 小田急電鐵 - 2017年度1日平均上下車人次為506,229人[使用人數 3]。
小田急電鐵全部70個車站當中位居第1位。1988年度達到55萬人次，之後逐漸下滑。2000年度以後維持在49萬人次左右。
- 東京地下鐵 - 2017年度1日平均上下車人次為236,657人[使用人數 4]。
東京地下鐵全部130個車站當中次於新橋站排名第6位。1972年度與1988年度達到30萬人，之後逐漸減少。2012年度開始恢復成長。
- 東京都交通局 - 以下數値包含都營地下鐵路線之間的轉乘人次[使用人數 5]。
  - 新宿線 - 2017年度1日平均上下車人次為302,124人（上車人次152,275人、下車人次149,849人）。
都營新宿線全部21個車站當中位居第1位。但是數值包含京王線直通人次。
  - 大江戶線 - 2017年度1日平均上下車人次為142,296人（上車人次69,110人、下車人次73,186人）。
都營大江戶線全部38個車站當中位居第1位。

### 各年度1日平均上下車人次
各年度1日平均上下車人次如下表。
| 年度               | 小田急電鐵         | 小田急電鐵 | 京王電鐵           | 京王電鐵     | 營團/東京地下鐵    | 營團/東京地下鐵 | 都營地下鐵         | 都營地下鐵 | 都營地下鐵         | 都營地下鐵 |
| 年度               | 小田原線           | 小田原線   | 京王線、新線       | 京王線、新線 | 丸之內線           | 丸之內線        | 新宿線             | 新宿線     | 大江戶線           | 大江戶線   |
| 年度               | 1日平均 上下車人次 | 增長率     | 1日平均 上下車人次 | 增長率       | 1日平均 上下車人次 | 增長率          | 1日平均 上下車人次 | 增長率     | 1日平均 上下車人次 | 增長率     |
| ------------------ | ------------------ | ---------- | ------------------ | ------------ | ------------------ | --------------- | ------------------ | ---------- | ------------------ | ---------- |
| 1997年（平成09年） |                    |            | 689,061            |              |                    |                 |                    |            |                    |            |
| 1998年（平成10年） |                    |            | 690,026            | 0.1%         |                    |                 |                    |            |                    |            |
| 1999年（平成11年） | 496,860            |            | 689,548            | −0.1%        | 270,972            |                 |                    |            |                    |            |
| 2000年（平成12年） | 495,438            | −0.3%      | 690,687            | 0.2%         | 266,409            | −1.7%           | 235,227            |            | 61,348             |            |
| 2001年（平成13年） | 491,863            | −0.7%      | 699,395            | 1.3%         | 255,994            | −3.9%           | 231,421            | −1.6%      | 88,336             | 44.0%      |
| 2002年（平成14年） | 486,186            | −1.2%      | 699,801            | 0.6%         | 251,209            | −1.9%           | 231,837            | 0.2%       | 93,193             | 5.5%       |
| 2003年（平成15年） | 486,474            | 0.1%       | 707,222            | 1.1%         | 246,988            | −1.7%           | 232,412            | 0.2%       | 104,989            | 12.7%      |
| 2004年（平成16年） | 486,118            | −0.1%      | 710,903            | 0.5%         | 240,808            | −2.5%           | 231,376            | −0.4%      | 107,869            | 2.7%       |
| 2005年（平成17年） | 486,765            | 0.1%       | 719,946            | 1.3%         | 238,421            | −1.0%           | 234,847            | 1.5%       | 112,716            | 4.5%       |
| 2006年（平成18年） | 490,081            | 0.7%       | 726,653            | 0.9%         | 238,494            | 0.0%            | 242,909            | 3.4%       | 117,494            | 4.2%       |
| 2007年（平成19年） | 498,918            | 1.8%       | 747,407            | 2.9%         | 240,984            | 1.0%            | 262,688            | 8.1%       | 130,800            | 11.3%      |
| 2008年（平成20年） | 491,631            | −1.5%      | 748,803            | 0.2%         | 232,044            | −3.7%           | 267,477            | 1.8%       | 130,128            | −0.5%      |
| 2009年（平成21年） | 482,818            | −1.8%      | 739,138            | −1.3%        | 219,606            | −5.4%           | 266,441            | −0.4%      | 128,637            | −1.1%      |
| 2010年（平成22年） | 476,773            | −1.3%      | 724,012            | −2.0%        | 215,468            | −1.9%           | 263,982            | −1.0%      | 127,690            | −0.7%      |
| 2011年（平成23年） | 474,552            | −0.5%      | 711,892            | −1.7%        | 212,024            | −1.6%           | 257,455            | −2.5%      | 124,413            | −2.6%      |
| 2012年（平成24年） | 483,150            | 1.8%       | 714,949            | 0.4%         | 220,154            | 3.8%            | 260,458            | 1.2%       | 129,492            | 4.1%       |
| 2013年（平成25年） | 494,184            | 2.3%       | 730,849            | 2.2%         | 227,366            | 3.3%            | 266,869            | 2.5%       | 133,075            | 2.8%       |
| 2014年（平成26年） | 488,021            | −1.2%      | 734,578            | 0.5%         | 226,734            | −0.3%           | 270,969            | 1.5%       | 133,700            | 0.5%       |
| 2015年（平成27年） | 492,234            | 0.9%       | 757,823            | 3.2%         | 231,340            | 2.0%            | 280,183            | 3.4%       | 137,096            | 2.5%       |
| 2016年（平成28年） | 499,919            | 1.6%       | 770,072            | 1.6%         | 233,555            | 1.0%            | 289,786            | 3.4%       | 139,794            | 2.0%       |
| 2017年（平成29年） | 506,229            | 1.3%       | 786,052            | 2.1%         | 236,657            | 1.3%            | 302,124            | 4.3%       | 142,296            | 1.8%       |
| 2018年（平成30年） | 521,160            | 2.9%       | 797,378            | 1.4%         | 239,794            | 1.3%            | 312,312            | 3.4%       | 145,334            | 2.1%       |
| 2019年（令和元年） | 516,876            | −0.8%      | 788,567            | −1.1%        |                    |                 |                    |            |                    |            |

### 京王電鐵各年度1日平均上下車人次
| 年度               | 京王電鐵 | 京王線 - 都營新宿線直通 |
| ------------------ | -------- | ----------------------- |
| 1948年（昭和23年） | 85,900   |                         |
| 1955年（昭和30年） | 146,525  |                         |
| 1960年（昭和35年） | 219,890  |                         |
| 1965年（昭和40年） | 328,777  |                         |
| 1970年（昭和45年） | 421,910  |                         |
| 1975年（昭和50年） | 469,264  |                         |
| 1978年（昭和53年） | 502,559  |                         |
| 1980年（昭和55年） | 524,186  | 51,627                  |
| 1985年（昭和60年） | 583,170  | 87,275                  |
| 1990年（平成02年） | 660,765  | 107,101                 |
| 1995年（平成07年） | 684,406  | 107,666                 |

### 各年度1日平均上車人次（1880年代－1930年代）
各年度1日平均上車人次如下表。
| 年度               | 日本鐵道   | 甲武鐵道   | 來源              |
| ------------------ | ---------- | ---------- | ----------------- |
| 1884年（明治17年） | [ 備註 5 ] | 未開業     |                   |
| 1885年（明治18年） | 36         | 未開業     | [ 東京府統計 1 ]  |
| 1886年（明治19年） | 36         | 未開業     | [ 東京府統計 2 ]  |
| 1888年（明治21年） | 118        | 118        | [ 東京府統計 3 ]  |
| 1889年（明治22年） |            | [ 備註 6 ] |                   |
| 1890年（明治23年） | 386        | 386        | [ 東京府統計 4 ]  |
| 1891年（明治24年） | 385        | 385        | [ 東京府統計 5 ]  |
| 1893年（明治26年） | 600        | 600        | [ 東京府統計 6 ]  |
| 1895年（明治28年） | 393        | 610        | [ 東京府統計 7 ]  |
| 1896年（明治29年） | 595        | 850        | [ 東京府統計 8 ]  |
| 1897年（明治30年） | 749        | 992        | [ 東京府統計 9 ]  |
| 1898年（明治31年） | 847        | 1,074      | [ 東京府統計 10 ] |
| 1899年（明治32年） | 766        | 1,104      | [ 東京府統計 11 ] |
| 1900年（明治33年） | 774        | 1,154      | [ 東京府統計 12 ] |
| 1901年（明治34年） | 804        | 1,180      | [ 東京府統計 13 ] |
| 1902年（明治35年） | 774        | 1,226      | [ 東京府統計 14 ] |
| 1903年（明治36年） | 763        | 1,238      | [ 東京府統計 15 ] |
| 1904年（明治37年） | 829        | 1,448      | [ 東京府統計 16 ] |
| 1905年（明治38年） | 777        | 2,038      | [ 東京府統計 17 ] |

| 年度               | 國鐵   | 小田原 急行鐵道 | 來源              |
| ------------------ | ------ | --------------- | ----------------- |
| 1907年（明治40年） | 3,474  | 未開業          | [ 東京府統計 18 ] |
| 1908年（明治41年） | 3,620  | 未開業          | [ 東京府統計 19 ] |
| 1909年（明治42年） | 3,672  | 未開業          | [ 東京府統計 20 ] |
| 1911年（明治44年） | 4,435  | 未開業          | [ 東京府統計 21 ] |
| 1912年（大正元年） | 4,882  | 未開業          | [ 東京府統計 22 ] |
| 1913年（大正02年） | 5,052  | 未開業          | [ 東京府統計 23 ] |
| 1914年（大正03年） | 5,017  | 未開業          | [ 東京府統計 24 ] |
| 1915年（大正04年） | 4,684  | 未開業          | [ 東京府統計 25 ] |
| 1916年（大正05年） | 5,612  | 未開業          | [ 東京府統計 26 ] |
| 1919年（大正08年） | 10,984 | 未開業          | [ 東京府統計 27 ] |
| 1920年（大正09年） | 14,358 | 未開業          | [ 東京府統計 28 ] |
| 1922年（大正11年） | 21,543 | 未開業          | [ 東京府統計 29 ] |
| 1923年（大正12年） | 29,507 | 未開業          | [ 東京府統計 30 ] |
| 1924年（大正13年） | 35,368 | 未開業          | [ 東京府統計 31 ] |
| 1925年（大正14年） | 40,061 | 未開業          | [ 東京府統計 32 ] |
| 1926年（昭和元年） | 46,740 | 未開業          | [ 東京府統計 33 ] |
| 1927年（昭和02年） | 57,388 | 7,563           | [ 東京府統計 34 ] |
| 1928年（昭和03年） | 67,348 | 10,701          | [ 東京府統計 35 ] |
| 1929年（昭和04年） | 72,667 | 14,184          | [ 東京府統計 36 ] |
| 1930年（昭和05年） | 71,555 | 15,200          | [ 東京府統計 37 ] |
| 1931年（昭和06年） | 72,261 | 15,785          | [ 東京府統計 38 ] |
| 1932年（昭和07年） | 71,494 | 16,484          | [ 東京府統計 39 ] |
| 1933年（昭和08年） | 62,430 | 16,211          | [ 東京府統計 40 ] |
| 1934年（昭和09年） | 65,119 | 15,142          | [ 東京府統計 41 ] |
| 1935年（昭和10年） | 66,230 | 15,801          | [ 東京府統計 42 ] |

### 各年度1日平均上車人次（1953年－2000年）
| 年度               | 國鐵 / JR東日本 | 營團    | 都營地下鐵 | 都營地下鐵 | 小田急電鐵 | 京王帝都電鐵 / 京王電鐵 | 來源、備註        |
| 年度               | 國鐵 / JR東日本 | 營團    | 新宿線     | 大江戶線   | 小田急電鐵 | 京王帝都電鐵 / 京王電鐵 | 來源、備註        |
| ------------------ | --------------- | ------- | ---------- | ---------- | ---------- | ----------------------- | ----------------- |
| 1953年（昭和28年） | 133,435         | 未開業  | 未開業     | 未開業     |            |                         | （僅國鐵）        |
| 1954年（昭和29年） | 159,193         | 未開業  | 未開業     | 未開業     |            |                         | （僅國鐵）        |
| 1955年（昭和30年） | 153,313         | 未開業  | 未開業     | 未開業     |            |                         | （僅國鐵）        |
| 1956年（昭和31年） | 236,315         | 未開業  | 未開業     | 未開業     | 74,728     | 81,807                  | [ 東京都統計 4 ]  |
| 1957年（昭和32年） | 248,955         | 未開業  | 未開業     | 未開業     | 80,827     | 86,945                  | [ 東京都統計 5 ]  |
| 1958年（昭和33年） | 264,151         | 36,761  | 未開業     | 未開業     | 88,503     | 36,364                  | [ 東京都統計 6 ]  |
| 1959年（昭和34年） | 276,755         | 55,633  | 未開業     | 未開業     | 98,444     | 99,944                  | [ 東京都統計 7 ]  |
| 1960年（昭和35年） | 296,817         | 57,741  | 未開業     | 未開業     | 107,958    | 110,536                 | [ 東京都統計 8 ]  |
| 1961年（昭和36年） | 299,467         | 85,416  | 未開業     | 未開業     | 120,584    | 122,503                 | [ 東京都統計 9 ]  |
| 1962年（昭和37年） | 317,123         | 117,513 | 未開業     | 未開業     | 133,555    | 132,051                 | [ 東京都統計 10 ] |
| 1963年（昭和38年） | 332,268         | 90,760  | 未開業     | 未開業     | 147,660    | 139,273                 | [ 東京都統計 11 ] |
| 1964年（昭和39年） | 365,196         | 98,560  | 未開業     | 未開業     | 163,944    | 151,058                 | [ 東京都統計 12 ] |
| 1965年（昭和40年） | 389,700         | 109,093 | 未開業     | 未開業     | 175,854    | 166,165                 | [ 東京都統計 13 ] |
| 1966年（昭和41年） | 418,182         | 112,762 | 未開業     | 未開業     | 186,226    | 175,565                 | [ 東京都統計 14 ] |
| 1967年（昭和42年） | 437,139         | 121,926 | 未開業     | 未開業     | 198,813    | 189,575                 | [ 東京都統計 15 ] |
| 1968年（昭和43年） | 475,599         | 134,846 | 未開業     | 未開業     | 210,100    | 198,100                 | [ 東京都統計 16 ] |
| 1969年（昭和44年） | 468,433         | 148,219 | 未開業     | 未開業     | 222,566    | 208,686                 | [ 東京都統計 17 ] |
| 1970年（昭和45年） | 472,841         | 157,466 | 未開業     | 未開業     | 232,915    | 214,115                 | [ 東京都統計 18 ] |
| 1971年（昭和46年） | 614,421         | 162,372 | 未開業     | 未開業     | 241,525    | 220,242                 | [ 東京都統計 19 ] |
| 1972年（昭和47年） | 633,164         | 166,060 | 未開業     | 未開業     | 246,230    | 230,644                 | [ 東京都統計 20 ] |
| 1973年（昭和48年） | 642,647         | 161,512 | 未開業     | 未開業     | 242,011    | 231,951                 | [ 東京都統計 21 ] |
| 1974年（昭和49年） | 670,438         | 159,112 | 未開業     | 未開業     | 250,386    | 232,203                 | [ 東京都統計 22 ] |
| 1975年（昭和50年） | 652,642         | 161,391 | 未開業     | 未開業     | 247,508    | 234,686                 | [ 東京都統計 23 ] |
| 1976年（昭和51年） | 669,258         | 160,416 | 未開業     | 未開業     | 246,110    | 236,364                 | [ 東京都統計 24 ] |
| 1977年（昭和52年） | 662,926         | 164,162 | 未開業     | 未開業     | 249,058    | 243,729                 | [ 東京都統計 25 ] |
| 1978年（昭和53年） | 664,005         | 151,721 | 未開業     | 未開業     | 235,293    | 248,795                 | [ 東京都統計 26 ] |
| 1979年（昭和54年） | 657,678         | 152,721 | 21,000     | 未開業     | 231,907    | 256,189                 | [ 東京都統計 27 ] |
| 1980年（昭和55年） | 625,707         | 145,627 | 59,392     | 未開業     | 234,123    | 257,112                 | [ 東京都統計 28 ] |
| 1981年（昭和56年） | 620,447         | 147,981 | 72,079     | 未開業     | 235,975    | 262,395                 | [ 東京都統計 29 ] |
| 1982年（昭和57年） | 614,562         | 147,537 | 78,137     | 未開業     | 239,148    | 265,164                 | [ 東京都統計 30 ] |
| 1983年（昭和58年） | 628,276         | 149,847 | 82,355     | 未開業     | 242,139    | 265,653                 | [ 東京都統計 31 ] |
| 1984年（昭和59年） | 648,660         | 151,940 | 88,408     | 未開業     | 244,123    | 273,038                 | [ 東京都統計 32 ] |
| 1985年（昭和60年） | 663,855         | 152,096 | 89,838     | 未開業     | 249,660    | 284,690                 | [ 東京都統計 33 ] |
| 1986年（昭和61年） | 698,318         | 157,173 | 95,616     | 未開業     | 259,156    | 296,359                 | [ 東京都統計 34 ] |
| 1987年（昭和62年） | 706,910         | 157,940 | 101,158    | 未開業     | 266,956    | 304,885                 | [ 東京都統計 35 ] |
| 1988年（昭和63年） | 665,030         | 159,890 | 104,658    | 未開業     | 274,192    | 314,485                 | [ 東京都統計 36 ] |
| 1989年（平成元年） | 681,205         | 158,405 | 113,241    | 未開業     | 270,805    | 315,038                 | [ 東京都統計 37 ] |
| 1990年（平成02年） | 709,490         | 158,332 | 117,910    | 未開業     | 272,110    | 325,795                 | [ 東京都統計 38 ] |
| 1991年（平成03年） | 741,421         | 156,801 | 123,828    | 未開業     | 277,257    | 335,180                 | [ 東京都統計 39 ] |
| 1992年（平成04年） | 735,192         | 153,101 | 58,208     | 未開業     | 273,762    | 336,800                 | [ 東京都統計 40 ] |
| 1993年（平成05年） | 741,342         | 148,608 | 126,540    | 未開業     | 270,726    | 337,868                 | [ 東京都統計 41 ] |
| 1994年（平成06年） | 740,063         | 144,507 | 126,068    | 未開業     | 267,526    | 337,438                 | [ 東京都統計 42 ] |
| 1995年（平成07年） | 743,710         | 141,552 | 121,970    | 未開業     | 262,689    | 336,511                 | [ 東京都統計 43 ] |
| 1996年（平成08年） | 767,800         | 141,263 | 122,715    | 未開業     | 264,627    | 340,553                 | [ 東京都統計 44 ] |
| 1997年（平成09年） | 765,518         | 140,819 | 119,901    | 15,942     | 260,058    | 339,471                 | [ 東京都統計 45 ] |
| 1998年（平成10年） | 756,551         | 137,786 | 115,063    | 19,364     | 257,866    | 344,490                 | [ 東京都統計 46 ] |
| 1999年（平成11年） | 756,772         | 134,030 | 112,486    | 20,740     | 254,842    | 338,904                 | [ 東京都統計 47 ] |
| 2000年（平成12年） | 753,791         | 131,953 | 113,178    | 23,345     | 254,638    | 340,216                 | [ 東京都統計 48 ] |

参考資料、書籍
- 1日平均上車人次 418,182人（1966年度）。出典元：1966年度（昭和41年度）東京都統計年鑑PDF。掲載場所:6ページ目。資料元：日本国有鉄道関東支社審査統計。年間の乗車人員数 152,636,325を365で割った数値。
- 1日平均上車人次 410,069人（1966年度）。出典元：原武史（2009）探究この世界 2009年 6-7月（NHK知る楽/月）。出版元：日本放送出版協会。掲載場所:122ページ目。

### 各年度1日平均上車人次（2001年以後）
2006年度以後，都營地下鐵數值包含新宿線、大江戶線間的轉乘人次。
| 年度               | JR東日本 | JR東日本 | JR東日本 | 營團 / 東京地下鐵 | 都營地下鐵 | 都營地下鐵 | 小田急電鐵 | 京王電鐵 | 來源              |
| 年度               | 定期外   | 定期     | 合計     | 營團 / 東京地下鐵 | 新宿線     | 大江戶線   | 小田急電鐵 | 京王電鐵 | 來源              |
| ------------------ | -------- | -------- | -------- | ----------------- | ---------- | ---------- | ---------- | -------- | ----------------- |
| 2001年（平成13年） |          |          | 745,153  | 127,529           | 109,737    | 36,293     | 252,781    | 344,718  | [ 東京都統計 49 ] |
| 2002年（平成14年） |          |          | 748,515  | 124,145           | 110,375    | 38,822     | 249,036    | 345,173  | [ 東京都統計 50 ] |
| 2003年（平成15年） |          |          | 746,293  | 121,773           | 110,577    | 43,809     | 248,082    | 347,833  | [ 東京都統計 51 ] |
| 2004年（平成16年） |          |          | 742,183  | 119,904           | 110,296    | 45,227     | 246,134    | 350,340  | [ 東京都統計 52 ] |
| 2005年（平成17年） |          |          | 747,930  | 118,458           | 111,896    | 47,285     | 246,126    | 355,000  | [ 東京都統計 53 ] |
| 2006年（平成18年） |          |          | 757,013  | 118,400           | 124,940    | 58,830     | 247,605    | 358,274  | [ 東京都統計 54 ] |
| 2007年（平成19年） |          |          | 785,801  | 119,287           | 133,508    | 64,034     | 252,787    | 367,885  | [ 東京都統計 55 ] |
| 2008年（平成20年） | 358,392  | 407,627  | 766,020  | 114,143           | 135,366    | 63,682     | 249,189    | 369,778  | [ 東京都統計 56 ] |
| 2009年（平成21年） | 350,176  | 398,345  | 748,522  | 108,103           | 134,356    | 62,633     | 244,693    | 365,084  | [ 東京都統計 57 ] |
| 2010年（平成22年） | 341,067  | 395,648  | 736,715  | 106,213           | 133,104    | 62,083     | 241,651    | 357,975  | [ 東京都統計 58 ] |
| 2011年（平成23年） | 341,238  | 392,915  | 734,154  | 104,310           | 129,676    | 60,580     | 240,638    | 351,306  | [ 東京都統計 59 ] |
| 2012年（平成24年） | 346,974  | 395,859  | 742,833  | 108,467           | 130,976    | 62,933     | 245,066    | 353,608  | [ 東京都統計 60 ] |
| 2013年（平成25年） | 349,980  | 401,038  | 751,018  | 112,061           | 134,185    | 64,701     | 250,718    | 361,243  | [ 東京都統計 61 ] |
| 2014年（平成26年） | 351,211  | 396,945  | 748,157  | 111,916           | 136,228    | 65,182     | 248,102    | 363,386  | [ 東京都統計 62 ] |
| 2015年（平成27年） | 355,987  | 404,056  | 760,043  | 114,254           | 140,967    | 66,765     | 250,262    | 374,183  | [ 東京都統計 63 ] |
| 2016年（平成28年） | 360,977  | 408,329  | 769,307  | 115,134           | 146,002    | 68,002     | 254,255    | 380,825  | [ 東京都統計 64 ] |
| 2017年（平成29年） | 365,982  | 412,635  | 778,618  | 116,496           | 152,275    | 69,110     | 257,433    | 388,841  | [ 東京都統計 65 ] |
| 2018年（平成30年） | 372,401  | 416,965  | 789,366  | 118,282           | 157,187    | 70,232     | 264,299    | 394,526  | [ 東京都統計 66 ] |
| 2019年（令和元年） | 355,778  | 419,608  | 775,386  |                   |            |            |            |          |                   |

### 備註
1. ↑  1978年（昭和53年）度以後的數值包含京王線與京王新線。
2. ↑  京王線、都營新宿線相互直通運轉是從1979年（昭和54年）度開始，但由於1980年（昭和55年）3月16日開始計算，沒有1979年（昭和54年）度數值。
3. ↑  京王帝都電鐵成立年度
4. ↑  京王新線通車年度
5. ↑  1885年3月1日開業。
6. ↑  1889年4月11日開業。
7. ↑  1927年4月1日開業。
8. ↑  大江戶線於1997年（平成9年）12月19日通車，2000年（平成12年）4月20日新宿 - 國立競技場間通車，同年12月12日全線通車。
9. ↑  1959年3月15日開業。開業日至同年3月31日共17日的統計數據。
10. ↑  「原武史（2009）探究この世界 2009年 6-7月（NHK知る楽/月）」記載的1966年度1日平均上車人次為410,069人，但這裡以東京都統計年鑑資料為主。
11. ↑  1980年3月16日開業。開業日至同年3月31日共16日的統計數據。
12. ↑  1997年12月19日開業。開業日至1998年3月31日共103日的統計數據。

## 車站周邊
周邊是辦公商區與購物街，非常繁華。因鐵路可連結東京都多摩地域、神奈川縣西北部、埼玉縣南部等臥城，使用者整天絡繹不絕。
甲州街道（國道20號）天橋替換工程結束後建設了交通總站「Busta新宿」與JR新宿未來塔。另外，東口的LUMINE EAST新宿大樓也有改建為200公尺級摩天大樓的計畫。

### 西側

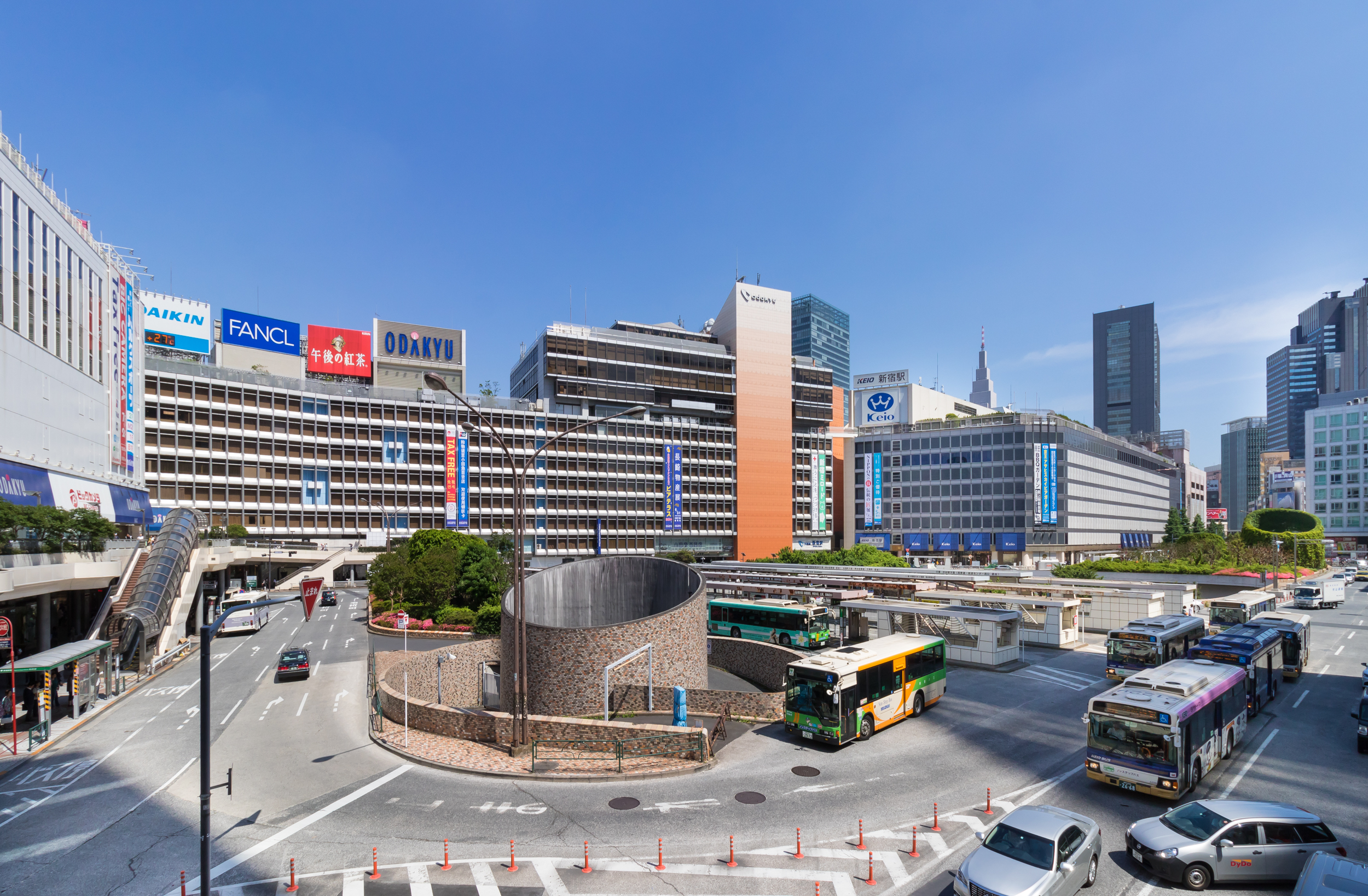
新宿站西口圓環（2018年10月10日）

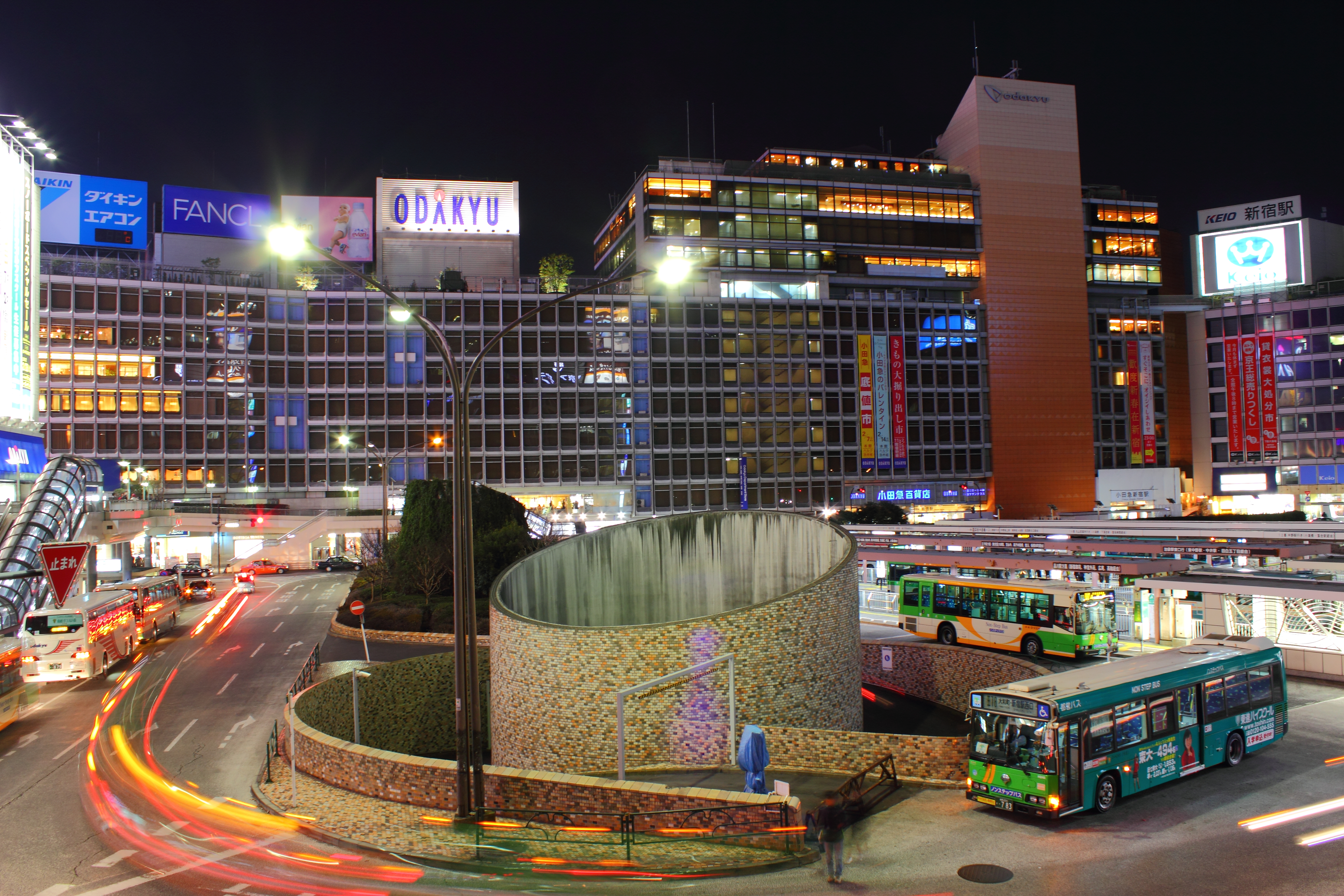
新宿站西口前（2012年2月）

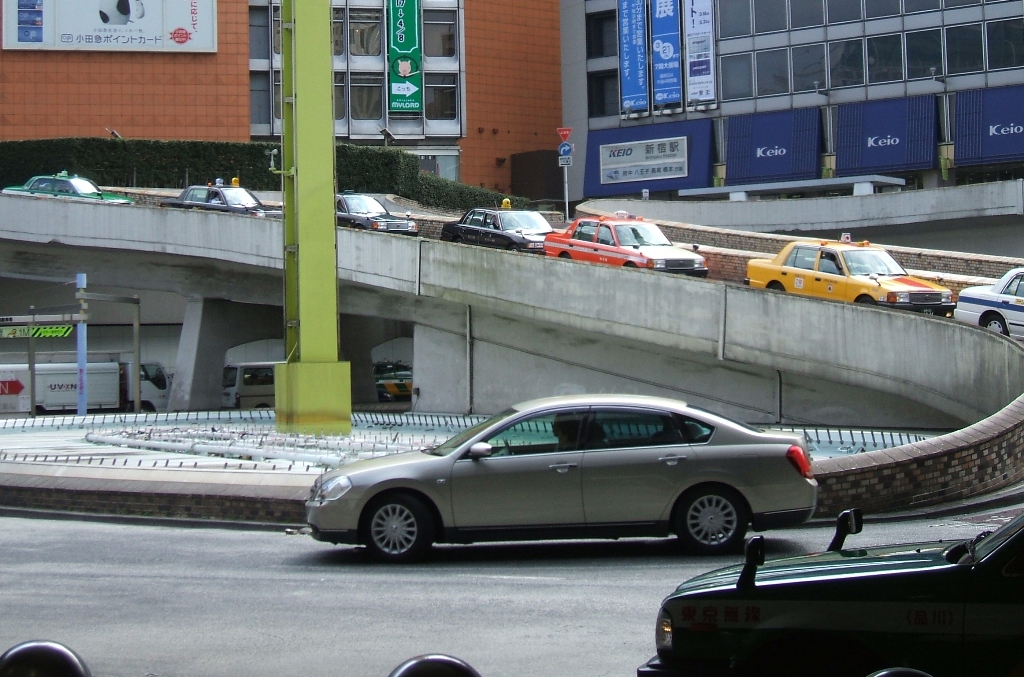
新宿站西口小型計程車乘車處

西口（JR、京王、小田急）、中央西口（JR）、京王百貨店口（京王）、廣場口（京王）、A10 - A18、B14 - B18（東京地下鐵）
俗稱「西口」。丸之內線車站的地上出入口雖然無法前往JR、京王、小田急各線車站西口或中央西口的剪票口外大廳，實際上這些站亦有地面出入口。另外，靠近西口站前巴士總站的地方常有政黨、政治團體等在此進行街頭演說。西口道路屬都道四谷角筈線。
- 新宿站西口地下廣場（日语：新宿駅西口地下広場）
  - 新宿西口捐血室
- 京王百貨店（日语：京王百貨店）新宿店 - 與京王線車站一體化
- 小田急百貨店（日语：小田急百貨店）新宿店 - 與小田急及JR東日本西口一體化
- 小田急HALC（小田急ハルク）
  - 必酷新宿西口店
- 新宿摩天大樓群、新宿新都心
  - 東京都廳舍
  - Mode學園蟲繭大廈
  - 工學院大學
- 新宿SUBARU大廈（日语：新宿スバルビル）
  - 過去是富士重工業[44]本社。2010年所有權移交給小田急電鐵，2014年8月18日富士重工業[44]本社移往澀谷區惠比壽的惠比壽SUBARU大廈[45]。
- 友都八喜新宿西口本店
- 新宿郵便局（日语：新宿郵便局）
  - 郵貯銀行新宿店
  - 簡保生命新宿支店
- 優衣庫新宿西口店 （新宿PaLLeTe內）
- 新宿西口站（都營地下鐵大江戶線）
- 青梅街道（東京都道·埼玉縣道4號東京所澤線、東京都道5號新宿青梅線）

### 東側

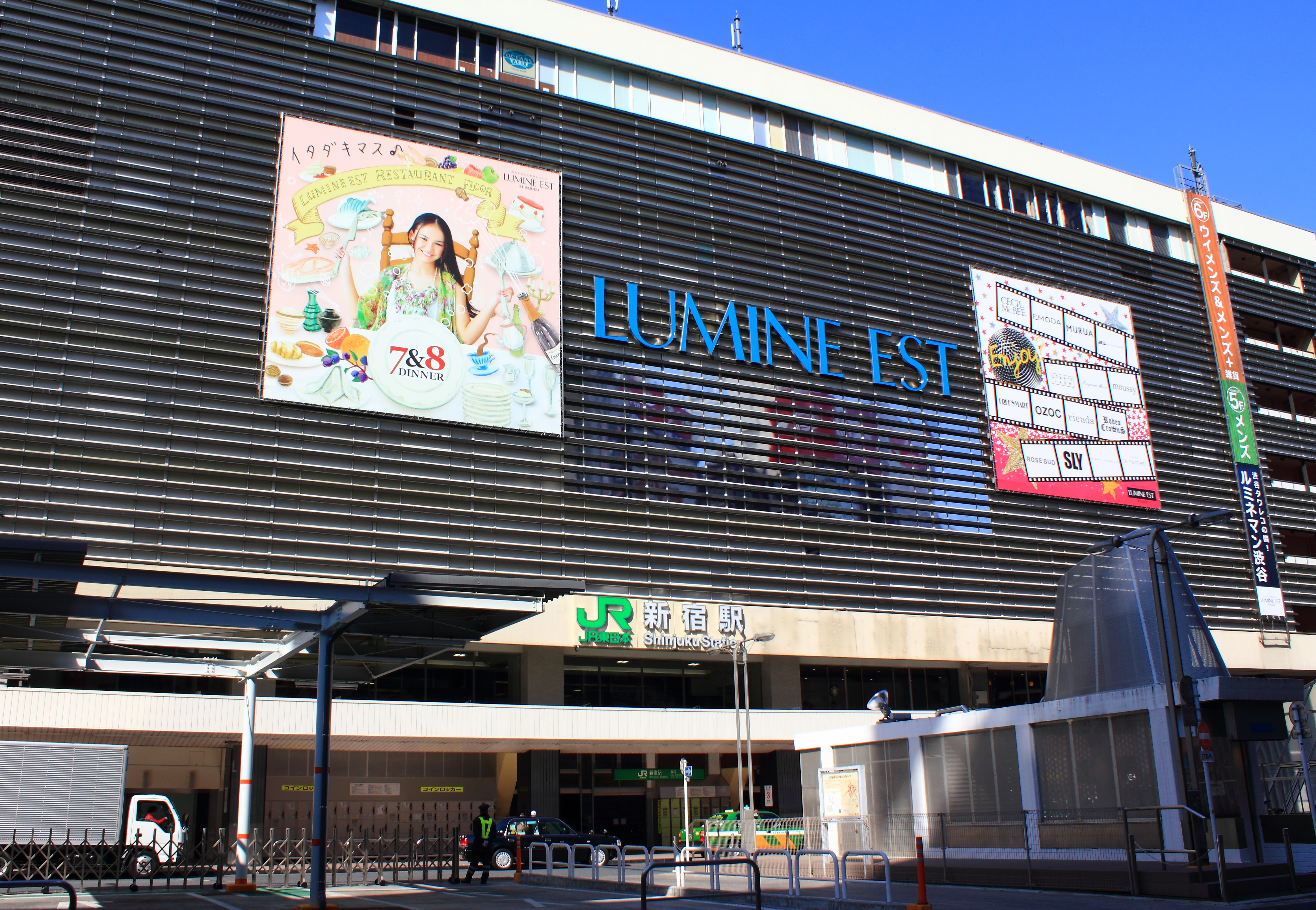
東口（2012年3月14日）

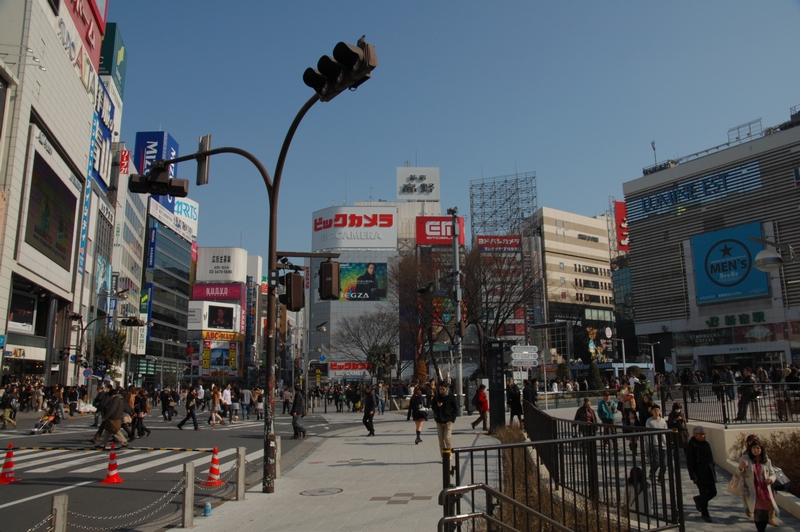
新宿站東口前（2011年2月）

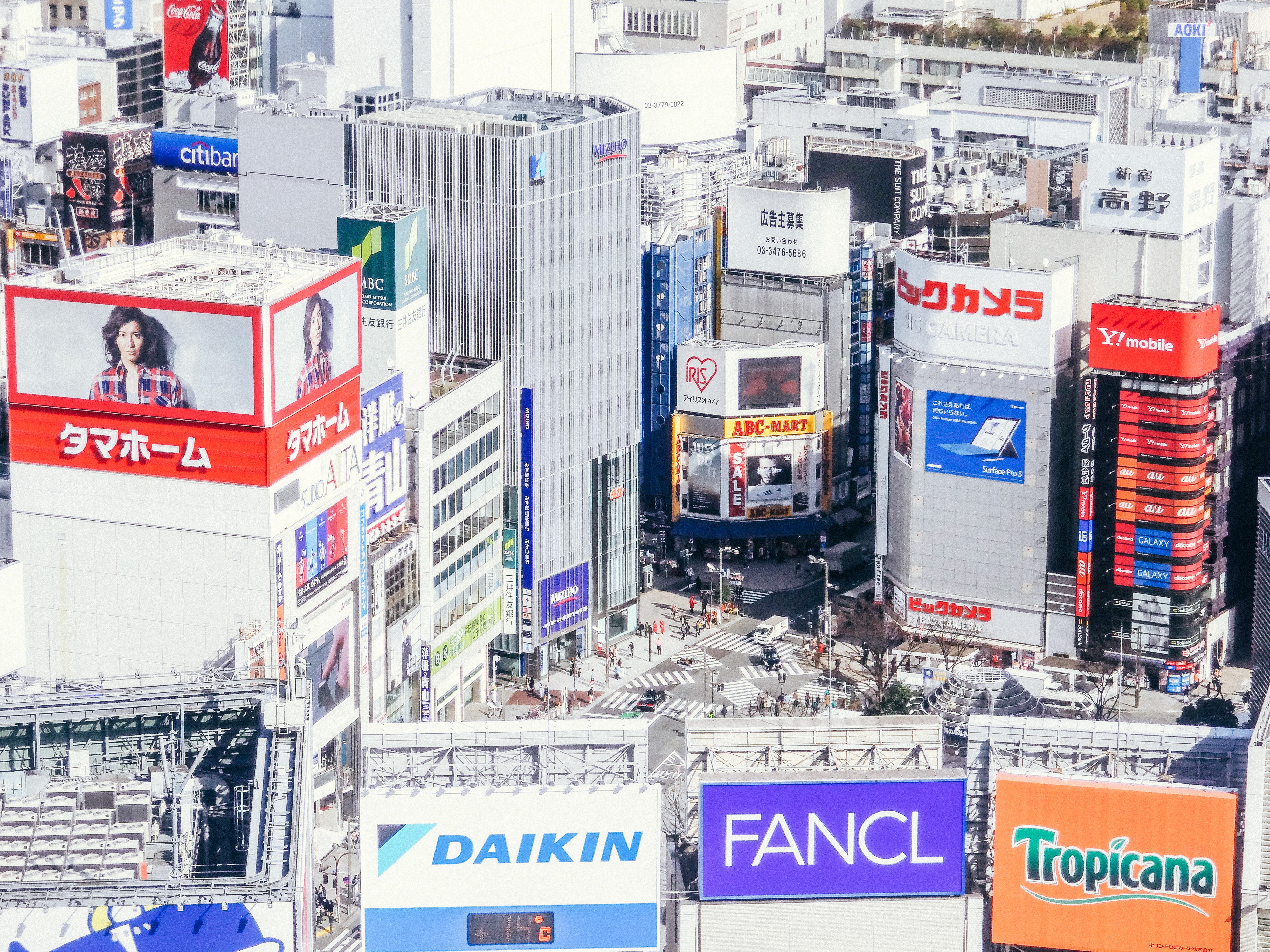
俯瞰新宿站東口一帶（2015年3月5日攝）

東口 (JR) 、中央東口（JR、京王、小田急）、A8 - A9、B12 - B13（東京地下鐵）
俗稱「東口」。經由地下街新宿SUBNADE（新宿サブナード）可前往西武新宿站。東口總站屬於東京都道430號。
新宿三丁目方向
- 新宿車站廣場（新宿ステーションスクエア）[46]
- 新宿ALTA
- 必酷新宿東口新店／新宿東口站前店
- 友都八喜多媒體新宿東口
- 新宿高野本店
- 紀伊國屋書店 新宿本店
- 伊勢丹新宿本店
- 丸井新宿本館
  - 新宿丸井別館、新宿WALD9（日语：新宿三丁目イーストビル）
  - 新宿丸井ONE
- LUMINE EAST新宿（日语：ルミネエスト新宿） - 東口直通
- Metro Promenade（新宿三丁目站方向）
- 山田電機LABI 新宿東口館
- 新宿SUBNADE（地下街）
- 東京都道430號新宿停車場前線（新宿通）
- 新宿二丁目
- 瑞穗銀行新宿支店
- 武藏野通（ムサシノ通）

歌舞伎町方向
- 新宿區役所
- 花園神社
- 新宿黃金街
- 西武新宿站（西武新宿線）
  - 新宿王子大飯店（日语：プリンスホテル）
  - 西武新宿PePe（日语：ペペ (商業施設)）
- 靖國通（都道302號）
- 東新宿站（都營地下鐵大江戶線、東京地下鐵副都心線）
- 角筈天橋（日语：角筈ガード）

#### 東側車站大樓
新宿站東口的車站大樓工程於1962年（昭和37年）動工，1964年（昭和39年）5月20日開幕。開幕當時的大樓名為「新宿民眾車站大樓」，之後改為「新宿車站大樓」、「MyCity（マイ・シティ）」。現在則稱作「LUMINE EST (ルミネ・エスト新宿)」。

### 南側
南口（JR、小田急）、LUMINE口（京王）、A1（都營地下鐵大江戶線）

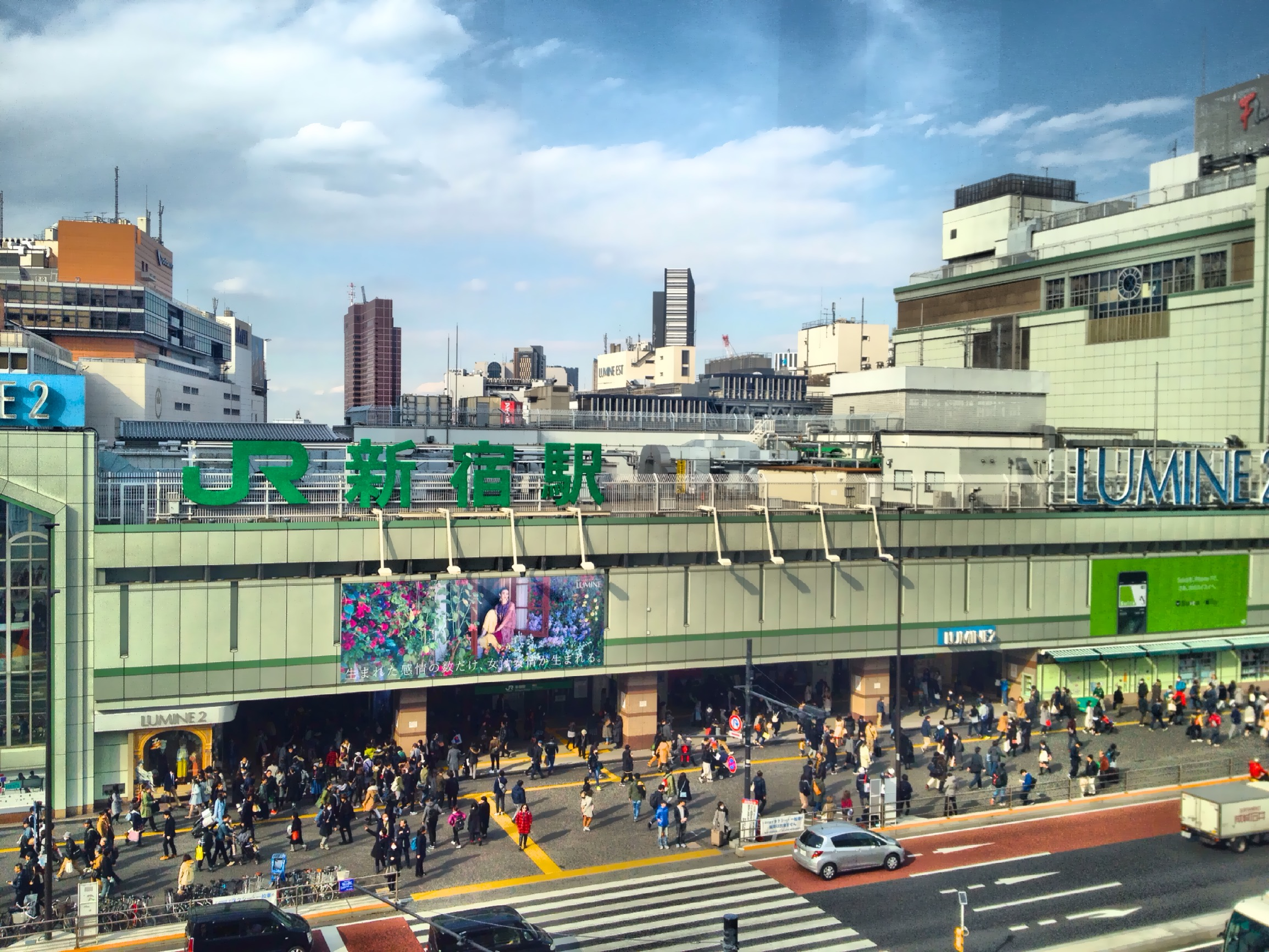
南口（2017年2月26日）

甲州街道新宿陸橋上的小田急與JR東日本出口分別位在東西兩側。京王LUMINE口經由LUMINE內的樓梯可至JR、小田急南口。該樓梯中途有往京王百貨店口的通道，在LUMINE口關閉時可作為京王線與南口的連絡通道。都營地下鐵大江戶線出口位於西南側的MAYNDS TOWER前。
- LUMINE、LUMINE2 - JR東日本等南口直通
  - LUMINE the 吉本（日语：ルミネtheよしもと）
- 小田急MYLORD（日语：ミロード） - 小田急南口直通
  - 馬賽克通（モザイク通り）
- 新宿燦路都廣場大飯店（日语：サンルートホテルチェーン）
- 甲州街道（國道20號）
- 山田電機LABI新宿西口館

東南口 (JR) 、JR LUMINE口（南口跨線橋）

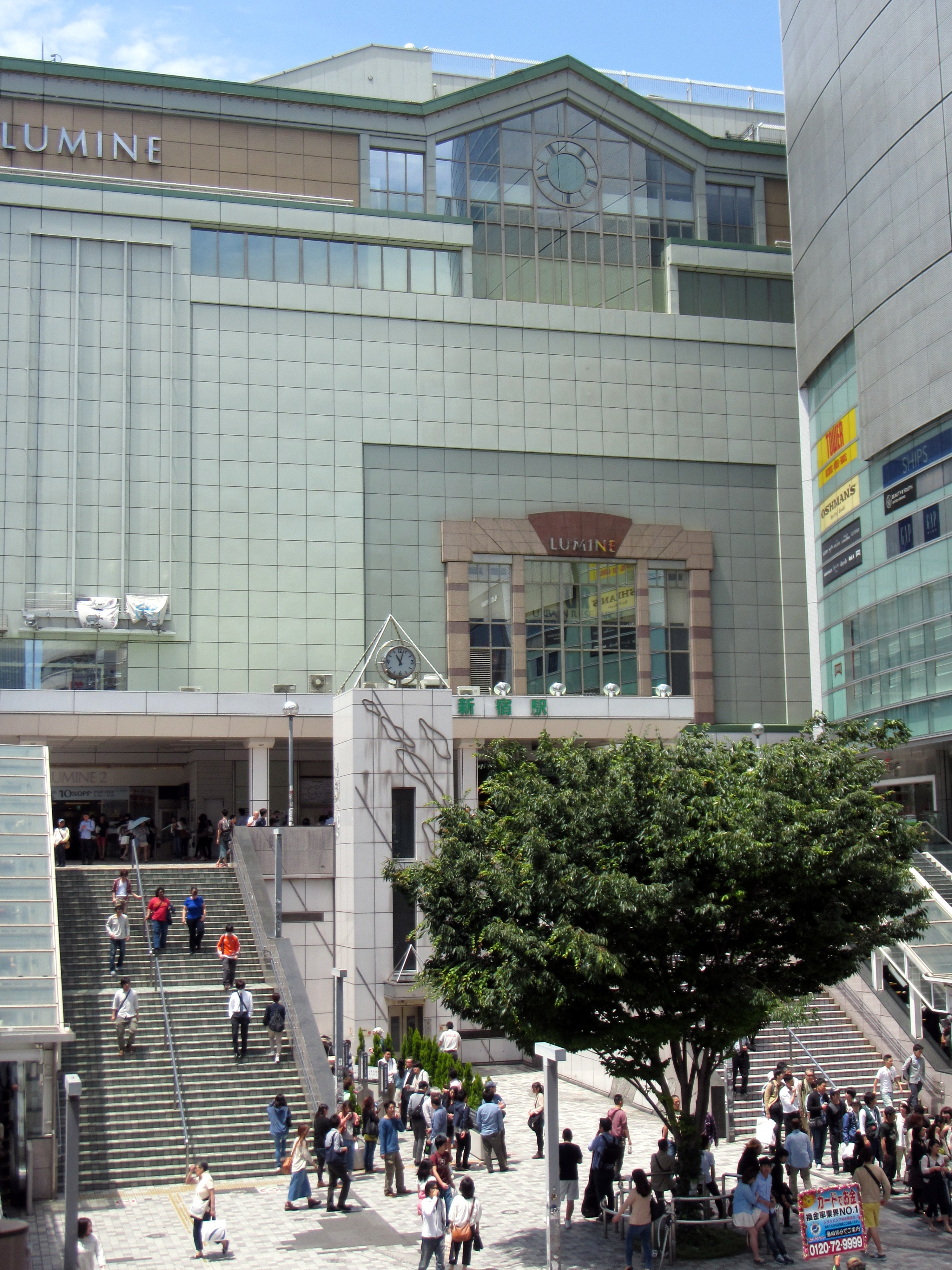
東南口（2013年5月19日）

- Flags（TOWER RECORDS等）
- LUMINE
- 大塚家具（日语：大塚家具）新宿展示場

甲州街道剪票口

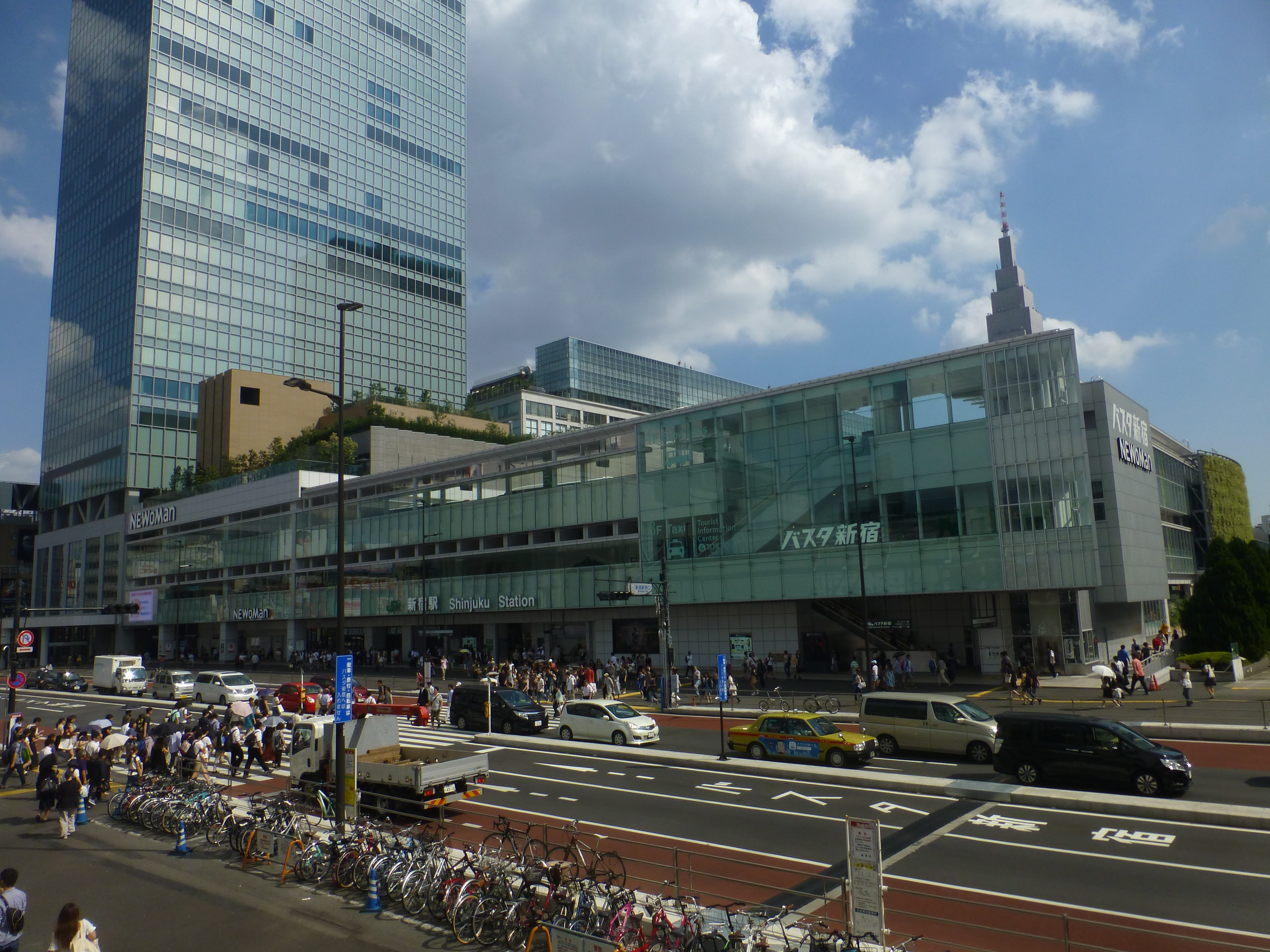
甲州街道剪票口（2016年9月10日）

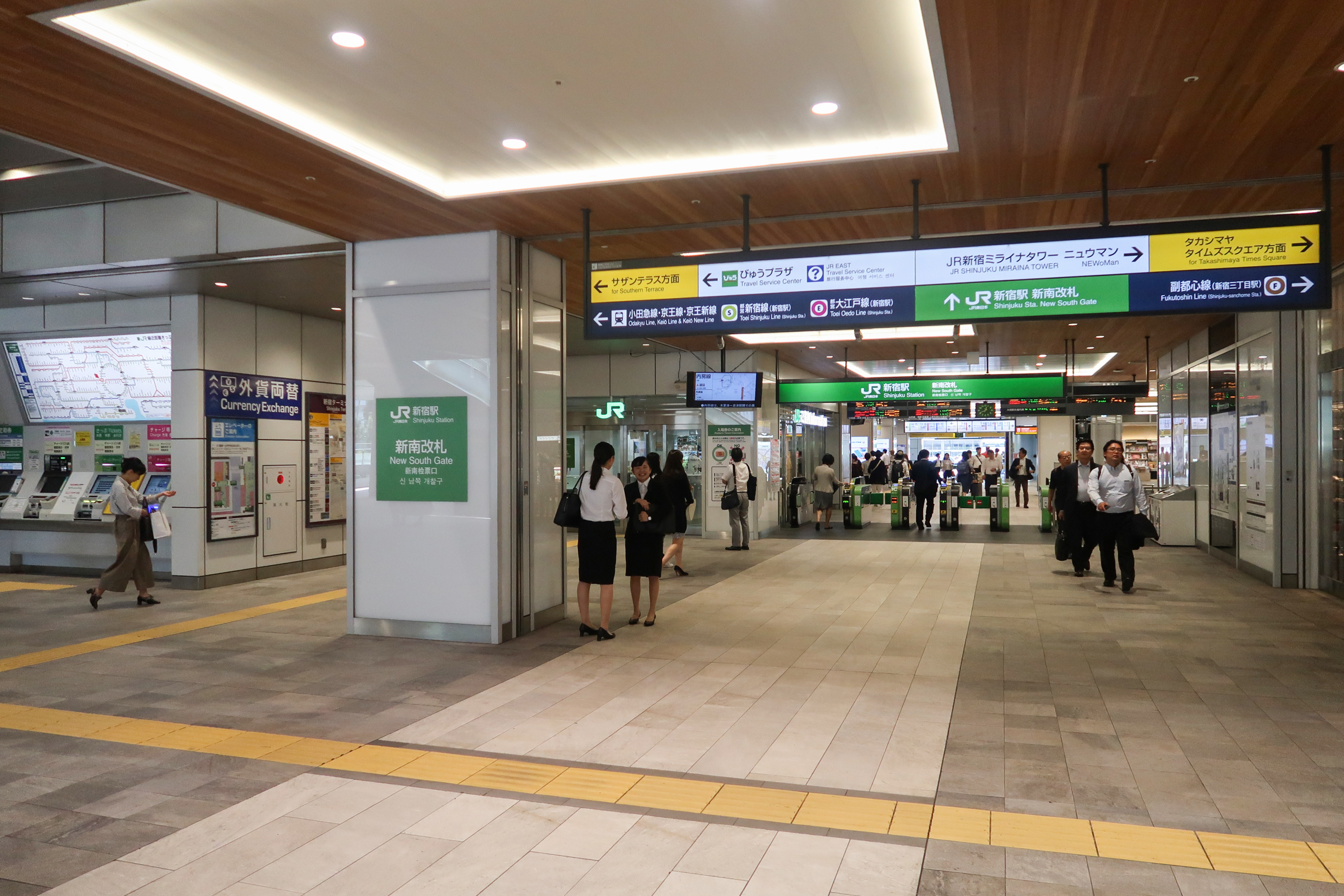
新南口（2018年6月4日）

JR東日本專用的剪票口與出口，位於甲州街道新宿陸橋南側。都營地下鐵大江戶線A1出口在西南側MAYNDS TOWER前。新宿Southern Terrace是新宿陸橋往南約200公尺附近、橫跨JR線的商店街。
- Busta新宿（計程車乘車處、高速巴士總站）
- 新宿Southern Terrace（日语：新宿サザンテラス）
  - 東日本旅客鐵道本社
  - 小田急電鐵本社
- JR東京綜合醫院（日语：JR東京総合病院）
- 全勞濟（日语：全国労働者共済生活協同組合連合会）會館、SPACE ZERO（日语：スペース・ゼロ）
- 代代木講座（日语：代々木ゼミナール）本部校（代代木講座塔）
- 新宿MAYNDS TOWER（日语：新宿マインズタワー）
- 新宿燦路都廣場大飯店
- 甲州街道（國道20號）

新南剪票口、MIRAINA TOWER剪票口
JR東日本專用的剪票口與出口，位於甲州街道新宿陸橋南側、JR線東側。
- Busta新宿（計程車乘車處、高速巴士總站）
- 高島屋時代廣場
  - 高島屋新宿店
  - 東急手創館新宿店
  - 湯澤屋（日语：ユザワヤ）新宿店
  - 優衣庫新宿高島屋店
  - 紀伊國屋書店新宿南店
- WINS新宿（日语：ウインズ新宿）
- 新宿站南口郵便局
- 代代木站
- 辦公大樓群
- 東京都立新宿高等學校（日语：東京都立新宿高等学校）
- SOUTHGATE新宿（サウスゲート新宿）
  - 日本貨物鐵道本社
  - H.I.S Travel Wonderland新宿本社營業所 - 日本最大級的旅行社店鋪。

### 東京地下鐵丸之內線出入口
地下鐵丸之內線車站的地上出入口位於JR線北側，分為東側（新宿通）與西側（西口廣場）。東西各出口間由地下通路「Metro Promenade」（メトロプロムナード）連結。各出入口可連結ＪＲ、京王、小田急各線西口與中央東口剪票口、ＪＲ中央西口（出口）、東口剪票口，也可作為ＪＲ、京王、小田急各線車站的地上出入口。
新宿三丁目站與地下道（Metro Promenade）連結，因此出口編號是連續編號。紀伊國屋書店方向（B9、B8、B7、B6等）請參照新宿三丁目站。
另外，由於也通至都營地下鐵大江戶線新宿西口站剪票口外，也可作為該站的地上出入口。透過地下街「新宿SUBNADE」可至西武新宿站。
新宿通出入口（JR線東側）
- A6 中村屋（日语：中村屋）
- A7 新宿高野
- A8 LUMINE EAST新宿、JR線東口方向
- A9 LUMINE EAST新宿、JR線東口方向
- B9 前丸井CURREN（マルイカレン）
- B10 新宿SUBNADE（西武新宿站方向）
- B11 新宿富士大樓（瑞穗銀行）、歌舞伎町方向
- B12 三井住友銀行新宿大樓（三井住友銀行）、洋服的青山（日语：青山商事）
- B13 新宿ALTA、哈多巴士東口乘車處、歌舞伎町、西武新宿站、新宿王子大飯店、西武新宿PePe方向
  - C出口請參照新宿三丁目站

西口廣場附近的出入口（JR線西側）
- A10 METRO食堂街、小田急百貨店方向
- A11 METRO食堂街
- A12 JR西口、京王西口、小田急西口方向
- A13 新宿站地下停車場
- A14 JR西口、京王西口、小田急西口方向
- A15 小田急百貨店
- A16 新宿站西口地下廣場（日语：新宿駅西口地下広場）、小田急百貨店
- A17 新宿站西口地下廣場
- A18 新宿L TOWER（日语：新宿エルタワー）、新生銀行、損保日本興亞大廈（日语：損保ジャパン日本興亜本社ビル）、伊予銀行（日语：伊予銀行）方向
- B14 METRO食堂街
- B15 JR西口、京王西口、小田急西口方向、新宿PaLeTTe
- B16 小田急百貨店別館HALC（小田急HALC）
- B17 新宿站西口35（部分班次停靠小田急HALC前的小田急系巴士乘車處）、36號巴士乘車處
- B18 小田急百貨店別館HALC（小田急HALC）

### 京王新線、都營地下鐵出入口
京王新線與都營地下鐵的地上出入口在甲州街道JR線西側、JR與小田急車站西南側（但是A1出口在甲州街道西新宿1丁目交差點南邊約200公尺的MAYNDS TOWER地下）。京王線 - 京王新線、都營新宿線 - 都營大江戶線可站內移動。
京王新線與都營地下鐵的2 - 8出口在JR、小田急南口剪票口外與「LUMINE1」之間。大江戶線C剪票除外的剪票口層可透過「京王Mall」前往JR、京王、小田急各線西口、中央地下西口。
甲州街道JR線西側出入口
- 1 LUMINE、新宿MYLORD
- 2 新宿Southern Terrace、JR新宿大樓
- 3 First Kitchen（日语：ファーストキッチン）
- 4 新宿站南口郵便局方向
- 5 山田電機LABI新宿西口館、Sofmap方向
- 6 TOCLAS（日语：トクラス）新宿展示場方向
- 7 本間高爾夫、國民生活金融公庫（日语：国民生活金融公庫）、新銀行東京（日语：新銀行東京）方向
- 8 ONE DAY STREET（日语：ワンデーストリート）方向

ONE DAY STREET可通往東京都廳、京王廣場大飯店方向。
MAYNDS TOWER方向
- A1（大江戶線C剪票口專用出入口） 新宿MAYNDS TOWER、JR東京綜合醫院、JR東日本本社大廈、世紀南悅酒店方向

## 巴士路線
請參照新宿站巴士乘車處與Busta新宿。

## 其他
1991年（平成3年）3月16日至2012年3月17日，小田急電鐵與東海旅客鐵道（JR東海）的特急列車相互直通運轉（「朝霧」），可在「小田急月台看見JR車輛進站」。2002年（平成14年）12月1日起，JR東日本與東京臨海高速鐵道相互直通運轉，「JR月台可看見其他公司車輛進站」。2006年（平成18年）3月18日起，JR東日本與東武鐵道的特急列車相互直通運轉（日光、鬼怒川、SPACIA日光、鬼怒川）。
2006年（平成18年）7月31日起，本站限定的Suica廣告服務（Suipo）啟用。
最初上越新幹線的起點計畫在新宿站，規劃從此通至大宮站。另外，過去中央新幹線起點站也曾考慮設在本站。
南口大廳的車站便當店原則上在每週六日舉行迷你車站便當大會。
因氣候因素造成鐵路調度異常時，電視節目常選擇在新宿站南口進行報導。

## 相鄰車站
東日本旅客鐵道
 山手線
代代木（JY 18）－新宿（JY 17）－新大久保（JY 16）
 埼京線（包括直通 相鐵線）
■通勤快速、■快速、■各站停車
澀谷（JA 10）－新宿（JA 11）－池袋（JA 12）
 湘南新宿線
- 特急「成田特快」「Super View舞孃」停車站、「日光」「Spacia日光」「鬼怒川」「Spacia鬼怒川」 「赤城」「Swallow赤城」到發站
- 「Home Liner小田原」到發站

■特別快速、■快速、■普通
澀谷（JS 19）－新宿（JS 20）－池袋（JS 21）
 中央線（快速）
- 特急「梓」「超級梓」「甲斐路」「成田特快」「日光（臨時）」停車站、「新宿漣」「新宿若潮」到發站
- 「中央專線」「青梅專線」停車站

■通勤特快（平日上行）
四谷（JC 04） ← 新宿（JC 05） ← 國分寺（JC 16）
■■特別快速「假日快速奧多摩、あきがわ」（周六日）、■中央特快、■青梅特快、■通勤快速（平日下行）、■快速
四谷（JC 04）－新宿（JC 05）－中野（JC 06）
 中央·總武線（各站停車）
代代木（JB 11）－新宿（JB 10）－大久保（JB 09）
京王電鐵
 京王線
■京王Liner（下行）
京王線新宿（KO01） → 府中（KO24） / 京王永山（相模原線）（KO40）
■特急
京王線新宿（KO01）－明大前（KO06）
■準特急、■急行、■區間急行、■快速、■各站停車
京王線新宿（KO01）－笹塚（KO04）
 京王新線
■急行、■區間急行、■快速、■各站停車
（新宿線）－新線新宿（KO01）－初台（KO02）
東京都交通局（都營地下鐵）
 新宿線

■急行
（京王新線）－（新線）新宿（S 01）－市谷（S 04）
■各站停車
（京王新線）－（新線）新宿（S 01）－新宿三丁目（S 02）
 大江戶線
代代木（E-26）－新宿（E-27）－都廳前（E-28）
小田急電鐵
 小田原線
- □浪漫特快「超級箱根」「箱根」「相模」「Morningway」「Homeway」「江之島」「富士山」起訖站

■快速急行、■急行
新宿（OH-01）－代代木上原（OH-05）
□通勤急行
新宿（OH-01） ← 代代木上原（OH-05）
■各站停車
新宿（OH-01）－南新宿（OH-02）
東京地下鐵
 丸之內線
西新宿（M 07）－新宿（M 08）－新宿三丁目（M 09）
- 京王新線與都營新宿線直通運行，除了橫跨兩業者路線的「急行」「各站停車」兩種列車外，其他列車抵達新線新宿站時會更改成後續業者的車種。
- 丸之內線本站至新宿三丁目僅0.3公里，是東京地下鐵最短的站距。

### 報道發表資料
1. 1 2   (PDF) (新闻稿). 東日本旅客鉄道東京支社. 2020-06-02  [2020-06-02]. （原始内容 (PDF)存档于2020-06-02） （日语）.

### 新聞記事
1. 1 2  . 共同通信. 2020-07-19  [2020-07-19]. （原始内容存档于2020-07-19）.

### 利用狀況
JR、私鐵、地下鐵1日平均使用人數
1. ↑  各駅の乗車人員 （页面存档备份，存于） - JR東日本
2. ↑  1日の駅別乗降人員 （页面存档备份，存于） - 京王電鉄
3. ↑  1日平均乗降人員 （页面存档备份，存于） - 小田急電鉄
4. ↑  各駅の乗降人員ランキング （页面存档备份，存于） - 東京メトロ
5. ↑  各駅乗降人員一覧 （页面存档备份，存于） - 東京都交通局

JR東日本1999年度以後的上車人次
1. ↑  各駅の乗車人員（1999年度） （页面存档备份，存于） - JR東日本
2. ↑  各駅の乗車人員（2000年度） 的存檔，存档日期2014-10-09. - JR東日本
3. ↑  各駅の乗車人員（2001年度） （页面存档备份，存于） - JR東日本
4. ↑  各駅の乗車人員（2002年度） （页面存档备份，存于） - JR東日本
5. ↑  各駅の乗車人員（2003年度） （页面存档备份，存于） - JR東日本
6. ↑  各駅の乗車人員（2004年度） （页面存档备份，存于） - JR東日本
7. ↑  各駅の乗車人員（2005年度） （页面存档备份，存于） - JR東日本
8. ↑  各駅の乗車人員（2006年度） （页面存档备份，存于） - JR東日本
9. ↑  各駅の乗車人員（2007年度） （页面存档备份，存于） - JR東日本
10. ↑  各駅の乗車人員（2008年度） （页面存档备份，存于） - JR東日本
11. ↑  各駅の乗車人員（2009年度） （页面存档备份，存于） - JR東日本
12. ↑  各駅の乗車人員（2010年度） （页面存档备份，存于） - JR東日本
13. ↑  各駅の乗車人員（2011年度） （页面存档备份，存于） - JR東日本
14. 1 2 3  各駅の乗車人員（2012年度） （页面存档备份，存于） - JR東日本
15. 1 2 3  各駅の乗車人員（2013年度） （页面存档备份，存于） - JR東日本
16. 1 2 3  各駅の乗車人員（2014年度） （页面存档备份，存于） - JR東日本
17. 1 2 3  各駅の乗車人員（2015年度） （页面存档备份，存于） - JR東日本
18. 1 2 3  各駅の乗車人員（2016年度） （页面存档备份，存于） - JR東日本
19. 1 2 3  各駅の乗車人員（2017年度） （页面存档备份，存于） - JR東日本
20. 1 2 3  各駅の乗車人員（2018年度） （页面存档备份，存于） - JR東日本
21. 1 2 3  各駅の乗車人員（2019年度） （页面存档备份，存于） - JR東日本

JR、私鐵、地下鐵的統計資料
1. ↑  各種報告書 （页面存档备份，存于） - 関東交通広告協議会
2. 1 2  新宿区の概況 （页面存档备份，存于） - 新宿区

東京府統計書
1. ↑  .   [2019-01-06]. （原始内容存档于2021-12-15）.
2. ↑  .   [2019-01-06]. （原始内容存档于2021-12-15）.
3. ↑  .   [2019-01-06]. （原始内容存档于2021-12-15）.
4. ↑  .   [2019-01-06]. （原始内容存档于2021-12-15）.
5. ↑  .   [2019-01-06]. （原始内容存档于2021-12-15）.
6. ↑  .   [2019-01-06]. （原始内容存档于2021-12-15）.
7. ↑  .   [2019-01-06]. （原始内容存档于2021-12-15）.
8. ↑  .   [2019-01-06]. （原始内容存档于2019-07-01）.
9. ↑  .   [2019-01-06]. （原始内容存档于2019-07-01）.
10. ↑  .   [2019-01-06]. （原始内容存档于2019-07-01）.
11. ↑  .   [2019-01-06]. （原始内容存档于2019-07-01）.
12. ↑  .   [2019-01-06]. （原始内容存档于2019-07-01）.
13. ↑  .   [2019-01-06]. （原始内容存档于2019-07-01）.
14. ↑  .   [2019-01-06]. （原始内容存档于2019-07-01）.
15. ↑  .   [2019-01-06]. （原始内容存档于2019-07-01）.
16. ↑  .   [2019-01-06]. （原始内容存档于2019-02-21）.
17. ↑  .   [2019-01-06]. （原始内容存档于2019-02-21）.
18. ↑  .   [2019-01-06]. （原始内容存档于2019-02-21）.
19. ↑  .   [2019-01-06]. （原始内容存档于2019-02-21）.
20. ↑  .   [2019-01-06]. （原始内容存档于2019-02-21）.
21. ↑  .   [2019-01-06]. （原始内容存档于2019-02-21）.
22. ↑  .   [2019-01-06]. （原始内容存档于2019-02-21）.
23. ↑  .   [2019-01-06]. （原始内容存档于2021-12-15）.
24. ↑  .   [2019-01-06]. （原始内容存档于2019-02-21）.
25. ↑  .   [2019-01-06]. （原始内容存档于2019-02-21）.
26. ↑  .   [2019-01-06]. （原始内容存档于2021-12-15）.
27. ↑  .   [2019-01-06]. （原始内容存档于2019-01-23）.
28. ↑  .   [2019-01-06]. （原始内容存档于2019-01-23）.
29. ↑  .   [2019-01-06]. （原始内容存档于2019-02-21）.
30. ↑  .   [2019-01-06]. （原始内容存档于2019-02-21）.
31. ↑  .   [2019-01-06]. （原始内容存档于2019-02-21）.
32. ↑  .   [2019-01-06]. （原始内容存档于2019-02-21）.
33. ↑  .   [2019-01-06]. （原始内容存档于2019-02-21）.
34. ↑  .   [2019-01-06]. （原始内容存档于2019-02-20）.
35. ↑  .   [2019-01-06]. （原始内容存档于2019-02-20）.
36. ↑  .   [2019-01-06]. （原始内容存档于2019-02-20）.
37. ↑  .   [2019-01-06]. （原始内容存档于2019-02-20）.
38. ↑  .   [2019-01-06]. （原始内容存档于2019-02-20）.
39. ↑  .   [2019-01-06]. （原始内容存档于2019-02-20）.
40. ↑  .   [2019-01-06]. （原始内容存档于2019-02-19）.
41. ↑  .   [2019-01-06]. （原始内容存档于2019-02-19）.
42. ↑  .   [2019-01-06]. （原始内容存档于2019-02-19）.

東京都統計年鑑
1. ↑  昭和28年PDF。13ページ
2. ↑  昭和29年PDF。10ページ
3. ↑  昭和30年PDF。10ページ
4. ↑  昭和31年PDF
5. ↑  昭和32年PDF
6. ↑  昭和33年PDF
7. ↑  .   [2017-02-04]. （原始内容存档于2016-03-05）.
8. ↑  .   [2017-02-04]. （原始内容存档于2016-03-05）.
9. ↑  .   [2017-02-04]. （原始内容存档于2015-06-29）.
10. ↑  .   [2017-02-04]. （原始内容存档于2015-06-29）.
11. ↑  .   [2017-02-04]. （原始内容存档于2015-06-29）.
12. ↑  .   [2017-02-04]. （原始内容存档于2015-06-29）.
13. ↑  .   [2017-02-04]. （原始内容存档于2016-03-05）.
14. ↑  .   [2017-02-04]. （原始内容存档于2016-03-05）.
15. ↑  .   [2017-02-04]. （原始内容存档于2016-03-05）.
16. ↑  .   [2017-02-04]. （原始内容存档于2016-03-05）.
17. ↑  .   [2017-02-04]. （原始内容存档于2016-03-05）.
18. ↑  .   [2017-02-04]. （原始内容存档于2016-03-05）.
19. ↑  .   [2017-02-04]. （原始内容存档于2015-06-29）.
20. ↑  .   [2017-02-04]. （原始内容存档于2015-06-29）.
21. ↑  .   [2017-02-04]. （原始内容存档于2015-06-29）.
22. ↑  .   [2017-02-04]. （原始内容存档于2016-03-05）.
23. ↑  .   [2017-02-04]. （原始内容存档于2016-06-02）.
24. ↑  .   [2017-02-04]. （原始内容存档于2015-06-29）.
25. ↑  .   [2017-02-04]. （原始内容存档于2016-03-05）.
26. ↑  .   [2017-02-04]. （原始内容存档于2015-06-29）.
27. ↑  .   [2017-02-04]. （原始内容存档于2016-03-05）.
28. ↑  .   [2017-02-04]. （原始内容存档于2016-03-05）.
29. ↑  .   [2017-02-04]. （原始内容存档于2016-03-05）.
30. ↑  .   [2017-02-04]. （原始内容存档于2015-06-29）.
31. ↑  .   [2017-02-04]. （原始内容存档于2015-06-29）.
32. ↑  .   [2017-02-04]. （原始内容存档于2015-06-29）.
33. ↑  .   [2017-02-04]. （原始内容存档于2016-03-05）.
34. ↑  .   [2017-02-04]. （原始内容存档于2016-03-05）.
35. ↑  .   [2017-02-04]. （原始内容存档于2015-06-29）.
36. ↑  .   [2017-02-04]. （原始内容存档于2016-03-05）.
37. ↑  .   [2017-02-04]. （原始内容存档于2016-03-05）.
38. ↑  .   [2017-02-04]. （原始内容存档于2016-03-05）.
39. ↑  .   [2017-02-04]. （原始内容存档于2016-03-05）.
40. ↑  .   [2017-02-04]. （原始内容存档于2013-08-15）.
41. ↑  .   [2017-02-04]. （原始内容存档于2013-02-03）.
42. ↑  .   [2017-02-04]. （原始内容存档于2013-02-03）.
43. ↑  .   [2017-02-04]. （原始内容存档于2013-02-03）.
44. ↑  .   [2017-02-04]. （原始内容存档于2013-02-03）.
45. ↑  .   [2017-02-04]. （原始内容存档于2016-03-04）.
46. ↑  平成10年PDF
47. ↑  平成11年PDF
48. ↑  .   [2017-02-04]. （原始内容存档于2016-03-04）.
49. ↑  .   [2017-02-04]. （原始内容存档于2016-03-04）.
50. ↑  .   [2017-02-04]. （原始内容存档于2017-07-29）.
51. ↑  .   [2017-02-04]. （原始内容存档于2017-07-29）.
52. ↑  .   [2017-02-04]. （原始内容存档于2017-07-29）.
53. ↑  .   [2017-02-04]. （原始内容存档于2017-07-29）.
54. ↑  .   [2017-02-04]. （原始内容存档于2017-07-29）.
55. ↑  .   [2017-02-04]. （原始内容存档于2017-07-29）.
56. ↑  .   [2017-02-04]. （原始内容存档于2017-07-29）.
57. ↑  .   [2017-02-04]. （原始内容存档于2016-03-26）.
58. ↑  .   [2017-02-04]. （原始内容存档于2016-03-27）.
59. ↑  .   [2017-02-04]. （原始内容存档于2016-03-25）.
60. ↑  .   [2017-02-04]. （原始内容存档于2016-03-27）.
61. ↑  .   [2017-02-04]. （原始内容存档于2016-03-22）.
62. ↑  .   [2017-02-04]. （原始内容存档于2017-07-30）.
63. ↑  .   [2017-06-17]. （原始内容存档于2018-11-09）.
64. ↑  .   [2018-10-21]. （原始内容存档于2019-05-02）.
65. ↑  .   [2020-07-27]. （原始内容存档于2019-12-03）.
66. ↑  .   [2020-07-27]. （原始内容存档于2020-08-04）.

## 延伸閱讀
- 「国道20号新宿跨線橋架替にともなう新宿駅改修工事」
  - 鉄道ジャーナル社『鉄道ジャーナル』2001年11月号 No.421 P.58 - P.63
- 「国道20号新宿跨線橋架替にともなう新宿駅支障改修工事」
  - 鉄道ジャーナル社『鉄道ジャーナル』2007年11月号 No.493 P.56 - P.63
- 「JR東日本 国道20号新宿跨線橋架替工事と新宿駅改修工事」
  - 電気車研究会『鉄道ピクトリアル』2006年1月号 No.770 P.64 - P.69
- . 日本国有鉄道新宿駅. 1985-03.

## 外部連結
- 車站資訊（新宿）：東日本旅客鐵道
- 新宿 - 京王電鐵
  - 新宿站PDF - 京王電鐵
- 新宿 - 小田急電鐵
- 新宿/M08 | 路線・車站資訊 | 東京地下鐵
- 新宿 - 東京都交通局
- 新宿站南口地區基盤整備事業 - 國土交通省、東京國道事務所（日語）
- 新宿站周邊航空照片 - 國土交通省、國土畫像觀覽系統（日語）